# 日本における自動車の年表
日本における自動車の年表（にほんにおけるじどうしゃのねんぴょう）では、日本における自動車についての出来事を年表形式に掲載する。二輪車、三輪車、無限軌道車も含めるが、基本的に四輪車について記述する。

## 時代区分
日本の自動車史においてどこに時代区分を置くかという点は概ね以下のような説がある。本記事では、節を分けて記事の見通しを良くするための便宜上、各説を折衷して時代区分を行っている。
戦前
- 柳田諒三『自動車三十年史』（1944年）：黎明時代（1900年｛皇太子献納車｝～）、発展時代（1923年｛関東大震災｝～）、混乱時代（1931年｛満洲事変｝～）、整備・統制時代（1941年｛支那事変｝～）
- 尾崎正久『自動車日本史』（1955年）：初期（1904年｛山羽式蒸気自動車｝～）、自動車発明期（1907年～）、乗用車工業簇出期（1911年頃～）、小型四輪乗用期（1924年～）
- 尾崎正久『国産自動車史』（1966年）：初期（1899年｛プログレス電気自動車｝～）、欧州車時代（1913年～）、米国車時代（1925年～）、国産自動車時代（1939年～）
- 大須賀和美『自動車史の時代区分と取締法規の変遷』（1990年）：府県令時代（1903年8月20日～）、旧取締令時代（1919年1月11日～）、新取締令時代（1933年8月18日～）[W 1]
- 齋藤俊彦『轍の文化史』（1992年）：揺籃期（1898年｛パナール・ルヴァッソール渡来｝～）、発展期（1923年｛関東大震災｝～）、戦時期（1937年｛日中戦争勃発｝～）[1]
- 荒井久治『自動車の発達史 下』（1995年）：営業や製造の開拓時代（1898年～）、本格的な自動車会社設立の時代（1911年頃～）、国策による自動車産業の保護育成の時代（1932年頃～）[2]
- GP企画センター『日本自動車史年表』（2006年）：明治・大正時代（1898年～）、昭和・戦前期（1927年～）
- トヨタ博物館『年報 2019年度版』（2020年）：パイオニア達の奮闘（1904年～）、保有の広がりと米国勢による席巻（1924年～）、鮎川と豊田の新たな挑戦（1933年～）、自動車製造事業法（1936年～）、自動車産業の萌芽（1936年～）[3]
- トヨタ博物館『年報 2019年度版』（2020年）：誕生前夜の苦しみ（1911年～）、ふたりの革新者の登場（1933年～）[3]

戦後
- 吉田信美『ブリタニカ国際大百科事典 8』（改訂版・1984年）：第一期・連合軍支配下（1945年～）、第二期・外国技術導入期（1953年｛日野、日産、いすゞの外国メーカーとの技術提携｝～）、第三期・乱戦期（1959年｛乗用車メーカーの競争と淘汰｝～）、第四期・成長期（1964年｛生産と輸出の急増の始まり｝～）、第五期・転換期（1970年｛資本自由化による外資参入｝～）[4]
- 大須賀和美『自動車史の時代区分と取締法期の変遷』（1990年）：転換期（1948年1月1日｛内務省解体後｝～）、現行法時代（1951年6月1日～）[W 1]
- 荒井久治『自動車の発達史 下』（1995年）：戦後復興から貿易の自由化の時代（1945年8月～）、内需と輸出車の絶好調の時代（1956年頃～）、経済摩擦の激化の時代（1980年頃～）[2]
- GP企画センター『日本自動車史年表』（2006年）：戦後の復興期（1945年～）、成長と競争の始まり（1953年｛ノックダウン生産の始まり｝～）、黄金の60年代の攻防（1960年｛各社新工場の完成｝～）、マイカー時代の到来（1966年｛マイカー元年｝～）、排気規制とオイルショックの時代（1974年｛オイルショックの影響顕在化｝～）、性能競争と多様化の時代（1980年｛車種の多様化｝～）、晴れのち曇り・変動の予感（1989年｛バブル景気とバブル崩壊｝～）、トップランナーへの道（1997年｛プリウス登場｝～）
- Gazoo『よくわかる自動車歴史館』（2013年）：戦後直後（1945年～）、復興とモータリゼーション（1955年｛高度経済成長期の始まり｝～）、社会問題発生（1970年｛交通事故死者数の社会問題化｝～）、黄金期（1981年（日本が世界最大の自動車生産国に）～）、激動期（1992年｛バブル崩壊後｝～）、新技術（1997年｛プリウス登場｝～）[W 2]
- トヨタ博物館『年報 2019年度版』（2020年）：復旧・再出発期（1945年～）、産業基盤構築期（1959年～）、完成車輸出拡大期（1970年～）、海外生産進出期（1980年～）、グローバル化と温暖化対応期（1990年～）[3]

## 戦前期

### 自動車の伝来（1890年代～）
19世紀末に外国から日本に自動車が持ち込まれ始める（自動車の渡来）。20世紀（1901年）に入ると、外国商館による輸入が始まり、少量ながらまとまった数の自動車が持ち込まれるようになる。当時は世界でもガソリンエンジン車は主流の地位を確立しておらず、日本にもガソリンエンジン車以外に蒸気自動車や電気自動車も持ち込まれた。この時期の出来事は不明瞭なことが多く、調査・研究によってそれまでの通説が変更されたことが少なくない。
1895年（明治28年）
- 11月、『東洋学芸雑誌』（東洋学芸社）が同年6月に開催されたパリ・ボルドーレース（英語版）[注 2]の模様を報じる[6]。（日本で自動車について取り上げた最初の記事）

1896年（明治29年）
- 1月、十文字信介がヒルデブラント&ヴォルフミュラー（英語版）製の二輪自動車を輸入し、皇居前でデモンストレーション走行を行う[6][7][W 3]。（日本に初めて持ち込まれた自動車）

1898年（明治31年）

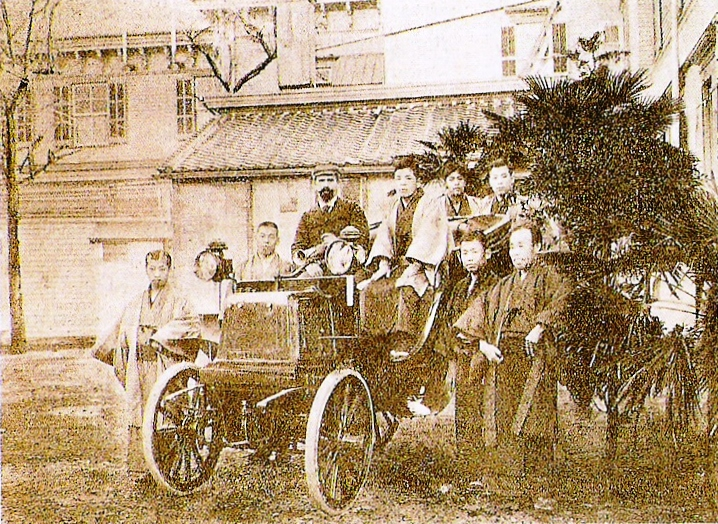
テブネとパナール・ルヴァッソール（1898年・自動車の初渡来）

- 1月、フランス人技師ジャン＝マリー・テブネ[8]がパナール・ルヴァッソール（ガソリン自動車）と共に来日する[9][6][W 4][注 3][注 4]。（日本に初めて持ち込まれた四輪自動車[定説の変化 1]）
- 2月6日、テブネが東京市の築地と上野間でパナール・ルヴァッソールの試運転を行う[12][注 5]。その後もテブネはたびたび東京市内を同車で走行する[13]。
- 3月11日、テブネは帰国に際してパナール・ルヴァッソールを競売にかけるが指定した額に達する入札がなかったため競売不成立となる[14][15]。そのため、テブネは同車と共に帰国する[14][9][6][注 6]。

1899年（明治32年）
7月17日、日英通商航海条約が発効し、日本が不平等条約を結んでいた他の国との間でも同様の改正条約が発効する（フランス、オーストリアとの条約は同年8月4日発効）。これにより外国人居留地が廃止され、外国人たちは居住・旅行・営業の自由が認められる（内地雑居）。
1900年（明治33年）
- 8月、サンフランシスコの在米日本人会が皇太子嘉仁親王（後の大正天皇）の成婚を祝して電気式四輪自動車を献納する（皇太子献納車）[16][17][18][6][注 7]。
  - 時期不明[注 8]、宮内省の依頼により高田商会の廣田精一らによって同車の試験走行が行われ、その際に道路を逸脱して濠に落ちる事故（水没はしていない）が起きたことで、皇太子夫妻への献納は見送られる[21]。（日本初の自動車による交通事故）

1901年（明治34年）

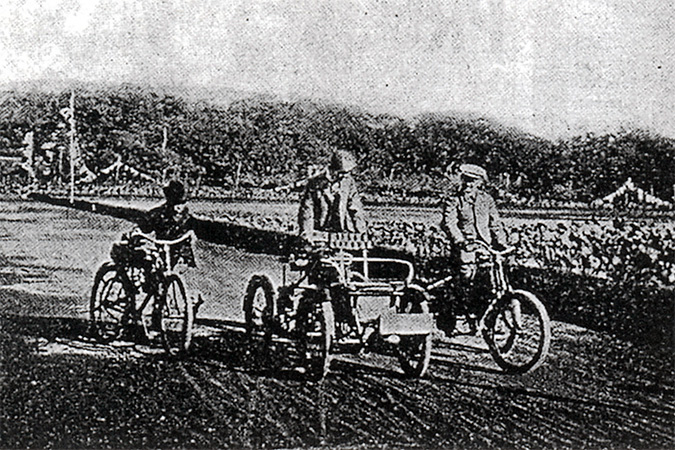
日本初の自動車レース（1901年11月）

- 3月、ブルウル兄弟商会によって輸入されたナイアガラ蒸気自動車が横浜港に到着する[22][23][24][注 9]。（日本初の販売目的で輸入された自動車）
  - 6月、ブルウル兄弟商会のリチャード・アベンハイムが横浜─新橋間でナイアガラ蒸気自動車の長距離ドライブを行う[22][23][24]。この時期に同車の販売を松井民治郎に委託することが決まる[25]。
- 8月、東京市京橋区銀座で自転車販売の双輪商会を営む吉田真太郎が、ロシア公使館の書記官からグラディエートル（英語版）社製の四輪車を譲り受ける[6][注 10]。（日本初の自家用車[定説の変化 2]）
- 11月、東京市京橋区銀座にて松井民治郎がモーター商会を開業する[28][29][6][30][注 11]。（日本初の日本人の経営による自動車販売店）
- 11月3日、大日本双輪倶楽部が上野公園の不忍池畔で自転車レースを開催する[23][33][6]。この際、自動車（二輪、三輪、四輪）計3台によるエキシビジョンレースが開催され、須藤貞三郎のトーマス自動双輪車が1着、吉田真太郎のグラディエートル四輪オートバイが2着、F・B・アベンハイムのトーマス自動三輪車が3着となる[23][6][注 12]。（日本初の自動車レース[注 13]）
- 12月、米国公使館書記官のファガソンが本国から自動車を取り寄せるが分解されていたため組立ができず、相談を受けた東京芝浦製作所（後の東芝）は小林作太郎を派遣し、小林は同車を完全に組立てて動くようにする[6][34]。

1902年（明治35年）
- 3月、モーター商会が会員から会費を取って自動車に乗せる自動車倶楽部を設立するが、会員となる者はほとんど現れずに終わる[6][定説の変化 3]。
- 3月、高知の今政猪熊が大阪で製造された石油発動機車を使って高知─伊野間で乗合自動車として走らせ、約半年間営業する[36][37][注 14]。
- 4月5日、上野公園の不忍池畔で自転車レースが行われ、その余興として自動車による競走が行われる[23][33][6]。（日本初の｛複数の四輪自動車による｝自動車レース）
- 4月、ウォルター・ストーンが輸入したロコモビル蒸気自動車8台が横浜港に到着する[38][6][注 15]。同年6月に引き取りが行われた際に自動車に対する関税の未整備により横浜税関から2割5分の関税を課され、輸入主のウォルター・ストーンは1割にするべきと異議申し立てを行う[40]。
  - 同4月、横浜でロコモビル（英語版）社の日本輸入代理店「ロコモビル・カンパニー・オブ・米国日本代理店」が設立される[41][6][42]。
- 5月、三井呉服店（後の三越）がモーター商会に商用自動車を注文する[43][6]。
- 6月、ロコモビル日本代理店が東京・芝口で販売店（商品陳列所）を開店する[定説の変化 4]。
- 7月、横浜グランド・ホテルの脇道で、イギリス人クーンが、靴職人の藤本仲次郎を自動車で負傷させる[6]。（日本初の自動車による人身事故）

1903年（明治36年）

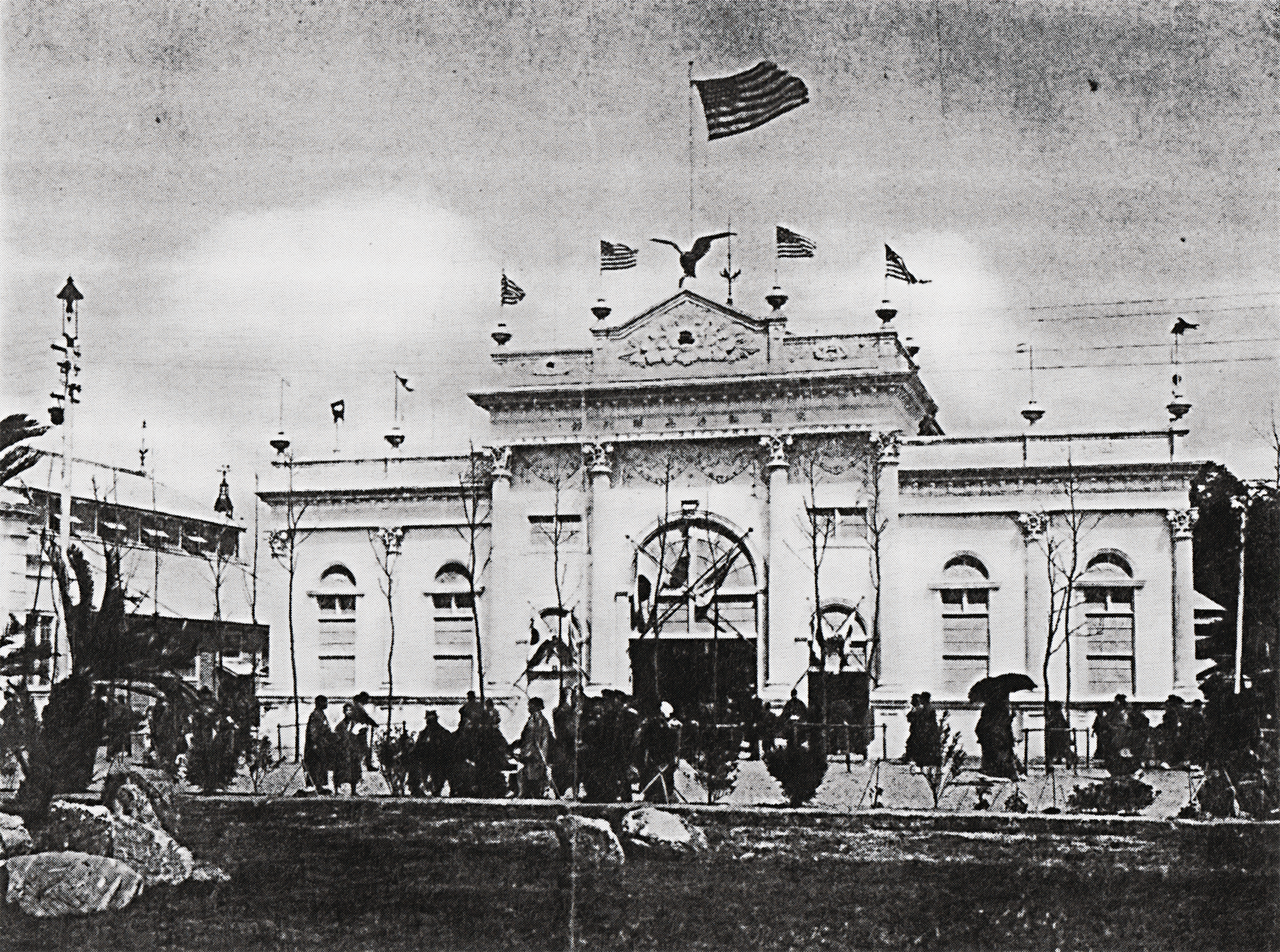
第5回内国勧業博覧会で自動車の展示が行われたアンドリュース&ジョージ館

- 1月以前、帝国陸軍が自動車の試験を行う[48][注 16]。
- 3月1日から7月31日にかけて、大阪で第5回内国勧業博覧会が開催され、自動車が複数台出品され、デモ走行も披露される[定説の変化 5]。これは自動車が多くの一般の日本人の目に触れる最初の機会となり[54][30][W 11]、日本各地で乗合自動車が計画されるようになる[55][56][57]。
  - 4月下旬[58]、これを見た森房造と楠健太郎が自動車の製作を決意し、実際の製造は山羽虎夫に依頼する[51]。
- 4月、三井呉服店がモーター商会に注文していたフランス製の商用車（クレメント）が到着し、同店はそれを商品配達に使用する[43][6]。（日本初の商用自動車[注 17]）
- 8月20日、愛知県で乗合自動車取締規則（県令第61号）が公布される[6][W 9]。（日本初の自動車取締規則[定説の変化 6]）
- 9月20日、京都の二井商会がトレド蒸気自動車を改造した車両を用いて乗合自動車事業を始める[6][62][注 18]。
  - 11月21日、二井商会 による市内乗合自動車の営業が認可される[61][63]。（日本最初の乗合自動車[注 19]）
- 11月、双輪商会が自動車部（自動車販売部）を設置し、自動車広告を雑誌に出す[55][65][6][66]。
- 12月、愛知県名古屋市で自動車税として1台あたり年20円を課す提案が出され、可決される[6]。（日本初の自動車税[定説の変化 7]）

### 国産車の始まり（1904年～）
自動車が広く知られるようになるにつれ、国産車製造を志す者が各地に現れる。しかし日本の工業技術全体の未熟さから産業としての自動車工業が確立する条件はこの時期にはそろわなかった。欧米から自動車を持ち帰る者たちも現れるが、おそろしく高価であることに加えて必要性も不可解であることから骨董趣味の変形くらいに考えられており、上流階級の者たちの道楽という側面が大きい時期だった。
1904年（明治37年）
- 1月7日、双輪商会の吉田真太郎が米国の自転車・自動車事情を視察するため渡米する[6][66][定説の変化 8]。
- 2月8日、日露戦争開戦。前年の内国勧業博覧会で盛り上がった自動車ブームは消沈し、戦争ムード一色となる[56]。
- 4月9日、双輪商会の吉田真太郎が帰国する[6][66][定説の変化 8]。その際、営業車、娯楽車、乗用車の3台の自動車を持ち帰る[66][注 21][定説の変化 9]。
- 5月7日、山羽式蒸気自動車（製造は山羽虎夫）が完成し、試走が行われる[70]。（日本で製造された初の自動車／日本初の純国産車[注 22][定説の変化 10]）
- 9月、モーター商会の残品を林平太郎が引き受けて、日本自動車商会を設立する[6]。モーター商会は翌年2月に解散する[6][定説の変化 11]。

1905年（明治38年）

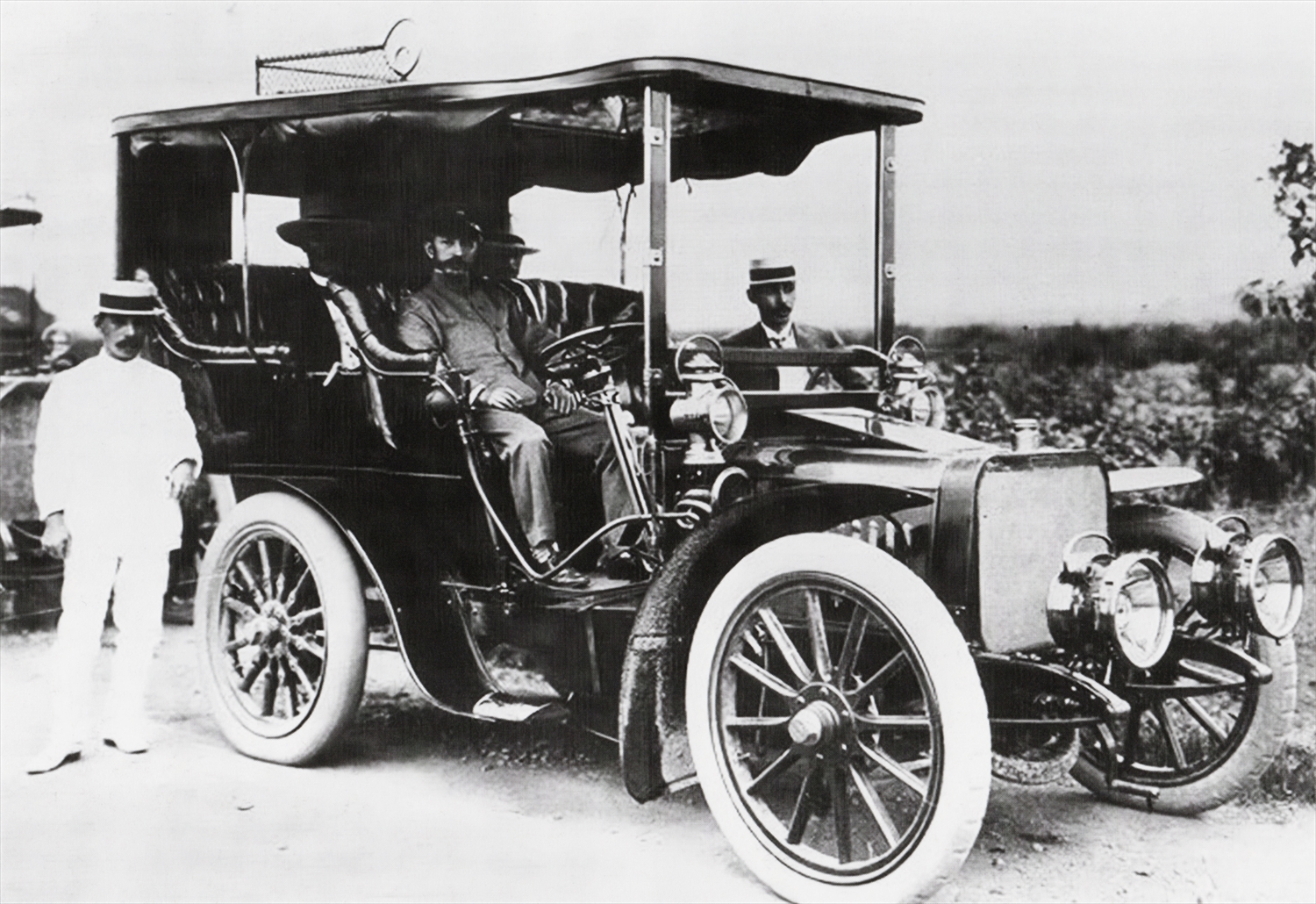
ダラック号（写真は1908年）

- 2月5日、広島県の横川駅─可部間で乗合バス事業が始まる[6][W 14][定説の変化 12]。（日本初のバス営業[注 23]）
- 5月、大阪の岡田商会がフォード・モデルAを輸入する[6][78]。（日本初のフォード輸入車[定説の変化 8]）
- 8月26日、有栖川宮威仁親王が欧州歴訪から帰国。親王がイギリスで購入したフランス車「ダラック号」は同年10月11日に有栖川宮邸に到着する[79]。
- 9月5日、日露戦争が終戦する。大陸における戦闘で得た経験から、陸軍は自動車の必要性を認識し、戦後に具体的な研究を進める[80]。
- 10月12日、威仁親王がフランス車ダラック号に乗って参内する[81][6]。（自動車に乗って参内した初の事例）
- 10月26日、堺市神明町大通りで、大阪自働車会社の自動車が龍小芳（5歳）を轢いて死亡させる[6]。（日本初の自動車による死亡事故）

1906年（明治39年）
- 3月30日、関税定率法（法律第19号）が改正公布され、課税対象として「自動車」が追加されると共に「5割」の関税を課す旨が定められる[82][W 15]（1951年まで基本的にこの税率が維持される）。
- 10月、高峰譲吉が帰国に際してフォード・モデルN（英語版）を持ち帰り、三共合資会社の塩原又策に提供する[78][注 24]。
- 11月、威仁親王が吉田真太郎と内山駒之助に国産車の製作を依頼し、吉田は双輪商会自動車部を解散して京橋区木挽町で東京自動車製作所を新たに設立する[6][78][定説の変化 8]。（日本初の自動車製造会社）

1907年（明治40年）

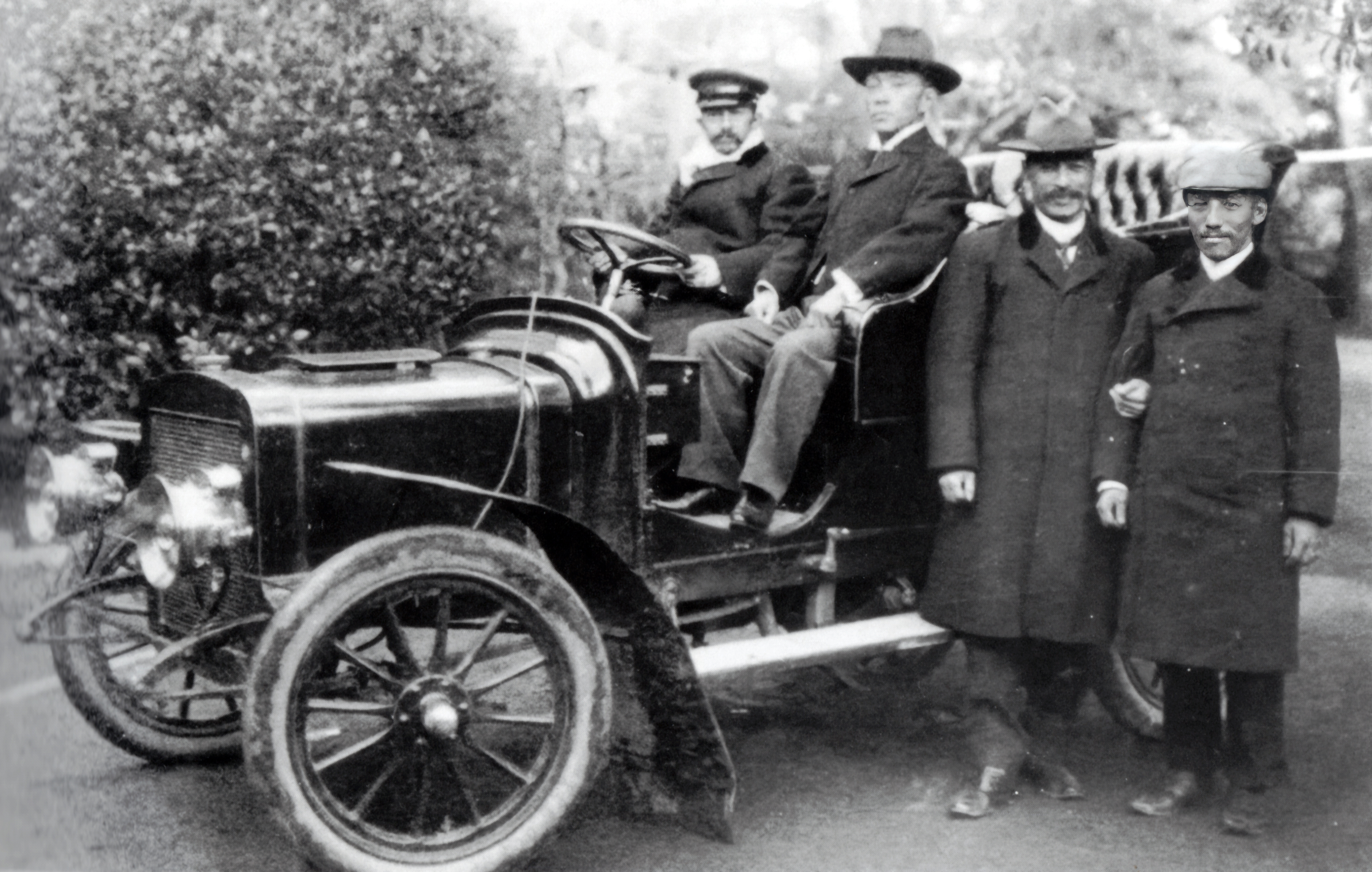
タクリー号（1907年12月）

- 2月、警視庁 (内務省)が自動車取締規則を制定する[W 16]。
  - 自家用自動車を公道で運転するには免許が必要となり、三井銀行社長三井高保の運転手を務めていた渡辺守貞が免許取得第1号となる。
  - ナンバープレートの装着が義務づけられ、登録番号「1」は明治屋に割り当てられる[84][注 25]。（日本初のナンバープレート）
- 4月、東京自動車製作所がフォード・モデルNを20台輸入し、「ちどり号」の名を付けて販売を開始する[83][78][注 26]。
- 7月6日、イギリス留学中の大倉喜七（後の喜七郎）がブルックランズで開催された第1回自動車レースに出場し、その中のモンタギュー・カップ・レース（Montagu Cup）で2位に入賞する（車両はフィアット）[W 17]。
- 9月、タクリー号（製造は東京自動車製作所）の第1号車が概ね完成し、有栖川宮威仁親王による試乗が行われ、その後、同車は特別な塗装や内装を施された上で11月末に親王に献上された[79][W 18][定説の変化 8]。（日本で製造された初のガソリン自動車[注 27][定説の変化 13]）
- 秋、高峰譲吉の意向により、三共合資会社がフォード車の輸入販売業を始める[16][61]。

1908年（明治41年）
- 2月、帝国陸軍が購入したフランス製のノーム軍用トラック2台が到着し、2月18日に日比谷公園で試運転が行われる[48]。（日本に初めて持ち込まれた軍用自動車）
  - この車両は満洲の荒野を想定して習志野錬兵場（千葉県）に運び込まれて試走を繰り返した後、同年7月から8月にかけて東京と青森を自走して往復する遠征を行う[90][80]。
- 5月30日、ニューヨーク・パリレース（英語版）に参加中のド・ディオン・ブートン（英語版）とブレシア・ジュスト（英語版）が横浜港に到着し、6月10日には同じくトーマス・フライヤー（英語版）が到着する[91]。一行は横浜から東海道経由で京都に向かった後、敦賀港まで走行する[91][W 19][注 28]。
- 8月1日、有栖川宮威仁親王を先頭に、日比谷公園から立川まで10台の自動車が参加する遠乗り会が催される[注 29]。皇族が参加したということもあってこの出来事は新聞などで大きく報じられて自動車への関心が高まり、財閥系の有力企業による自動車輸入への参入を促すなどの影響を与える[69]。
- 12月15日、逓信省が郵便逓送に自動車を初めて用いる[W 20]。東京中央郵便局と東京市内の分室との間の逓送に用いられる[W 20]。
- 時期不明、東京洲崎埋立地で東京自動車製作所のタクリー号と三共合資会社のフォード車が性能比較を目的とした競走を行い、タクリー号が上回る[93]。この結果、自動車事業に見切りをつけた三共合資会社は在庫を2年ほどかけて売り切り[68]、フォードの輸入販売権を手放す[93]。

1909年（明治42年）
- 3月、三共合資会社がフォード・モデルT（T型フォード）の輸入販売を始めるものの[6][94]、ほどなくフォード車の輸入販売から手を引く[78]。
- 4月、国末号1号車（製造は山田鉄工所）が完成する[89][95]。（初の純国産ガソリン自動車[注 30]）
- 9月、大阪で島津楢蔵が4サイクル400 ccのガソリンエンジンとその車体を製作し、オートバイ（NS号）を完成させる[W 21]。（日本で製造された初の二輪自動車[注 31]）
- 11月、大倉喜七（後の喜七郎）が大日本自動車製造合資会社を設立する[6]。
- 末、警視庁が東京府内の登録自動車をまとめたリストを作成する[97]。

1910年（明治43年）
- 8月、「大日本自動車製造合資会社」が「日本自動車合資会社」に社名変更する[6]。
- 12月20日、帝国ホテル（東京）で日本自動車倶楽部（NAC）が設立される[61][6]。
- 時期不明、吉田真太郎が吉田商店を設立し、同時に「自動車運転手修技所」という名の運転手養成所を創立する[98]。（日本最初の運転手養成組織）

### 欧州車の時代（1911年～）
優美な欧州車は自動車の主要顧客である上流階級の者たちに好まれ、主流の地位を占める。皇室や官公庁でも自動車が利用され始め、タクシー事業を始める者たちも現れ始める。第一次世界大戦（1914年 - 1918年）を背景に軍用としての研究も具体性を帯び、陸軍主導で実験的に車両が作られるようになる。民間においても各地で国産の乗用車の製造が試みられるものの試作の域を出る物はなく、米国から輸入され始めたフォード・モデルTは徐々に勢力を拡大し始める。
1911年（明治44年）

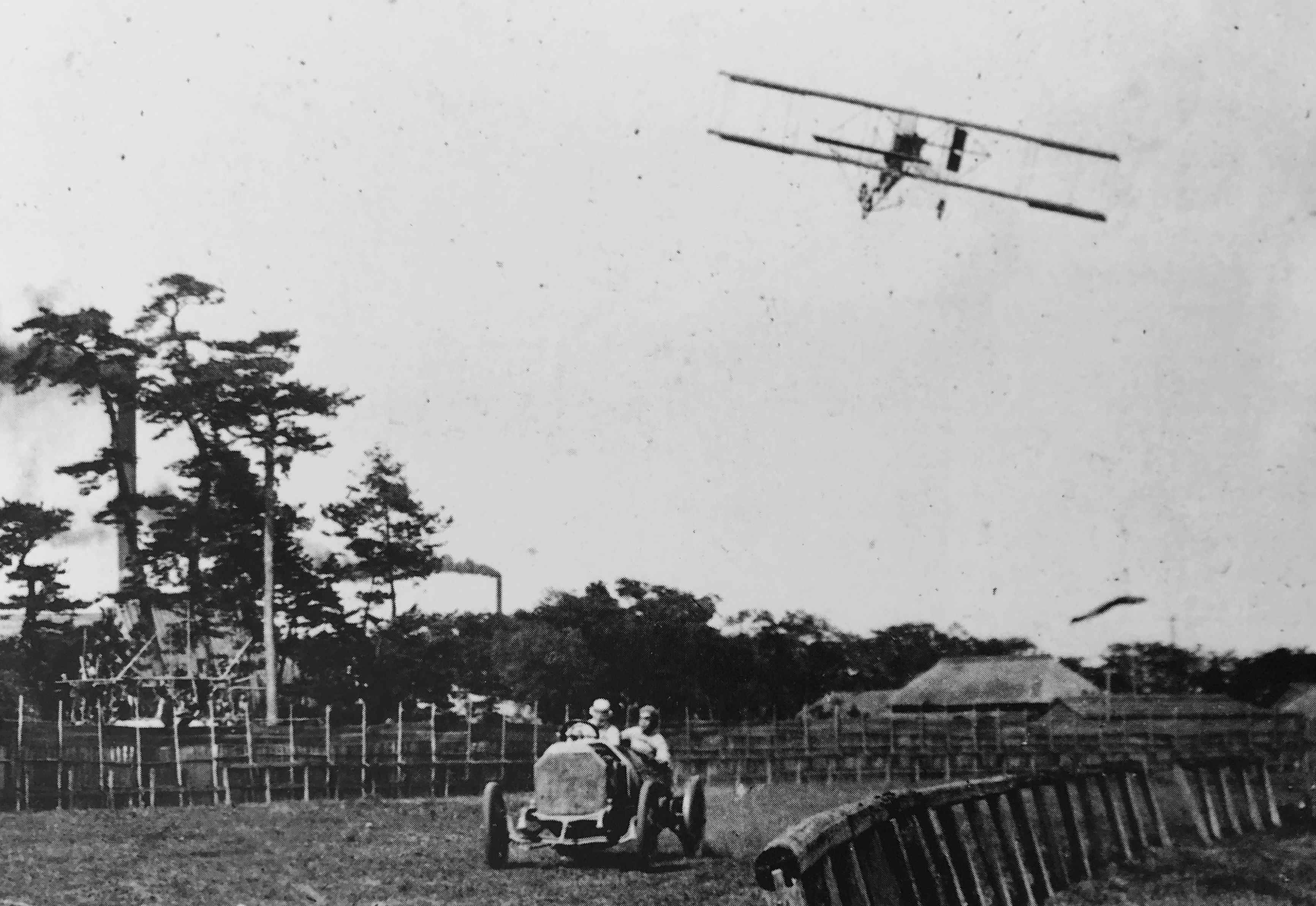
マース飛行士の飛行機と大倉喜七郎の自動車の競争（1911年5月）

- 4月4日、日米通商航海条約（小村条約）が発効し、日本が関税自主権を回復する。関税定率法は大きく改正されたが、自動車については基本税率50%の輸入関税が維持される[W 22][W 23]。
- 4月末から5月初めにかけて、川崎競馬場でジェームズ・C・マース（英語版）飛行士の飛行機「赤鬼号（英語版）」と自動車が競争を行う[16][99][注 32]。
- 7月[W 4]、橋本増治郎が快進社自働車工場を設立する[16][W 24][W 25][注 33]。
- 7月、大阪府警が消防自動車（消防ポンプ車）を常備するようになる[102][6][定説の変化 14]。（日本初の消防自動車）
- 9月、セール・フレザー商会がフォード車の輸入販売権を獲得し、翌年に設立されたばかりのタクシー自働車から大量注文を得るなどして販売を軌道に乗せ、モデルT（T型）の普及の先鞭をつける[105][78][注 34]。
- 10月、大阪砲兵工廠が軍用トラックの試作車（軍用自動貨車甲号）2台を完成させ、同月18日に中山道経由で東京まで陸軍による同車の試走が行われる[107][93][108][定説の変化 15]。（日本で独自開発された初の軍用自動車／軍用トラック）
- 11月、皇室経済会議が開かれ、イギリスのデイムラー、ドイツのダイムラー（英語版）（メルセデス）、イタリアのフィアットの3社に対して、外務省を介して御料車の製造が依頼される[107][111]。同時に、大倉喜七（喜七郎）に車両製作の監督と、ヨーロッパ各王室の運転手服装の調査が下命される[107][注 35]。
- 時期不明、雑誌『飛行器ト自動車』（東京自動社）が創刊される。（日本初の自動車雑誌）

1912年（明治45年／大正元年）
- 5月5日、兵庫県の鳴尾競馬場において、第1回自動自転車競走会が開催される[33][112]。（オートバイ単独のものとしては最初のレース）
- 6月、陸軍省内に軍用自動車調査委員会が設置される[16][113][80]。
- 7月10日、東京市麹町区有楽町でタクシー自働車株式会社が設立され、8月15日から営業を始める[16][6][114][W 26][W 27][定説の変化 16]。（日本初のタクシー会社）
- 7月30日、天皇睦仁（明治天皇）が崩御。同年9月13日の大喪の礼を警備するにあたり、警視庁が警備用としてロイト自動車を購入し、警視庁としては初めて自動車を導入する[115]。
- 12月20日、神奈川県庁と日本自動車倶楽部が協力し、横浜、本牧、藤沢、鎌倉、箱根山登山道に道路標を設置する[116][117][118]。（日本初の自動車用の道路標識）
- 12月31日から翌年2月にかけて、前年に発注した計9台の御料車が横浜港に順次到着する[119][111]。

1913年（大正2年）
- 2月14日、青山離宮で天皇嘉仁が初めて自動車（デイムラー）に試乗する[120][注 36]。
- 3月10日、宮内省の調度寮に自動車部が設置され、皇室で自動車（御料車）の使用が正式に始まる[61][111][122][120][114][注 37]。
- 時期不明、ダンロップ（後の住友ゴム工業）が神戸市の自社工場で自動車用タイヤの生産を開始する[W 28]。（日本で製造された初の自動車用タイヤ）

1914年（大正3年）
- 3月10日、東京海上保険が自動車保険の取扱いを開始する[123][W 29]。（日本初の自動車保険）
- 3月20日から7月31日にかけて上野公園で東京大正博覧会が開催される。快進社自働車工場のダット自動車（通称「DAT号」「脱兎号」[注 38]）などが出品される。
- 三井物産が自動車事業に見切りをつけて手を引き、同社社員の梁瀬長太郎にほぼ無償で事業譲渡する[125][W 30][注 39]。翌年5月、梁瀬は東京日比谷で梁瀬商会（後のヤナセ）を創業し、貸ガレージ業を始める[W 30]。
- 7月、第一次世界大戦が勃発したことで、日本では自動車の輸入が止まる。一方、大戦景気により「成金」と呼ばれる俄富豪が増えたことで翌年からは在庫の車が飛ぶように売れるようになり、車は品薄となる[W 31][注 40]。
- 9月、青島攻略を目的とした戦闘（青島の戦い）に先立ち、上陸部隊の軍需物資輸送用として、日本の軍隊では初めて軍用トラックが実戦に投入される[61][108][129][80]。

1915年（大正4年）

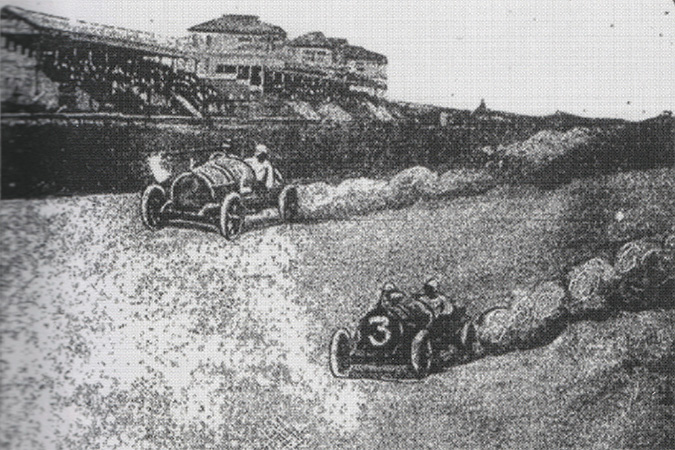
自動車大競走会（1915年10月）

- 8月、星子勇の『ガソリン発動機自動車』（モーター雑誌社）が刊行される[130][W 32]。
- 10月16日・17日、東京目黒競馬場で東京自動車及自動自転車競技会（自動車大競走会）が開催される[130][101]。（日本初の興行としての四輪自動車レース[注 41]）
- 11月10日、京都御所において天皇嘉仁の即位の礼が行われる。参列する各国政府高官用の高級乗用車や即位式のパレードを護衛するための自動車が大量に必要となり、用立てられる[131][132]。

1916年（大正5年）
- 1月、東京府の発動機協会に自動車運転手養成部が設立され、運転手の養成が始まる[130]。（日本初の自動車教習所[注 42]）
- 3月から8月にかけて金子善一の『自動車学教授書』（発動機協会）が全7号で発行され、ベストセラーとなる[130][W 33]。
- 8月、矢野倖一がアロー号を完成させる[W 34]。この車両は同時代の他の車両と異なり長く残り、2025年現在も最古の国産車両として現存している。
- 時期不明、大阪で中島商会がヤマータ号を製作する[133][注 43]。（日本で製造された初のオート三輪）

1917年（大正6年）
- 1月、東京自動車学校に2名の女性（渡辺はま、水野千花尾）が入学する。
  - 同年9月27日、渡辺が運転免許を取得する。（日本初の女性による運転免許取得[注 44]）
  - 同年10月、東京自動車学校を卒業した渡辺、水野は白山自動車商会（小石川）にハイヤー運転手として採用される[130]。（日本初の女性の職業ドライバー）
- 4月、東京瓦斯電気工業が自動車部（後のいすゞ自動車と日野自動車）を設けて自動車事業に進出し[W 36][W 37]、大阪砲兵工廠の発注により帝国陸軍の4トン制式自動貨車[注 45]5台の試作を行う[133][134][W 38]。
- 10月13日、BFグッドリッチと横濱電線製造（後の古河電気工業）の合弁で、橫濱護謨製造（後の横浜ゴム）が設立される[133][W 39][W 28]。

1918年（大正7年）

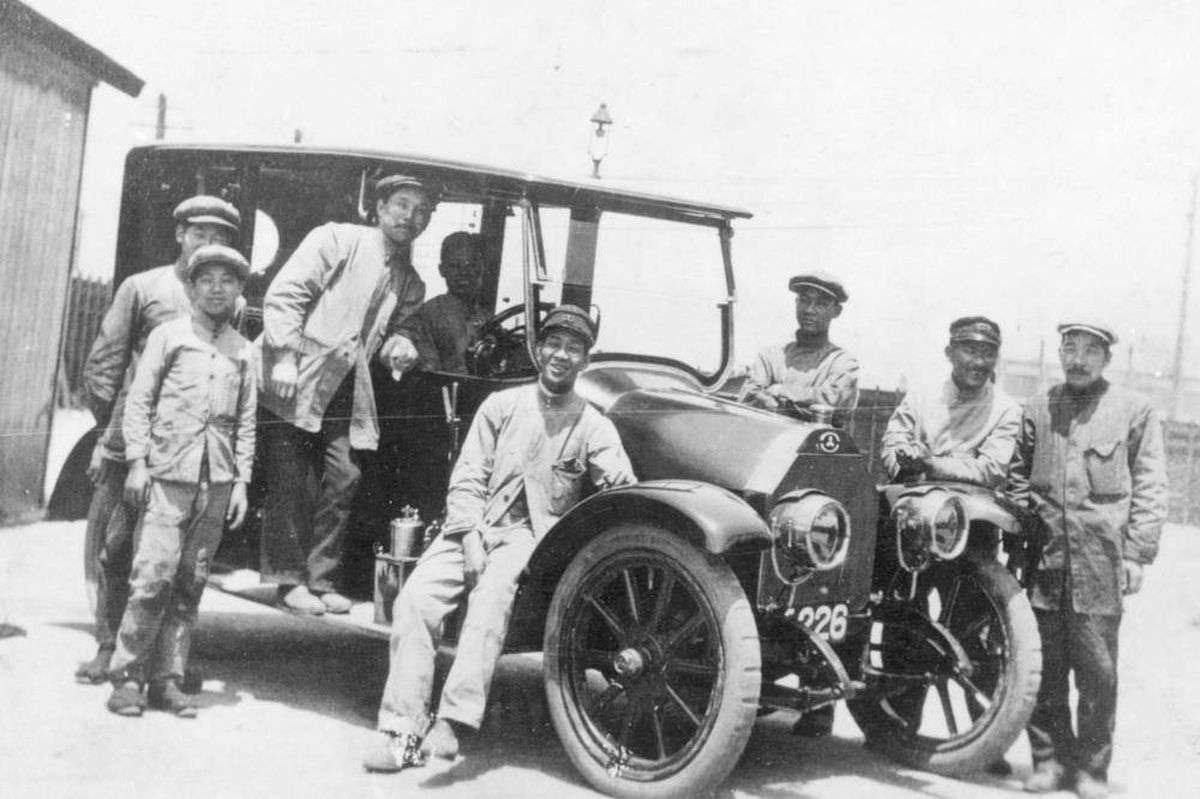
三菱・A型の試作車（1917年）

- 1月、警視庁が交通取締りの専務員を設け、6台のオートバイによる取締りを始める（通称「赤バイ」）[W 40]。
- 3月23日、軍用自動車補助法が公布され、5月から施行される。
  - 同年5月16日、同法の成立を受けて東京瓦斯電気工業がTGE-A型トラックの試作を始める[130][134][W 38]。
- 6月、三菱造船神戸造船所と大阪の発動機製造株式会社（後のダイハツ工業）が大阪砲兵工廠から民間自動車製作指導工場に指定され、陸軍用の4トン制式自動貨車（発動機製造はこの車両のみ）と3トン制式自動貨車の試作に着手する[133][135]。三菱造船は同年中に完成させるが、他の事業を優先させるため、試作のみで終わる[133]。
- 8月、「快進社自働車工場」が解散し、「株式会社快進社」に改組される[136][W 24]。
- 10月17日、帝国陸軍が購入したマークIV戦車雌型1両が神戸港に到着する。同年11月4日、青山練兵場で公開試験が行われる[130]。（日本に初めて持ち込まれた戦車）
- 11月11日、連合国とドイツ帝国の間で休戦協定が結ばれ、第一次世界大戦が終結する。
- 11月、三菱造船神戸造船所が三菱・A型を完成させ、三菱商事とも協力して1920年3月から販売する[137][注 46]。（日本における初の見込み生産による量産乗用車）
- 11月、東京石川島造船所がイギリスのウーズレーとライセンス提携を結び、自動車製造に進出する（後のいすゞ自動車）[136][138][W 41]。
- 12月1日、帝国陸軍に自動車隊が創設される[130]。
- 12月、内外興業株式会社が設立され、パッカード、シボレー、ページなどの輸入車の月賦販売を始める[139]。（日本初の自動車の月賦販売）
- 時期不明、川崎造船所兵庫工場がトラックの生産を始める[W 42]。

1919年（大正8年）
- 1月11日、内務省令として自動車取締令（自動車取締規則）が公布され、2月15日に施行される[130]。同法により自動車についての取り決めが日本全国で統一され、各府県の既存の取締規則は廃止され、自治体に応じた細則は新たに制定される[136]。
  - それまで各道府県の規則中で「自動車」と「自働車」で不統一だった表記を「自動車」に統一する[注 47]、ナンバープレートの装着を全国的に義務づける、などの統一化が図られる[130]。

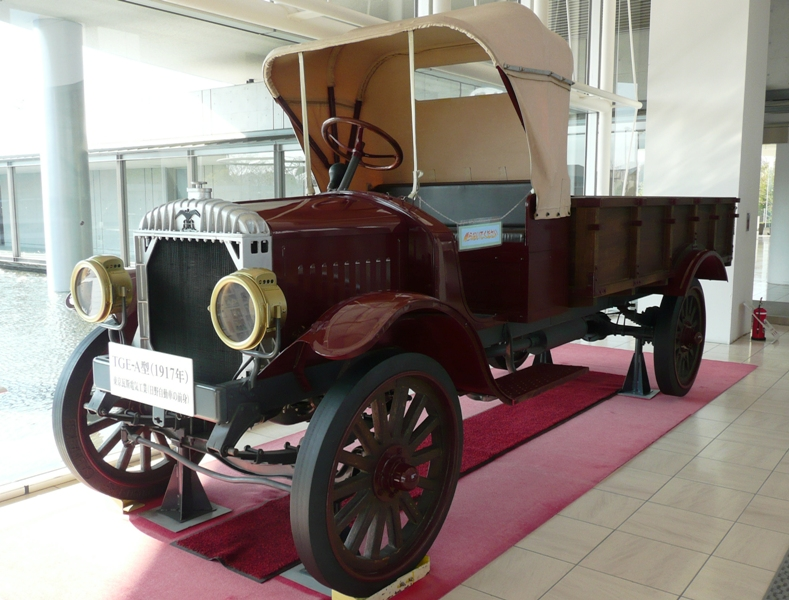
TGE-A型トラック（レプリカ）

- 3月、東京瓦斯電気工業がTGE-A型を完成させ、同車は3月1日付で軍用自動車補助法の検定に合格し認定第1号となる[136][140][141]。
- 3月、大阪の発動機製造が前年に大阪砲兵工廠から依頼されていた4トン制式自動貨車の試作車を完成させる[130][136]。しかし、内燃機関製造の業務を優先することを理由に生産を引き受けることは辞退する[136]。
  - 三菱造船と発動機製造の2社とも断ったため、トラックの生産は東京瓦斯電と東京石川島造船所が行うことになる[136]。
- 4月、道路法が公布され、翌1920年4月に施行される。同法により初めて陸上交通として自動車が道路整備にあたって基準のひとつとして考えられ始めるようになり、舗装道路の普及が国策として考慮され始める[注 48]。
- 9月、安全自動車株式会社が東京市の赤坂見附、虎ノ門、日比谷公園勧業銀行（本店）前、芝公園赤羽橋際、九段下、四谷見附の6ヶ所にガソリン給油所を設置し、シェル石油の販売を始める[142]。（日本初のガソリンスタンド）
- 9月、最初の手動式交通信号機が設置される[136]。
- 11月、東京瓦斯電気工業が京都市役所に救急自動車を納入する[143]。（日本初の救急自動車）
- 12月5日、大阪市で久保田権四郎、山本藤助、高山圭三らが実用自動車製造株式会社を設立する[144][130][W 25]。同社はウィリアム・ゴーハムの指導の下、三輪自動車を製造する。

1920年（大正9年）
- 1月、東京市街自動車がバスガール（婦人車掌）を採用する[76][注 49]。（日本初の女性のバス車掌）
- 2月、「梁瀬商会」が「梁瀬自動車」に社名変更する。シボレーをはじめとする乗用車の部品を輸入し、小規模ながらノックダウン生産を行うようになる[145]。
- 3月、世界大戦が終わって1年以上経過しヨーロッパ列強が市場に復帰を始めたことで日本では過剰生産を原因とする恐慌が始まる（戦後恐慌）。この不況は長期化することになる[140]。
- 11月、横浜市平沼に建設された橫濱護謨の平沼工場が完成し、同社はベルト、タイヤなどの製造を始める。
- 12月16日、道路取締令が公布され、翌年1月1日に施行される[W 43][W 44]。同法により日本全国の交通法規が統一される。

1921年（大正10年）
- 11月11日から翌年2月6日にかけてワシントン会議が行われ、海軍の軍縮が決まる（ワシントン海軍軍縮条約）。それに伴い帝国陸軍の予算も縮減され、自動車会社に対する陸軍からの発注が減る[140]。
- 時期不明、落語に自動車を題材とした演目（『自動車の布団』）が現れる[146]。

1922年（大正11年）

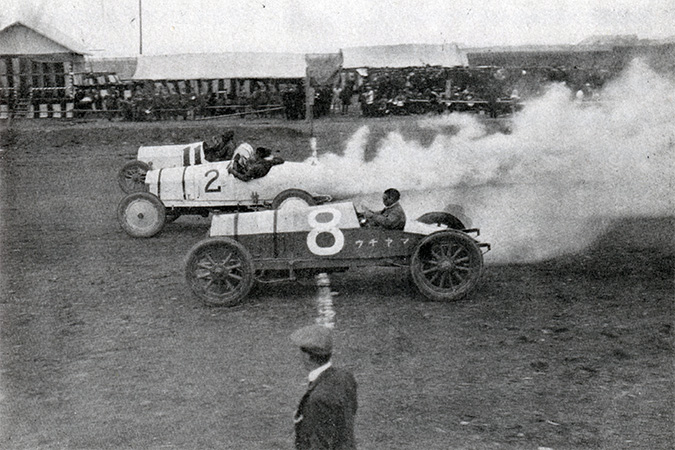
日本自動車競走大会（画像は1923年4月の第2回大会）

- 3月から7月にかけて上野公園で平和記念東京博覧会が開催される。快進社（ダット・41型）、東京瓦斯電気工業（TGEトラック）、東京石川島造船所（ウーズレー乗用車）、実用自動車（ゴーハム式三輪乗用車）、白楊社（アレス号）など日本の自動車製造会社各社が自動車を出品する。
- 8月、梁瀬自動車が小型乗用車「ヤナセ号」の試作車を完成させるが、採算が取れる見通しが立たなかったため生産は断念し、以降、同社は輸入販売業に徹する[147]。
- 10月、藤本軍次らが日本自動車競走倶楽部（NARC）を設立する[148][5][W 17]。
- 11月12日、東京洲崎埋立地で報知社（後の報知新聞社）の主催で日本自動車競走大会が初開催される（第1回自動車大競走）[148][W 17]。
- 12月、東京石川島造船所がウーズレーA9型の国産化に成功する[149][W 41]。

### 関東大震災後、フォードとGMの日本進出（1923年～）
関東大震災（1923年）により、それまで贅沢品と見られていた自動車はその実用性を広く認識されるようになる。その変化をいち早く察知し商機を見出したフォードは本格的に日本に進出してノックダウン生産を始め（1925年）、遅れて日本に進出したゼネラルモーターズ（GM）と共に日本を舞台に販売合戦を繰り広げる。白楊社が日本の国情に適した小型乗用車の製造を始めるなど、国内にも有望な自動車製造会社が育ちつつあったが、それらの小規模な会社は米国車の急速な台頭によって駆逐され、軍用自動車補助法（1918年施行）による保護を得ていた一部の会社を残して日本の自動車製造会社は消滅していくことになる。
1923年（大正12年）

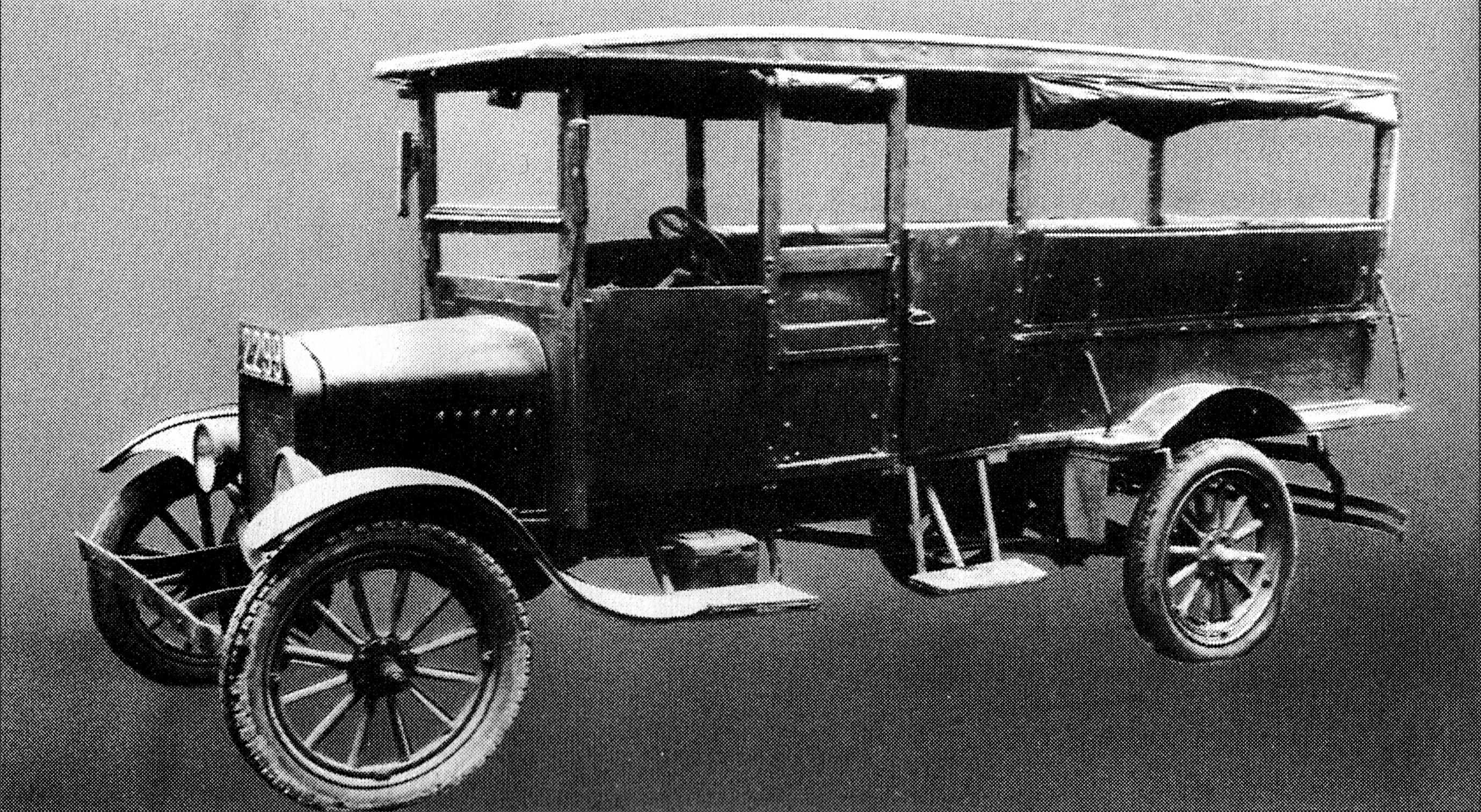
円太郎バス

- 9月1日、関東大震災が発生。東京市電など既存の交通手段が大きな被害を受け、震災で生じた悪路により人力車なども営業不能となる一方、それまで贅沢品と見られていた自動車はその実用性を広く認識されるようになり、利用が激増する[139][W 45][W 46][W 26][W 47]。
  - 東京市電がほぼ壊滅したため、東京市はフォード社に大量のフォード・TT型を発注し、バスに転用して翌年1月から代行運行させた（円太郎バス）[130][W 48][注 51]。これにより商機を見出したフォード社は、日本への進出を決定する（1925年に日本フォード社を設立）[153]。
- 10月、陸軍造兵廠大阪工廠で、三屯牽引車（五十馬力牽引自動車）の試作車両が完成する。（日本で独自開発された初の無限軌道車両）
- 12月27日、皇太子摂政宮裕仁親王（後の昭和天皇）を乗せた御料車（2代目、ロールス・ロイス・シルヴァーゴースト）が無政府主義者に襲撃され、発砲を受ける（虎ノ門事件）[122][121]。この事件を受けて、1932年に導入された3代目御料車（メルセデス・ベンツ・770）では防弾車が用意されることになる[122][154][W 49]。

1924年（大正13年）

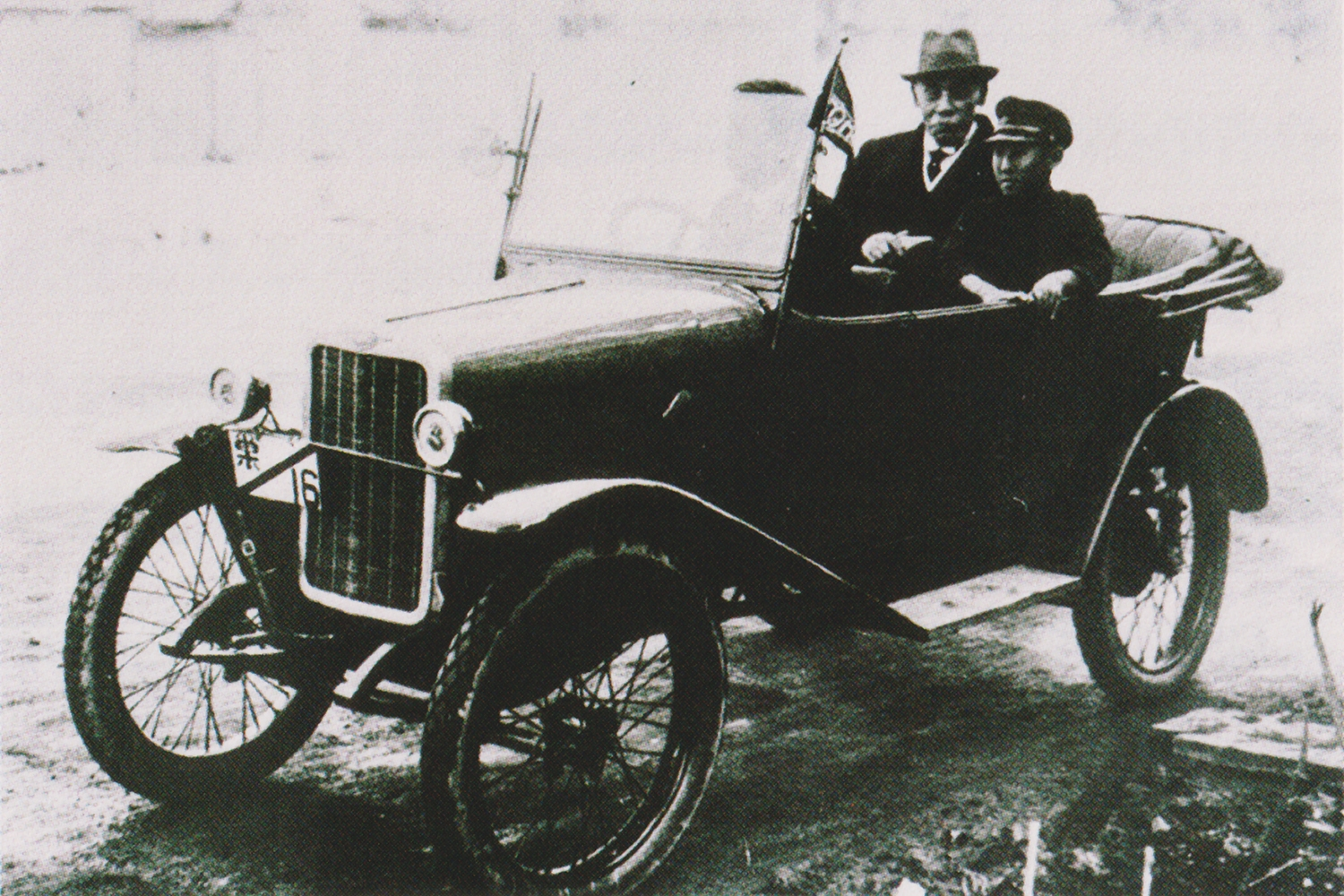
オートモ号（1924年11月）

- 1月、東京市営乗合自動車（東京市営バス、後の都営バス）が11人乗りのTT型フォード車（円太郎バス）44両で営業を開始する[155][注 52]。
- 6月、大阪市で1円均一のタクシー（通称「円タク」）が登場し、その後数年の間に全国に広がっていく[76][注 53]。
- 7月24日、警視庁令により自動車運転手試験規則が制定され、8月1日に施行される[W 40]。同法で就業用の運転免許が区別されて創設される。
- 11月、白楊社がオートモ号を発売する。（日本の純国産技術による初の量産乗用車）
  - 11月16日、加藤高明首相がオートモ号に試乗する[156]。（現職の内閣総理大臣が国産自動車に乗車した最初の例）

1925年（大正14年）
- 2月17日、横浜で日本フォード自動車株式会社が設立される[78][130]。フォード社はセール・フレザー商会との間で結んでいた日本における総代理店契約を解消する[78]。同年3月から横浜工場でノックダウン生産を開始し[61]、横浜渡しの新価格を設定する[130]。
- 7月21日、快進社内に「合資会社ダット自動車商会」が設立される[144][W 24][注 54]。
- 8月21日、日米板硝子が木炭自動車を完成させ、東海道で試運転を行う[157][130]。（日本で製造された初の木炭自動車）
- 11月、オートモ号が上海に輸出される。（日本で製造された自動車の輸出第1号）
- 12月、東京洲崎埋立地で開催された全国自動車競走大会（日本自動車競走大会・第8回大会）にレース仕様のオートモ号が唯一の国産車として参戦し、予選1位、決勝2位という結果を残す。

1926年（大正15年／昭和元年）
- 4月、大阪─東京間のノンストップレースが開催される[158]。
- 4月20日、合資会社ダット自動車商会が久保田鉄工所（後のクボタ）によって買収される[144][注 55]。
- 6月29日、快進社が解散する[159]。自動車の製造を諦めきれない橋本増治郎は「ダット自動車商会」の代表社員として久保田鉄工所に留まる[144][注 56]。
- 9月2日、久保田鉄工所傘下の「実用自動車製造」が「ダット自動車製造株式会社」に社名変更する。同時に、ダット自動車製造はダット自動車商会を吸収合併する[144][W 24]。

1927年（昭和2年）

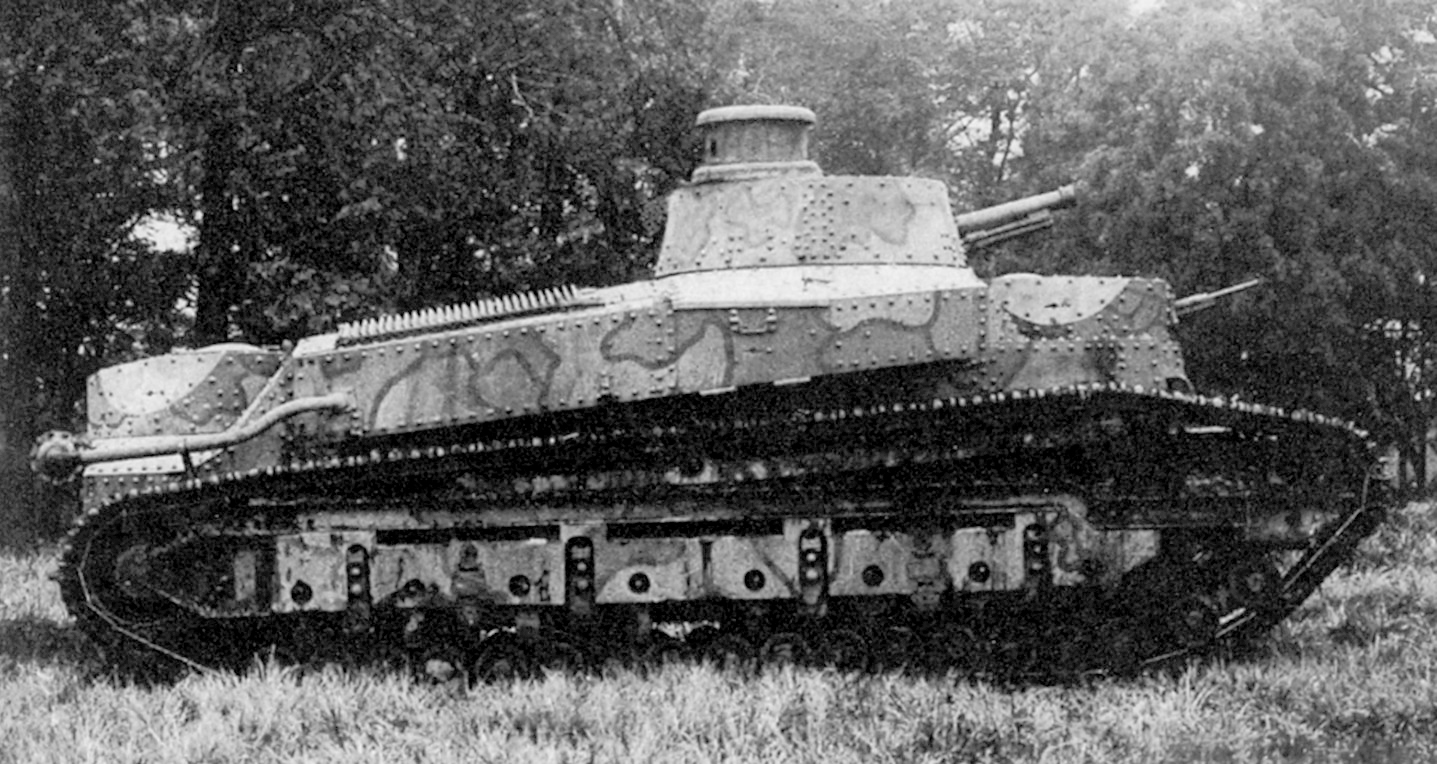
試製一号戦車（1927年）

- 1月11日、大阪で日本ゼネラル・モータース株式会社が設立され[130]、同年4月から大阪工場でゼネラルモーターズ（GM）車のノックダウン生産を開始する。
- 2月、陸軍造兵廠大阪工廠で開発されていた試製一号戦車が完成する[W 50]。（日本で独自開発された初の戦車）
- 5月、東京石川島造船所がウーズレーとの提携を解消する[160]。翌年のL型自動貨車からは車名を「ウーズレー」から「スミダ」に改称する[W 41][注 57]。
- 8月、陸運事業監督権について内務省と逓信省の間で争われた末、逓信省が所管することになる[W 40]。
- 8月27日、ゼネラルモーターズが金融子会社ゼネラルモーターズ・アクセプタンス・コーポレーション（GMAC）の日本支店を開設し、販売代理店に月賦販売の保障を行う[139]。翌年にはフォードも追随して日本フォード金融を設立し、日本でも自動車の月賦販売が本格的に始まる。
- 12月、亀の井ホテルバス事業部（現在の亀の井バス）が別府地獄めぐり遊覧バスを開業する[61]。（日本初の女性バスガイド付き観光バス）
- 12月、鉄道省が駅構内で円タクが営業することを許可し、駅構内タクシーが始まる[W 52]。

1928年（昭和3年）
- 2月、歌舞伎に自動車を題材とした演目（『円タクの悲哀』）が現れる[146]。
- 5月、川崎造船所の兵庫工場が分離独立し、「川崎車輛」が設立される[W 42]。
- 11月5日、自動車の運輸監督権が逓信省から鉄道省監督局に移管されることが決定し、11月25日に施行される[W 40][W 52]。翌年4月に鉄道省監督局に陸運課が設置される[W 40]。
- 時期不明、川崎銀行が自動車月賦手形割引を始める[61]。（日本の金融機関による初の自動車割賦）
- 時期不明、フランスで開発された木炭自動車用の木炭ガス炉をもとに浅川権八が実用化を行い、「浅川式木炭瓦斯発生炉」として特許を取得する[161]。これは日本における代用燃料装置のはしりとされる[161]。

1929年（昭和4年）
- 春、白楊社が解散する[162]。
- 5月、東京石川島造船所の自動車部が独立し、石川島自動車製作所が設立される[W 41][注 58]。
- 6月、石油6社が協定によりガソリンの値上げを発表し、それに反発した自動車業界が値上げ反対を決議する（第一次ガソリン争議）[W 40]。
- 6月、東京市麹町区丸の内で6階建ての自走式立体駐車場「丸ノ内ガラーヂ」が開業する[163][W 53][注 59]。（日本初の立体駐車場）
- 8月、警視庁が初の自動車運転試験場を洲崎に設置する[W 40]。
- 9月4日頃、米国に端を発して世界恐慌が始まる。日本では翌1930年から1931年にかけて経済危機に見舞われる（昭和恐慌）。

1930年（昭和5年）
- 1月、日本が金輸出を解禁する（金解禁）。世界恐慌と合わさり、日本経済の不況に拍車がかかる[W 47]。
- 2月、内務省が無免許で運転できる小型自動車の規格の引き上げを行い、4サイクルエンジンは総排気量500 ㏄以下、2サイクルエンジンは総排気量350 ㏄以下の車両までは無免許で運転できるようになる[164]。これにより小型の四輪自動車を製造する機運が高まる[164]。
- 4月9日、日本足袋株式会社タイヤ部（後のブリヂストン）が第1号ブリヂストンタイヤの製造に成功する[W 47][W 54]。（純日本資本による初の自動車用タイヤ製造）
- 5月、商工省の諮問機関である国産振興委員会が自動車工業確立方策を答申する[W 55]。それを受けて、名古屋市の大岩勇夫市長が「中京デトロイト化構想」を提唱する。
- 6月15日、多田健蔵がマン島TTレース（ジュニアTTクラス）に参戦する[165][112][W 56]。（日本人が国外のオートバイレースに参戦した初の例）
- 10月、ダット自動車製造が試作車「ダットソン」（Datson）を完成させる[164]。
- 12月、大阪の発動機製造が三輪自動車の製造に乗り出し、試作車HA型ダイハツ号を製造する[W 57]。
- 12月20日、鉄道省営としては初となる省営バス路線（後の国鉄バス）が岡崎─多治見間（約57 km）で開通する[164]。

### 国産車の保護（1931年～）
フォードとGMの組立車による寡占が続く中、満洲事変（1931年）で軍用自動車の有用さが確認されたことで国産自動車保護の動きが進み、自動車製造事業法の制定（1936年）によりそれまで隆盛を誇っていた米国車は日本国内から排除されていくことになる。
1931年（昭和6年）

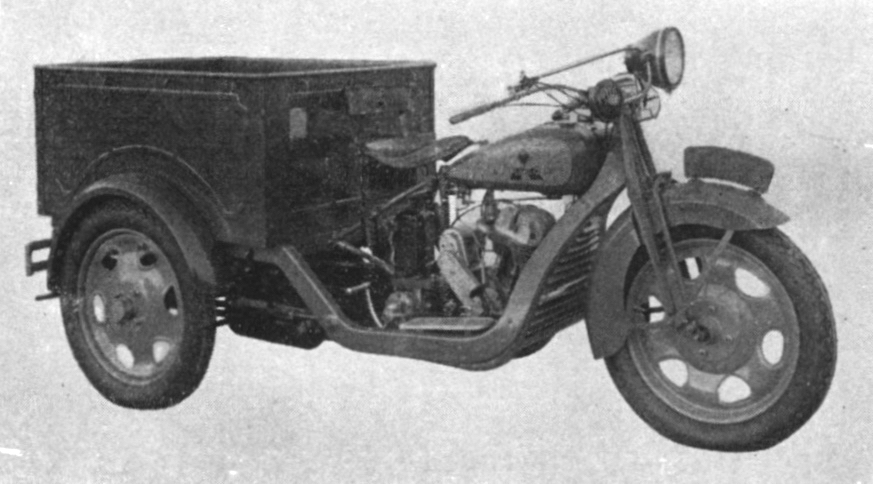
マツダ号DA型（1931年）

- 3月、日本足袋タイヤ部が独立し、福岡県久留米市でブリッヂストンタイヤ株式会社（後のブリヂストン）が設立される[166][W 59][W 60]。
- 4月1日、自動車交通事業法が公布され、1933年10月1日に施行される[W 40][注 60]。
- 6月29日、橋本増治郎がダット自動車の製造権を久保田鉄工所に譲渡し、ダット自動車製造を退職する[144]。
- 7月、川真田和汪がローランド号を試作製造する[166][W 61]。（日本で製造された初の前輪駆動自動車）
- 9月、満洲事変発生。広い中国大陸で軍隊や物資の輸送をするため、軍用自動車の重要性が高まる[167]。また、日米関係はこの事件を機に徐々に悪化していく。
  - 政府は軍用補助法の保護下にある3社に合同（合併）するよう要請する[W 62]。
- 10月、小松製作所が農耕用トラクターの試作第1号機を完成させる[W 63][W 64]。（日本で製造された初の農耕用トラクター）
- 10月、東洋工業（後のマツダ）が三輪トラックの製造を始め、マツダ号DA型を発売する[168][注 61]。
  - 以降、東洋工業（マツダ）と発動機製造（ダイハツ）はオート三輪の分野で市場をリードすることになる。
- 11月21日、ダット自動車製造が鮎川義介の戸畑鋳物（後の日立金属）の傘下になる[169][W 24]。
- 時期不明、川崎車輛が1.5トントラックの試作車を完成させ、翌1932年に「六甲号」の名称でトラックとバスの生産を始める[W 42]。

1932年（昭和7年）
- 3月1日、満洲国成立。
- 5月、中京デトロイト化構想に基づき愛知時計電機、大隈鉄工所（後のオークマ）、日本車輌製造、岡本自転車自動車製作所、豊田式織機[注 62]の5社が協力して製造した試作車2台が完成し、アツタ号と命名される[W 55]。
- 5月、三菱造船神戸造船所がBD46型大型乗合自動車を完成させ、同車を「ふそう」と命名する[170][W 65]。生産が始まった同車は依頼主である鉄道省に納入され、省営バスとして用いられることになる[170]。
- 時期不明、川真田和汪の事業を引き継いだ内藤正一がローランド号と同型の車両を「みずほ号」と名付けて発売し、同時に事業化のための出資者を募る[171]。（日本で製造された初の前輪駆動市販車）

1933年（昭和8年）

日産自動車の創業（1933年）

- 3月27日、日本が国際連盟からの脱退を正式に表明。日本は国際的に孤立を深めるようになり、自動車の燃料確保が大きな問題となり始める[167]。
- 3月、商工省標準形式自動車（トラックとバス）が完成する[W 41]。翌年、自動車工業株式会社は同車を「いすゞ」と命名する[W 41][注 63]。
- 3月、石川島自動車製作所とダット自動車製造が合併し、自動車工業株式会社（後のいすゞ自動車）が設立される[W 41][注 64]。
  - 同月、ダット自動車の製造権を失った戸畑鋳物は自動車部を設立し、手元に残されたダット自動車製造の大阪工場で事業を続ける[171][W 24][W 66]。
- 8月、自動車取締令の改正が公布され、小型自動車の分類ができる（同年11月施行）[注 65]。
- 9月1日、豊田自動織機製作所が自動車製造を決定し[61]、自動車部を設置する（後のトヨタ自動車）[W 45][W 67][W 62][注 66]。
- 9月、戸畑鋳物からのかねてからの依頼に自動車工業株式会社（いすゞ）が応じ、自動車工業株式会社にとって不要となる小型車ダットサンの製造権が元の親会社である戸畑鋳物に同年2月に遡って無償で譲渡される[172][注 67]。
- 12月26日、日本産業（日産コンツェルンの持株会社）と戸畑鋳物の共同出資により、自動車製造株式会社（翌年から日産自動車）が設立される[W 24][W 68][W 69]。
- 時期不明、川崎車輛が「六甲号」乗用車の製造を始め、高級乗用車として宮家などに納入する[W 42]。

1934年（昭和9年）

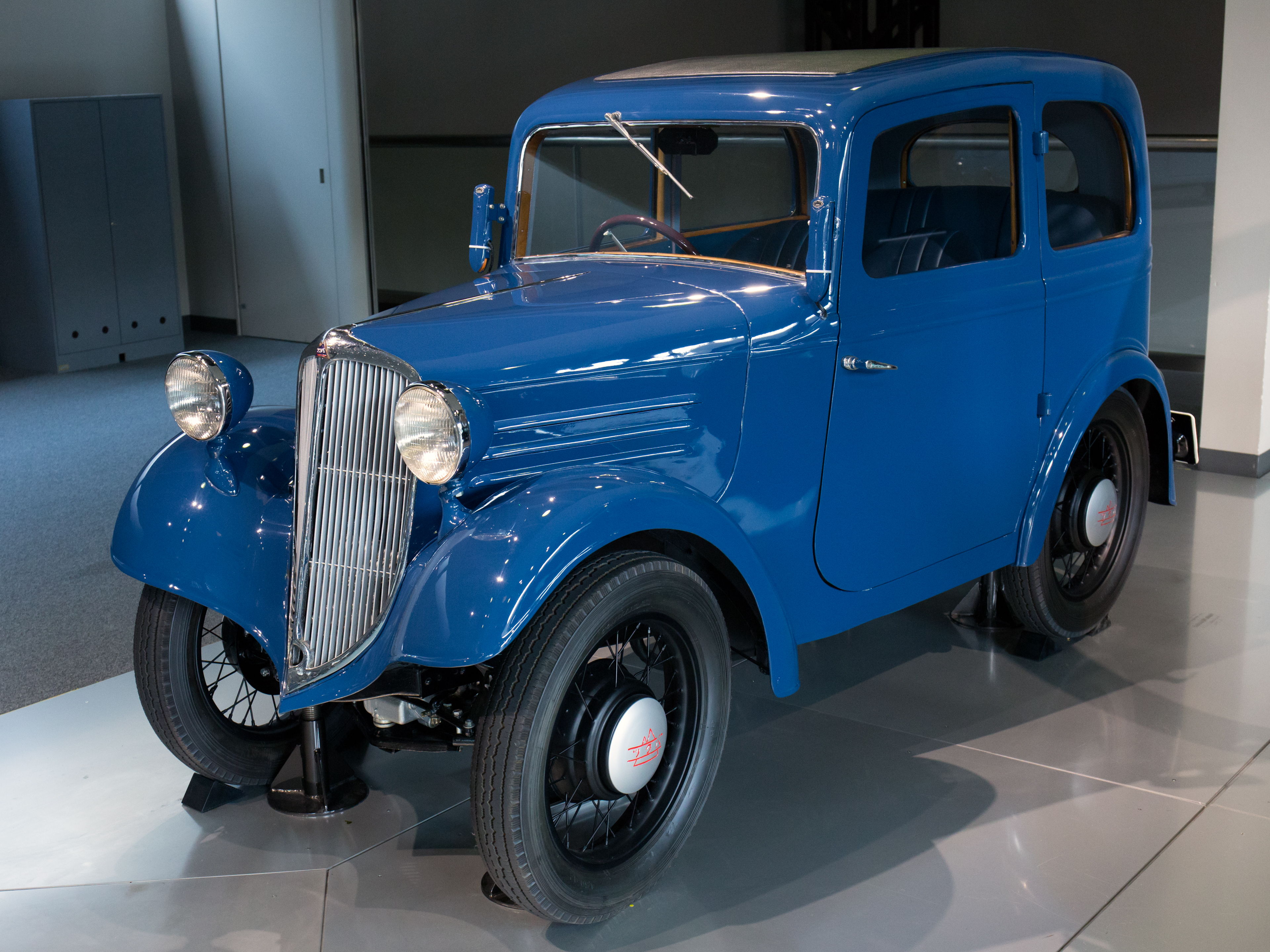
筑波号（1934年）

- 3月36日、満洲国で自動車を製造する7社の共同出資により同和自動車工業が設立される[173]。
- 4月、「三菱造船」（初代）が「三菱重工業」（初代）に社名変更する。
- 6月1日、日本産業の全額出資になったことにより、「自動車製造株式会社」が「日産自動車株式会社」に社名変更する[W 24][W 68][W 69]。
- 6月、商工省が瓦斯発生炉設置奨励金交付規則を制定し[167]、代用燃料自動車用のガス発生炉1基につき300円を限度として奨励金が交付されるようになる[W 70]。
- 8月10日、「自動車工業確立に関する各省協議会」による第1回の会合が開催され、商工省、陸軍省、海軍省、鉄道省、大蔵省、内務省、資源局による話し合いが持たれる[W 58][注 68]。
- 11月、川真田和汪の事業に汽車製造と自動車工業株式会社（いすゞ）が共同出資し、東京自動車製造が設立され、筑波号の製造を始める[173][W 61]。（日本で製造された初の前輪駆動量販車）

1935年（昭和10年）

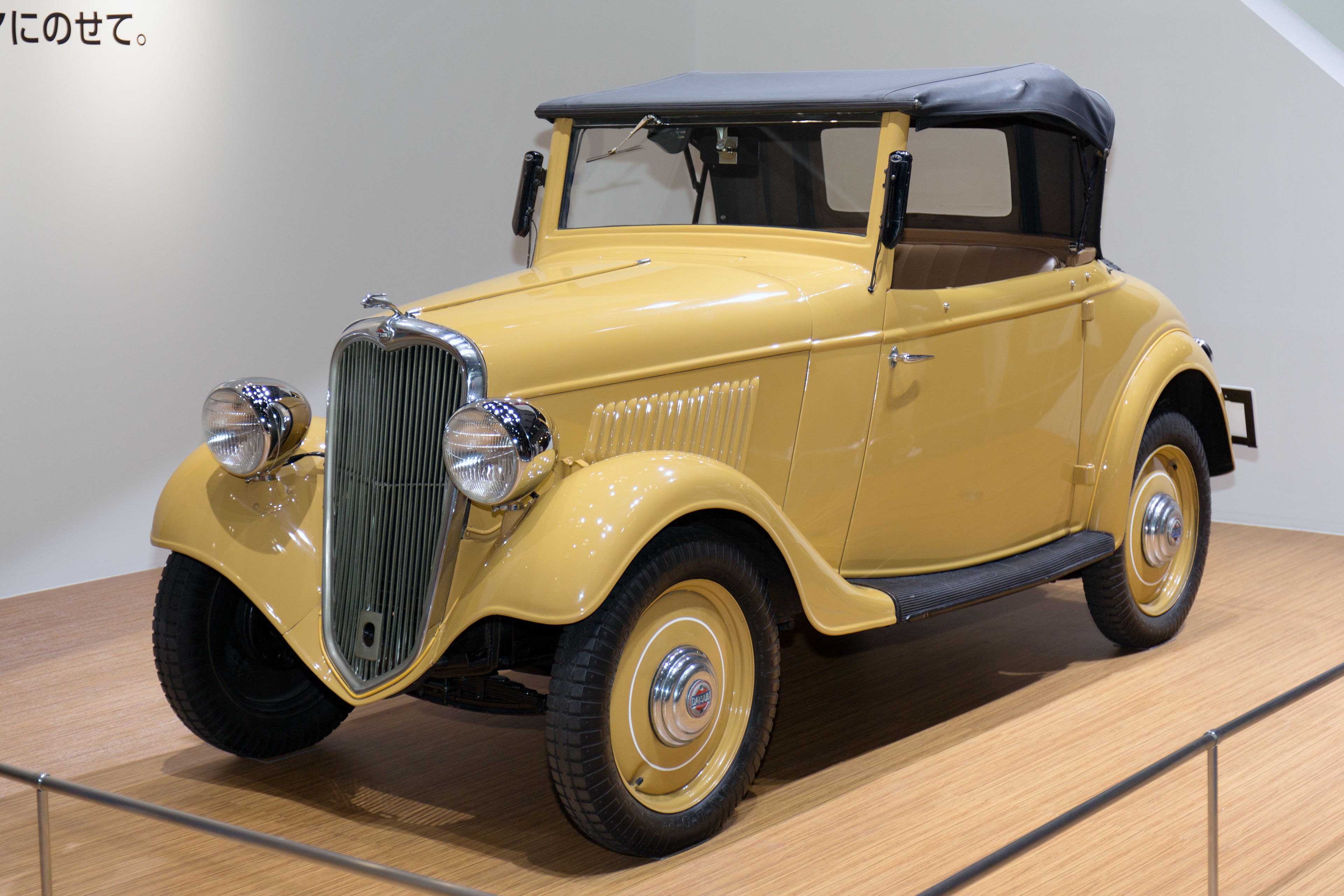
ダットサン・14型（1935年）

- 4月3日、太田自動車に三井物産の資本が加わり、高速機関工業（後のオオタ自動車工業）が設立される。
- 4月、日産自動車が横浜工場の操業を開始し、同工場におけるダットサン・14型の生産を始める[174][W 68]。
- 5月、豊田自動織機製作所がA1型試作乗用車とキャブオーバーバスの「キソコーチ号」を完成させる[174]。
- 7月、日本フォード社が事業拡大のため、横浜の組立工場の拡張を図るべく用地買収に動く[174]。これは商工省と陸軍省の警戒を招き、米国資本の自動車組立を制限する方向に動く動機を日本政府に与える[174]。
- 11月、三菱重工業神戸造船所がふそう・B46型バスを完成させる[174][W 65]。（日本で開発された初のディーゼルエンジン搭載バス）

1936年（昭和11年）

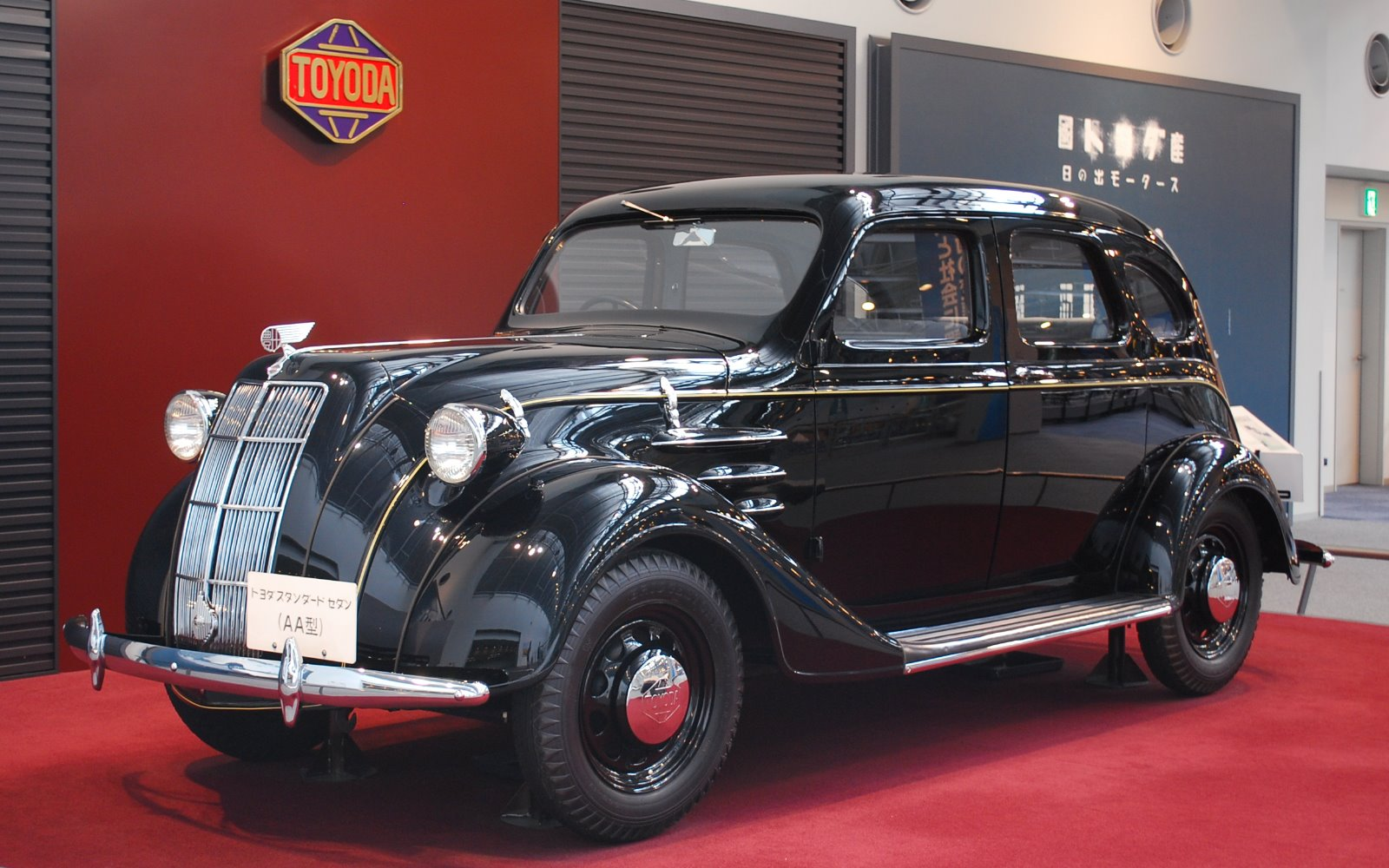
トヨダ・AA型乗用車（レプリカ）

- 1月、日本内燃機が九五式小型乗用車（通称「くろがね四起」）の製造を始める[175]。（日本で製造された初の四輪駆動乗用車[注 69]）
- 3月、自動車工業株式会社がDA4型エンジンを完成させる。（日本初の空冷式ディーゼルエンジン）
- 4月、豊田自動織機がトヨダ・AA型乗用車を発売する[W 72]。
- 5月、多摩川スピードウェイが開業する[W 67][W 17][W 73]。（日本初の常設サーキット）
- 5月29日、自動車製造事業法が公布され、7月11日から施行される[W 58]。許可会社として、同年9月19日に日産自動車と豊田自動織機製作所の2社が認可され、1941年4月9日に東京自動車工業（いすゞ）が追加され、自動車製造会社は計3社が認可される[W 58][注 70]。
- 6月7日、多摩川スピードウェイにおいて、第1回全日本自動車競走大会が開催される。
- 9月11日、日本フォード、日本ゼネラル・モータースの2社が組立数の制限を課される[61]。

### 戦時統制期（1937年～）
日中戦争の開戦（1937年）と日本への国際的な貿易制限の始まりにより民間の自動車の製造は軍用に制限される。太平洋戦争（1941年 - 1945年）を背景に乗用車の製造は1938年から戦後の1949年にかけて日本政府とGHQによる2度の禁止命令を受け、長く厳しい暗黒時代を送ることとなる。燃料統制によりガソリン自動車は代用燃料車に置き換えられていく。
1937年（昭和12年）

トヨタ自動車の創業（1937年）

- 4月、揮発油及アルコール混用法が公布され、揮発油税（ガソリン税）が創設される。
- 4月9日、自動車工業株式会社と東京瓦斯電気工業が合併し、東京自動車工業（後のいすゞ自動車）が設立される[W 51]。これにより軍用自動車補助法の保護下にあった3社の統合が完了し、軍用車両の効率的な生産体制が整う。
- 7月、日中戦争開戦。以降、原材料の不足の中で軍用トラックの製造が最優先され、乗用車の製造は困難となる[176]。
- 7月、木炭瓦斯発生装置奨励規則が公布され、木炭自動車が脚光を浴びるようになる[167][W 70]。
- 8月28日、豊田自動織機製作所の自動車部が分離独立し、トヨタ自動車工業株式会社（トヨタ自工）が設立される[W 74]。
- 10月5日、米国のフランクリン・ルーズベルト大統領が隔離演説を行う（ABCD包囲網構築の始まり）。
- 11月、第1次石油消費規制が実施される[W 40]。

1938年（昭和13年）

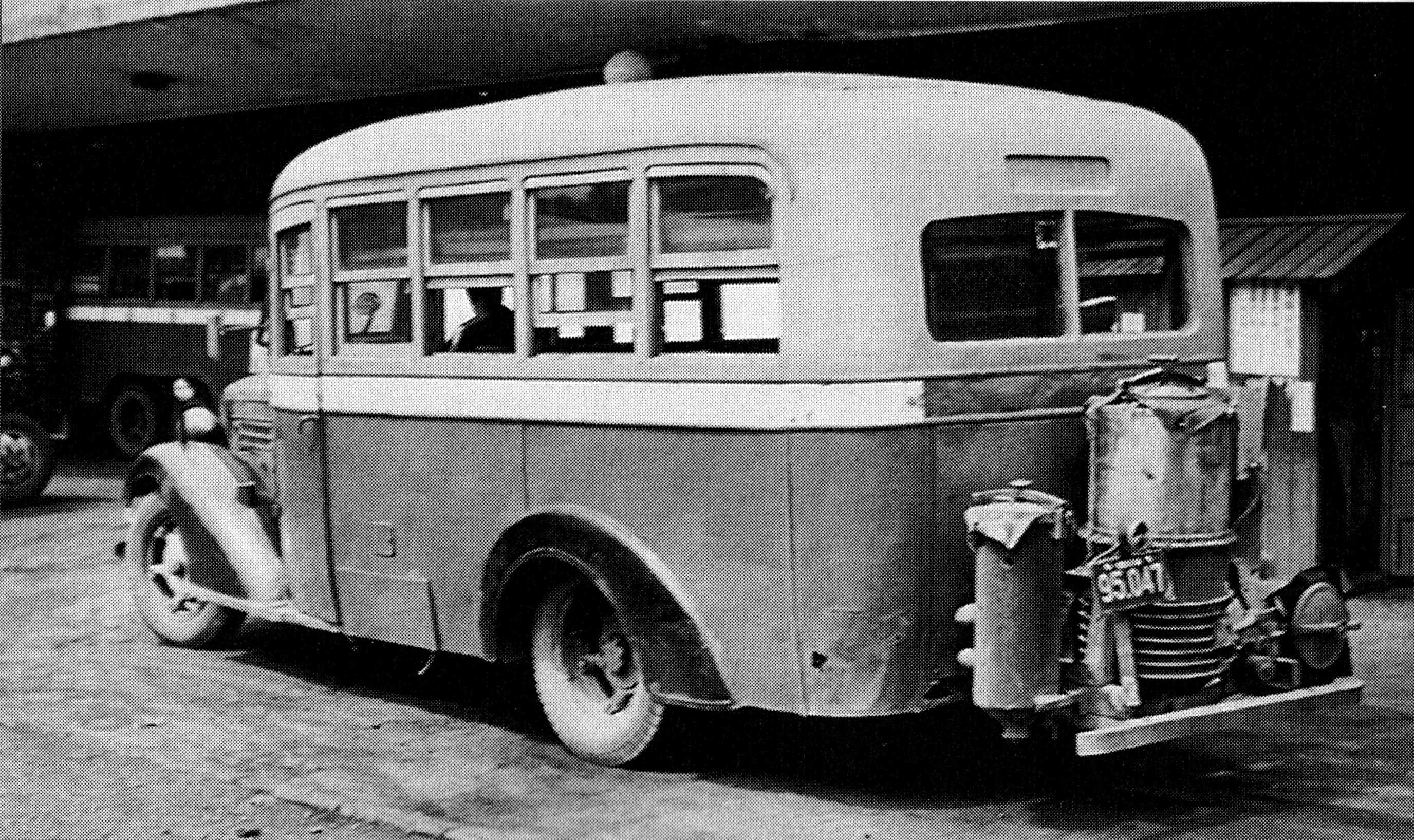
東京市の木炭バス（1937年）

- 1月、東京市営バスが木炭バスを採用し、4台を導入する[177]。その後、使用台数が急速に拡大され、1941年の開戦時点で市バスが保有するバス全1,981台中1,516台（76.5%）が木炭車となり、1945年の終戦時には全960台中841台（87.6%）が木炭車となる[177]。
- 4月1日、国家総動員法が公布され、5月5日に施行される（1946年4月に廃止）。これにより日本国内は戦時体制に移行していき、自動車の製造や燃料の入手に大きな制限が課されるようになる。
- 5月1日、第2次石油消費規制が実施され、ガソリン購入は切符制となる[W 40]。
- 8月、商工省の通達により、トラック以外の車両の製造が事実上禁止され、乗用車については軍用車両としての要望があった時のみ製造されるようになる[176][W 75]。
- 9月30日、国際連盟が対日経済制裁を決定する。
- 10月、東京市内のタクシーが全面的にメーター制を実施することになり、翌月からは全国的にメーター制となる[W 40]。
- 11月、トヨタ自工の挙母工場（第1期工事）が完成する[W 76]。この際、同社の豊田喜一郎がジャストインタイム生産システムを提唱し[注 71]、戦後になって大野耐一らによってトヨタ生産方式として体系化が図られる[W 78][W 77]。
- 12月、トヨタ自工と日産自動車が日本自動車製造工業組合を結成する[178][W 75]。配給制となった自動車用資材の煩雑な調達手続きに対応するための組織で、これにより自動車製造会社も政府や軍部の意向に従って動く戦時体制が確立する[178]。

1939年（昭和14年）
- 1月、商工省の通達により、民需用乗用車の生産が禁止される[W 75]。
- 4月5日、自動車タイヤ、タイヤチューブの配給統制規則が公布され、4月20日に施行される[W 40]。これにより、タイヤやチューブの購入は切符制となる。
- 5月5日、乗用車の配給統制が始まる[W 40]。
- 5月11日、満洲国新京で満洲自動車製造が設立される。
- 9月、ヨーロッパで第二次世界大戦開戦。
- 12月、日本フォード、日本ゼネラル・モータースの2社が日本国内での組立車生産を禁止される[179]。

1940年（昭和15年）
- 3月、物品税法が制定され、乗用車も課税対象に指定される（1989年4月の消費税導入に伴い物品税は廃止される）。
- 7月、東京自動車工業が軍用装軌車両の専門工場として東京日野市に日野製造所を設立する[W 38][注 72]。
- 8月5日、自動車輸入が許可制になる[W 40]。

1941年（昭和16年）
- 4月30日、「東京自動車工業」が「ヂーゼル自動車工業株式会社」に社名変更する[W 41][W 58][W 79][注 73]。
- 8月、米国が日本への石油輸出を禁止する（ABCD包囲網の完成）。
- 10月1日、乗用車の燃料としてガソリンを使用することが全面的に禁止される[W 40]。
- 11月25日、重要産業団体令に基づき自動車統制会（統制会社）の設立命令が出され、同年12月に自動車統制会が設立される[180][W 75][W 79][注 74]。
- 12月、太平洋戦争開戦。
  - 日本フォード、日本ゼネラル・モータースの2社は日本国内での事業を完全に終了する。

1942年（昭和17年）
- 1月、外国製の乗用車の販売が全面的に禁止される[180]。
- 5月、ヂーゼル自動車工業株式会社が日野製造所を分離し、日野重工業が設立される[W 41][W 38]。
- 6月、満洲自動車製造が同和自動車工業を吸収合併する[181]。
- 7月、自動車統制会の傘下に日本自動車配給会社が設立される[181][W 79]。各県に1社設置され、自動車製造各社は販売会社を消滅させられ、軍部から割り当てられた数量を製造して納品するという体制に変わる[W 79]。

1943年（昭和18年）

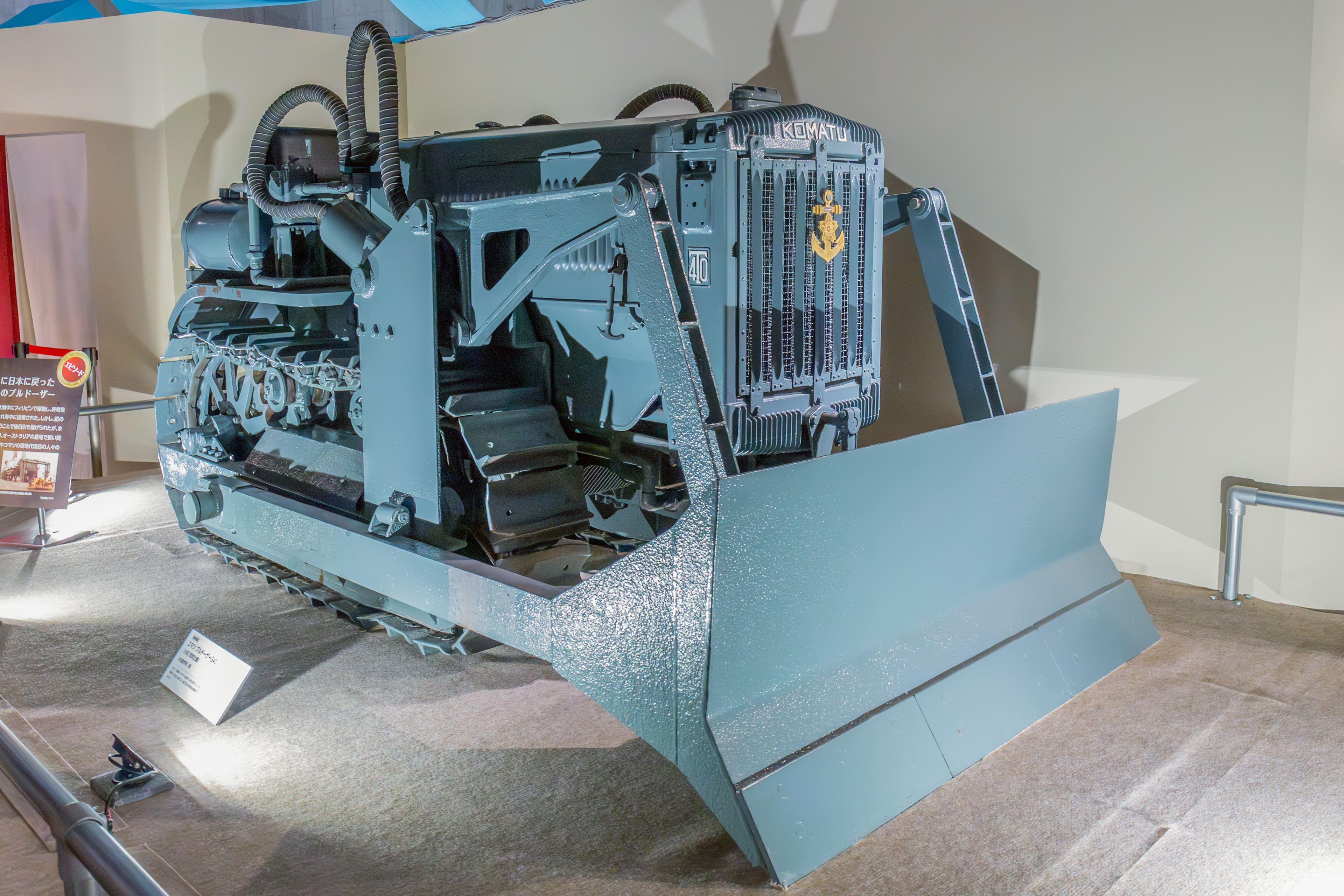
コマツ・G40ブルドーザー（1943年）

- 1月、小松製作所が小松1型均土機（コマツ・G40ブルドーザー）を完成させる[W 63][W 80]。（日本で製造された初のブルドーザー）
- 7月、石油専売法の施行によりガソリンが配給制となり、揮発油税は廃止される。
- 11月1日、逓信省と鉄道省が統合され、運輸通信省が設置される。
- 11月1日、商工省などが廃止され、軍需省が設置される[182]。

1944年（昭和19年）
- 1月17日、軍需省により軍需会社法に基づく軍需会社の指定が行われ、第1次指定の150社の内、自動車製造会社ではトヨタ自工、日産自動車、ヂーゼル自動車工業などが軍需会社に指定される[183][W 75]・
- 5月5日、自動車取締令改正が公布され、同日に施行される。徴兵年齢の引き下げに伴う変更として、普通自動車運転免許の取得可能年齢は18歳から15歳に引き下げられ、小型自動車免許も同様に16歳から14歳に引き下げられた[W 81]。
- 8月、「日産自動車株式会社」が「日産重工業株式会社」に社名変更する[W 82]。
- 7月、国家総動員法に基づき、自動車の譲渡、貸渡が禁止される[W 40]。

1945年（昭和20年）
- 5月19日、運輸通信省の外局の通信院が内閣所轄の逓信院として分離されたことに伴い、運輸通信省が運輸省に改組される。
- 8月14日、日本がポツダム宣言の受諾を連合国に通告し、降伏を決定する（国民には翌日に発表）。
- 8月17日、「中島飛行機」が「富士産業」に社名変更する[W 83]。同社は戦後に自動車事業に進出することになる。
- 9月2日、日本が降伏文書に署名し、第二次世界大戦（太平洋戦争）が終結する。

## 戦後

### GHQによる統制（1945年～）
戦時中の統制はGHQもほぼそのまま維持し、物資不足に加えて戦後直後の悪性インフレなどの影響もあり自動車の生産は困難な状況が続く。民間では軍需産業から民需産業への転換がGHQの命令により促され、航空機製造会社の解体に伴いそれらの人材や設備は自動車産業に移ってくることになり、業界の再編が戦後直後から進む。
1945年（昭和20年）
- 9月2日、連合国軍最高司令官（SCAP）は最初の連合国最高司令官指令（SCAPIN-1、一般命令第一号）を発令し、その中で軍需製品の製造禁止を命令する[W 85][W 86]。
- 9月25日、SCAPは「製造工業操業に関する覚書」（SCAPIN-58）を発令し、乗用車の製造は引き続き禁止としつつ、トラックの製造は認める（日本全体で月1,500台までに制限）[W 87][W 88]。
- 10月2日、連合国軍最高司令官総司令部（GHQ）が設置される。
- 11月13日、GHQはいわゆる「航空禁止令」（SCAPIN-301）を発令し、日本における航空機の製造や航空力学等の研究を禁止する[W 89]。富士産業（戦前の中島飛行機）、三菱重工業（初代）、立川飛行機は航空事業の閉鎖や凍結を余儀なくされ、組織や人材は自動車産業に移っていくことになる[W 90]。
- 12月1日、東京で日本交通が設立され、東京内のタクシー事業者の企業統合が完成する[W 40]。
- 12月21日、自動車製造事業法が廃止される[184]。

1946年（昭和21年）
- 1月29日、GHQは日本の範囲についての指令（SCAPIN-677）を発令し、琉球列島（沖縄）などをアメリカ合衆国の施政権下に置く[W 91]。
- 3月、「日野重工業」が「日野産業」に社名変更する[185]。
- 4月、GHQが自動車用ガソリンの放出を初めて行い、使用は生活必需品や緊急物資などを輸送する車両に限るという条件で5,160 kgを供給する[185]。
- 6月、自動車配給会社が運輸省によって解散させられ、自動車の配給制度が廃止され、自動車の販売方法は自動車製造各社による旧来の形に戻る[186]。
- 6月、三菱重工業の京都機器製作所がGB38型ガソリンエンジンを完成させ[186]、翌月には同社にとって戦後初のトラックとなるふそうKT1型4トントラックを完成させる。
- 6月、三菱重工業の水島機器製作所が小型三輪トラックXTM1型を完成させ、「みずしま」と命名する[186]。
- 6月、富士産業の太田工場（群馬県太田）と三鷹工場がラビットスクーターの試作車を製作し、翌年2月に市販を始める[186][W 83][W 92]。
- 8月、三菱重工業の名古屋機器製作所がスクーターの試作型を完成させ、「シルバーピジョン」と命名して同年12月に発売する[186]。
- 10月、本田技術研究所が自転車用の補助動力エンジンを発売する[W 93]。
- 11月、立川飛行機の自動車開発部門が、傘下の高速機関工業のノウハウを利用して電気自動車の試作車EOT-46Bを完成させる[187][188]。

1947年（昭和22年）
- 2月1日、日本自動車技術会（後の自動車技術会、JASE）が設立される[W 94]。
- 3月、普通自動車の運転免許の取得可能年齢が15歳から18歳に引き上げられ、小型自動車の運転免許も同様に14歳から16歳に引き上げられる。
- 6月3日、GHQの新たな覚書（SCAPIN-1715）により、トラックに加えて、乗用車についても年間で「排気量1,500 ㏄以下の小型乗用車300台以下の製造」、「大型乗用車50台以下の組立」の範囲で生産が許可される[W 95][W 96][注 75]。
  - これに伴い、トヨタ自工と三菱重工業は終戦前に製造済みだった部品を使い、年内に大型乗用車を50台ずつ組立生産する[189][注 76]。（戦後初めて生産された量産乗用車）
- 6月、立川飛行機の自動車事業の元従業員である外山保らが東京電気自動車（後のプリンス自動車）を設立する[W 98][W 96][注 77]。
- 8月、東京電気自動車がたま電気自動車を発売する[W 98][W 96]。
- 10月、トヨタ自工がトヨペット・SA型小型乗用車を発売する[W 99][W 96]。
- 11月、日産自動車がダットサン・スタンダードセダンDA型を発売する[W 96]。

- 11月8日、道路交通取締法が公布され、翌年1月1日に施行される。既存の自動車取締令は廃止される。この法律により、信号機の灯下の意味が明文化される[191]、指定自動車教習所制度が創設されるなどの変更が行われる。
- 12月31日、内務省が解体され、警保局も廃止される。

1948年（昭和23年）
- 1月1日、内務省解体を受けて一時的に設置された内事局が警察機能の管轄を始め、同年3月からは新たに設置された国家地方警察と自治体警察（警視庁を含む）に警察機能が移管される（1954年に警察庁が発足するまで）。
- 1月、ヂーゼル自動車工業がいすゞ・BX91型ディーゼルバスを発売する[192]。低床化したバス専用シャシーを採用するなどし、先進的で信頼性の高い機構は他社からも注目され、結果としてその後のバス設計の基幹となる[193]。
- 4月、自動車工業会（後の日本自動車工業会、JAMA）が設立される[192]。設立メンバーはトヨタ自工、日産重工業、ヂーゼル自動車工業、三菱重工業、高速機関工業の5社[192]。
- 4月、日本小型自動車工業会（後に自動車工業会と合併）が二輪車や三輪車の製造メーカーの組織として設立され、既存の日本小型自動車組合は解散する[192]。
- 7月29日、GHQは旧財閥の商号と商標（マーク）などの使用を禁止する旨の命令（SCAPIN-1923）を発令する[W 100][注 78]。
- 8月、富士自動車が連合国の進駐軍の自動車修理業を始める[191]。
- 9月24日、本田技研工業（ホンダ）が設立される（本田技術研究所は解散）。
- 10月、自動車の輸入が再開される[194]。
- 12月、「日野産業」が「日野ヂーゼル工業」に社名変更する[194]。

1949年（昭和24年）
- 2月、悪性インフレの抑制のためいわゆるドッジ・ラインが実施されるが、インフレが収束していった一方で、ドッジ不況（安定恐慌）が引き起こされ、自動車業界の各社も経営悪化を余儀なくされ、労働争議も激化するようになる[195][W 51][W 84]。
- 4月、日本内燃機が企業再建整備法による再建計画に基づいて一旦解散し、新組織の「日本内燃機製造」が設立される[196]。
- 5月、揮発油税が創設される。
- 5月25日、商工省などが統合され、通商産業省が発足する。
- 7月、運輸省令第36号「車両規則」第3条第2項が改定され、軽自動車の分類ができる[注 79]。
- 7月1日、「ヂーゼル自動車工業株式会社」が「いすゞ自動車株式会社」に社名変更する[W 41][W 51]。
- 8月、「日産重工業株式会社」が「日産自動車株式会社」に社名変更する[W 82]。
- 8月、富士産業伊勢崎工場がふじ号を完成させる。（日本で開発された初のフレームレスリアエンジンバス）
- 10月、GHQが新たな覚書（SCAPIN-2053）を発令し、乗用車の製造禁止が解除される[176][197][W 101]。
  - 同月より自動車は自由販売に移行する。
- 11月1日、道路交通取締法が改正され、対面交通が始まる[W 44]。
- 11月、「東京電気自動車」が「たま電気自動車」に社名変更する[197]。ブリヂストンの石橋正二郎からの出資を得て、同社は工場を府中から三鷹に移転させる[197]。
- 12月、経営危機に陥ったトヨタ自工に対して日本銀行の斡旋による協調融資団が成立し、年末決済資金が融資される[W 102]。この経営危機により、翌年6月に社長の豊田喜一郎は退任する。

### 戦後復興とモータリゼーション（1950年～）
朝鮮戦争の勃発（1950年）によりGHQの統制政策は一変し、戦場に最も近い日本の工業力が利用され、自動車製造会社の業績は好転する。並行して自動車製造会社は作業や設備の合理化を進めて生産性を高め、大きな利益を生むことになる。既存メーカーの多くが海外メーカーとの提携によるノックダウン生産で技術の蓄積を図る中、新興の会社の参入も相次ぐ。
1950年（昭和25年）

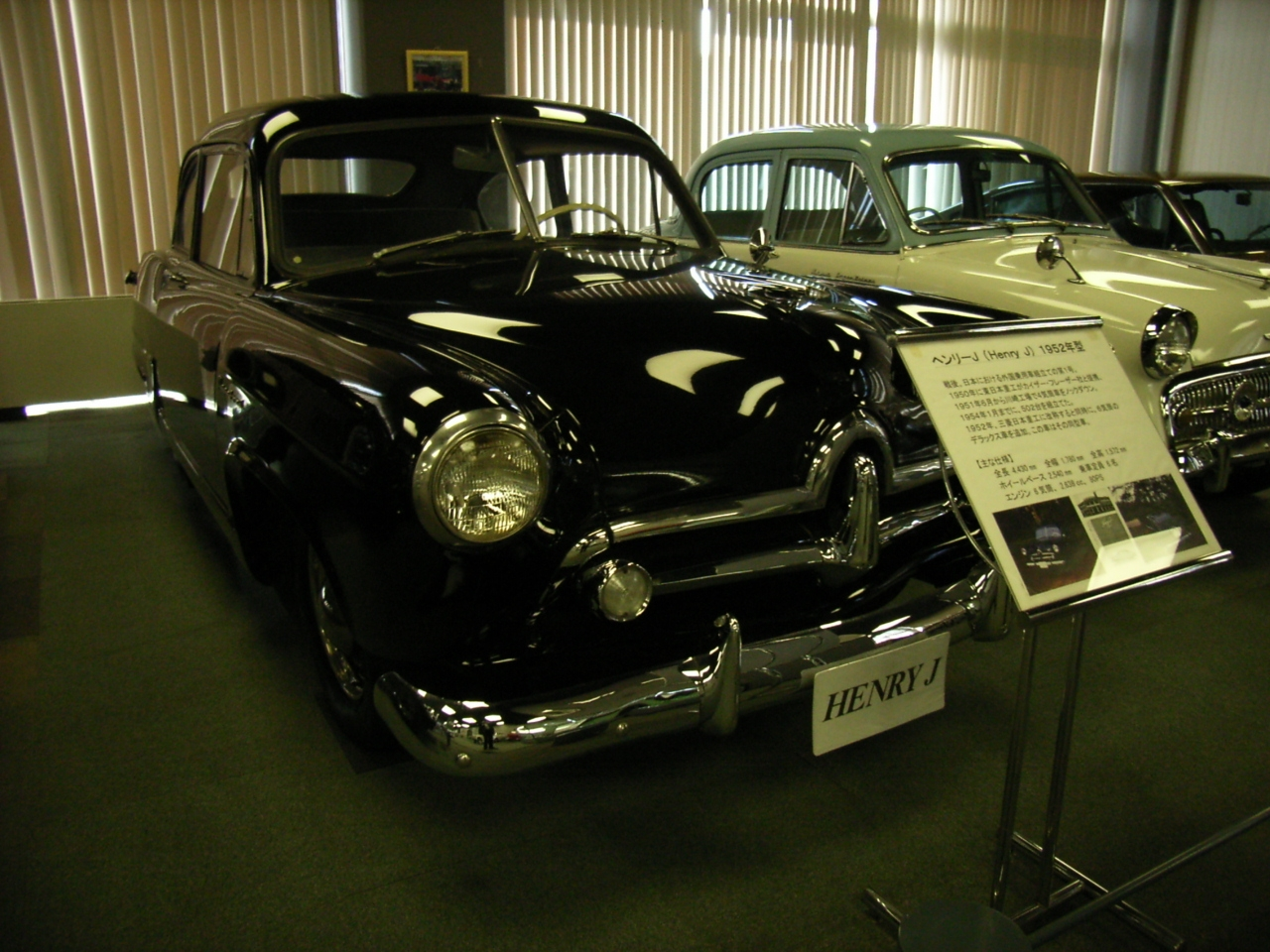
東日本重工業（三菱）がノックダウン生産したヘンリーJ

- 1月11日、GHQによる財閥解体（第3次指定）と過度経済力集中排除法（通称「集排法」）の適用により、三菱重工業は東日本重工業（後の三菱日本重工業）、中日本重工業（新三菱重工業）、西日本重工業（三菱造船）の3社に分割される（1964年に再統合される）。
- 4月、自動車の配給統制が全面的に撤廃される[199][200]。車両価格の統制も解除されたことで、自動車製造会社が自由に価格を設定できるようになり、自由競争が保障される[199]。
- 4月、トヨタ自動車販売株式会社（トヨタ自販）が設立される[W 105][注 80]。
- 4月、日本銀行総裁の一万田尚登が「国際分業のなかでは日本が自動車工業を育成するのは無意味である」という「自動車工業育成不要論」を説き、物議をかもす[201]。
- 5月、東洋工業が四輪自動車事業に進出し、同社初の四輪自動車となるCA型四輪トラックを発売する。
- 5月1日、民生産業の自動車部門が分社し、民生デイゼル工業株式会社（後のUDトラックス）が設立される。
- 5月27日、小型自動車競走法（オートレースに関する法律）が公布、施行される[202][5]。
- 6月、警視庁（旧警察法の自治体警察）に無線付きの警ら車が3台配備される[200][W 106]。（日本初のパトロールカー）
- 6月25日、朝鮮戦争開戦。日本の自動車工業にも朝鮮特需がもたらされ[203]、それまで乗用車の製造禁止（前年に解除された）や戦後直後の悪性インフレで不況の中にあった自動車業界は急速な回復を見せる[204]。
- 7月から10月にかけて富士産業が12社に分割され、自動車関係では富士自動車工業（伊勢崎工場）、富士工業（太田工場・三鷹工場）、宇都宮車輛（宇都宮工場）、大宮富士工業（大宮工場）、富士精密工業（東京工場・浜松工場、後のプリンス自動車）が設立される。
- 8月、船橋競馬場が完成し、馬場の内周にオートレース専用のダートコースが併設される[202][5][注 81]。同年10月に開場し、第1回船橋オートレース（四輪）が開催される[202]。
- 9月、東日本重工業がカイザー＝フレーザー社と技術提携し、ヘンリーJのノックダウン生産とアジアへの販売の契約を結び、翌年6月にノックダウン生産された第1号車が完成した。
- 11月、たま電気自動車と富士精密工業の間でエンジン開発契約が締結される[205][注 82]。

1951年（昭和26年）

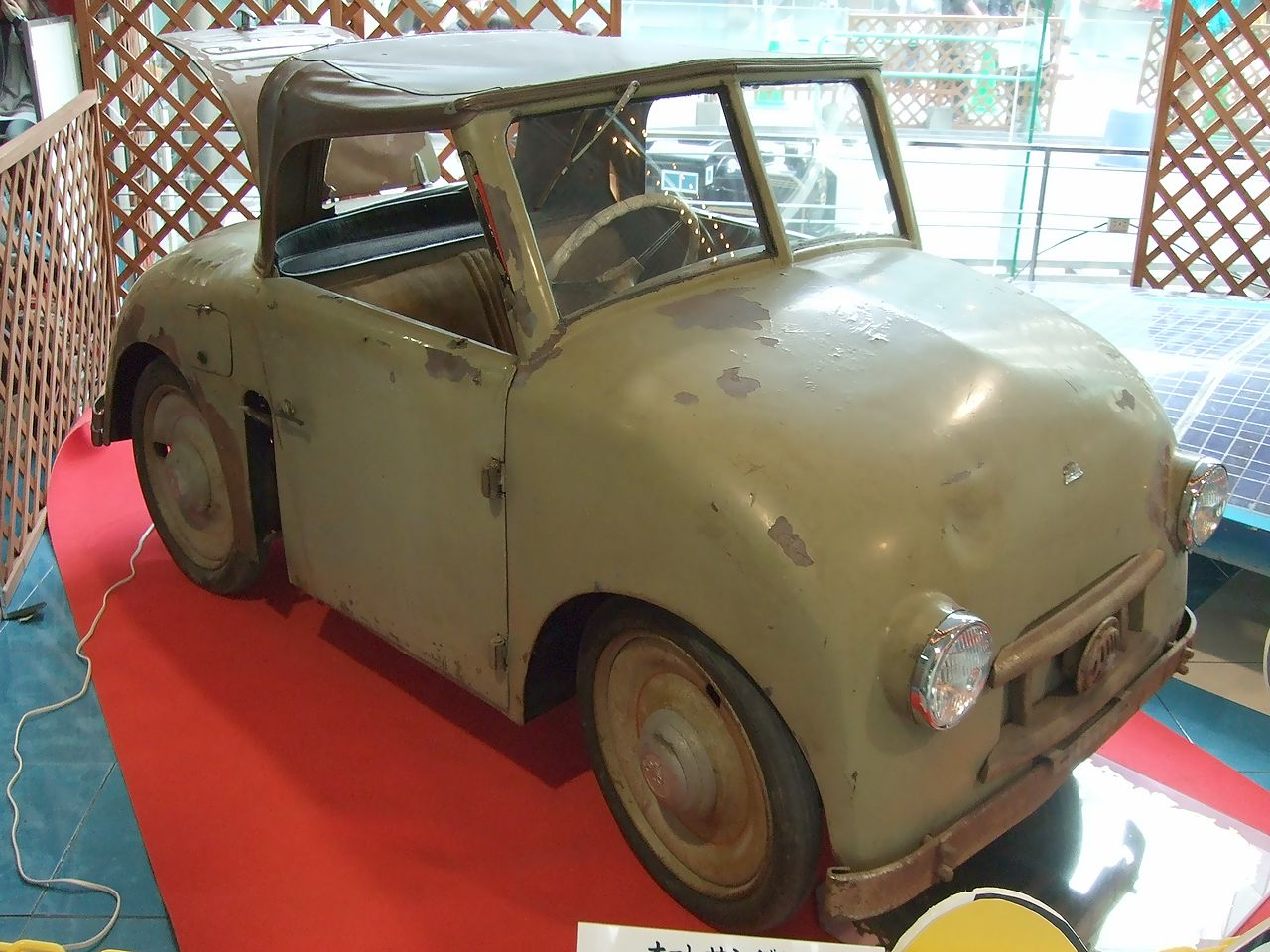
オートサンダル（市販車）

- 前年に発足した警察予備隊に四輪駆動自動車（小型トラック）として納入することを狙って、1月にトヨタ自工がジープBJ型を、2月に日産自動車がパトロール4W60型を完成させる[192]。競争入札の結果、採用されたのは新三菱重工業の三菱・ジープだったが、両社は試作車を基にしてそれぞれトヨタ・ランドクルーザー、日産・パトロール、サファリを開発して民生用として活路を見出すことになる[W 107][W 108][注 83]。
- 4月24日、関税定率法施行令が公布され、関税定率法が改正される。これにより、自動車の関税の基本税率は40%に引き下げられる[注 84]。
- 6月1日、道路運送法が公布され、同年6月30日に施行される。
- 6月1日、道路運送車両法が公布され、同年6月30日に施行される。これにより自動車の登録制度（自動車検査登録制度）が全国的に定められる。
  - ナンバープレートは自家用は白、事業用は橙黄を背景色とすることが定められる[W 109]。
  - 一定期間ごとに「車検」を受けることが義務化される。
- 8月、運輸省令「道路運送車両法施行規則」が発令される。
- 10月、発動機製造がBee（ビー）を発売する[W 57][W 110][注 85]。
- 11月、「たま電気自動車」が「たま自動車」に社名変更する[206]。
- 12月、「発動機製造株式会社」が「ダイハツ工業株式会社」に社名変更する[W 111]。
- 時期不明、名古屋市の中野自動車工業がオートサンダルを試作開発する。（初の軽四輪自動車）

1952年（昭和27年）
- 1月、トヨタ自工がブラジル政府からノックダウン生産（CKD）の許可を取得し、同年6月からサンパウロ州のブラジル・フォード社工場の一部を借用して生産を始める[W 112]。
- 3月、たま自動車がプリンス・セダン（AISH型）を完成させ、ライトバン、トラック（AFTF型）とともに発表会を行う[207]。
- 4月28日、サンフランシスコ講和条約が発効し、日本は主権を回復し、GHQによる進駐は終了する。
- 6月1日、「東日本重工業」が「三菱日本重工業」に、「中日本重工業」が「新三菱重工業」に、「西日本重工業」が「三菱造船」（2代目）にそれぞれ社名変更する。
- 6月、鈴木式織機（後のスズキ）が輸送用機器に進出し、パワーフリー号（補助エンジン搭載自転車）を発売する[207][W 113]。
- 7月、新三菱重工業がウィリス・オーバーランド（英語版）とノックダウン生産の契約を結ぶ。
- 11月10日、明仁親王が立太子の礼を行う。
  - 同月、「たま自動車」はこの出来事にちなんで社名を「プリンス自動車工業」に変更する[注 86]。
- 11月、フォルクスワーゲンの社長ハインリヒ・ノルトホフがタイプ1（通称「ビートル」）、タイプ2（「サンババス」）などを含む4台を携えて来日し、輸入販売の代理店に決まった梁瀬商事が翌年1月から取り扱いを開始する[W 114][W 115]。（フォルクスワーゲン車の正規輸入の始まり）
- 12月、日産自動車とブリティッシュ・モーター・コーポレーション（BMC）がオースチン・A40のノックダウン生産に向けた技術提携を締結する[W 116]。
- 12月、ホープ商会（後のホープ自動車）が自動車事業に参入し、軽自動車規格のオート三輪（軽オート三輪）であるホープスターを発売する。
- 12月、「高速機関工業」が「オオタ自動車工業」に社名変更する[208]。

1953年（昭和28年）
- 1月、日野ヂーゼル工業がブルーリボンを発売する[209]。（日本で製造された初のセンターアンダーフロアエンジンバス）
- 1月、川崎航空機工業が二輪自動車事業に進出し、明石工場が二輪自動車用エンジンKB-I型エンジンを製造し、大日本機械に供給を始める[W 118][W 119]（後のカワサキモータース）。
- 2月、新三菱重工業が三菱・ジープの第1号車を完成させ、林野庁に54台を納入する。
- 2月、日野ヂーゼル工業がルノーと技術提携を締結し、同年3月にルノー・4CVのノックダウン生産を開始し、4月に発売する[210][211]。
- 2月、いすゞ自動車がルーツとヒルマンと技術提携を締結し、同年10月にいすゞ製ミンクスの第1号車を完成させる[W 41][注 88]。
- 4月、日産自動車がノックダウン生産によるA40サマーセットの第1号車を完成させ、翌5月に発売する[210][212]。
- 5月、日比谷公園で自動車産業展示会が開催される[注 89]。
- 7月15日、富士産業から分離したうちの5社（東京富士産業｛旧本社の事務部門｝、富士自動車工業、富士工業、宇都宮車輛、大宮富士工業）が出資して「富士重工業株式会社」が設立される。
  - 翌年9月、出資した5社間で合併の合意が交わされ、1955年4月1日に富士重工業が5社を吸収合併して統合が完了する[注 90]。
- 7月23日、「道路整備費の財源等に関する臨時措置法」[注 91]が制定され、道路特定財源制度が始まり、揮発油税が道路特定財源となる（道路特定財源制度は2009年に廃止）。道路整備のための安定的な財源が確保されたことで、翌年から第一次道路整備五箇年計画が始まる。
- 8月2日、皇太子明仁親王がドイツグランプリ（ニュルブルクリンク）を台覧する[213][214][215][注 92]。
- 12月、川崎航空機工業が販売会社として明発工業（後のカワサキモータースジャパン）を設立する[W 118][W 119]。
- 時期不明、日本自動車協会（JAA）が国際自動車連盟（FIA）に加盟し、日本の代表自動車クラブ（ACN）となる[216]。（日本の組織としては初のFIA加盟）

1954年（昭和29年）
- 2月、富士自動車工業が試作四輪乗用車P-1を完成させ、翌年に「すばる・1500」と命名する（同社が車名に「スバル」を使った最初の例）[217][W 83]。しかし、発売には至らず、数台がタクシーとして使用されるに留まる[218]。
- 2月、ブラジルでサンパウロ市制400周年国際ロードレースが開催され、招待を受けた日本からは日本製オートバイ11台、日本人ライダー14名が参戦する[218][W 120]。
- 4月、富士精密工業がプリンス自動車工業を吸収合併する[218]。
- 4月20日から29日にかけて日比谷公園で第1回全日本自動車ショウ（東京モーターショー）が開催される[注 93]。10日間の会期中に54万7000人が来場する。
- 6月、「鈴木式織機株式会社」が「鈴木自動車工業株式会社」に社名を変更する[219][W 113]。
- 7月、警察庁と都道府県警察が設置され、警察機構が一本化される。
- 7月、トヨタ自工が工場で「カンバン方式」の導入を始める[219]。
- 10月、軽自動車の規格が改定され、4サイクル車、2サイクル車ともエンジンの排気量は360 ㏄以下に統一される。この改定により比較的規模の大きなメーカーが本格的に参入するようになる。
- 12月、神武景気が始まり、日本経済が急速に回復する（高度経済成長期の始まり）。
- 日本の自動車（乗用車と商用車）の年間の生産台数が1万台を超える[o 1]。

1955年（昭和30年）

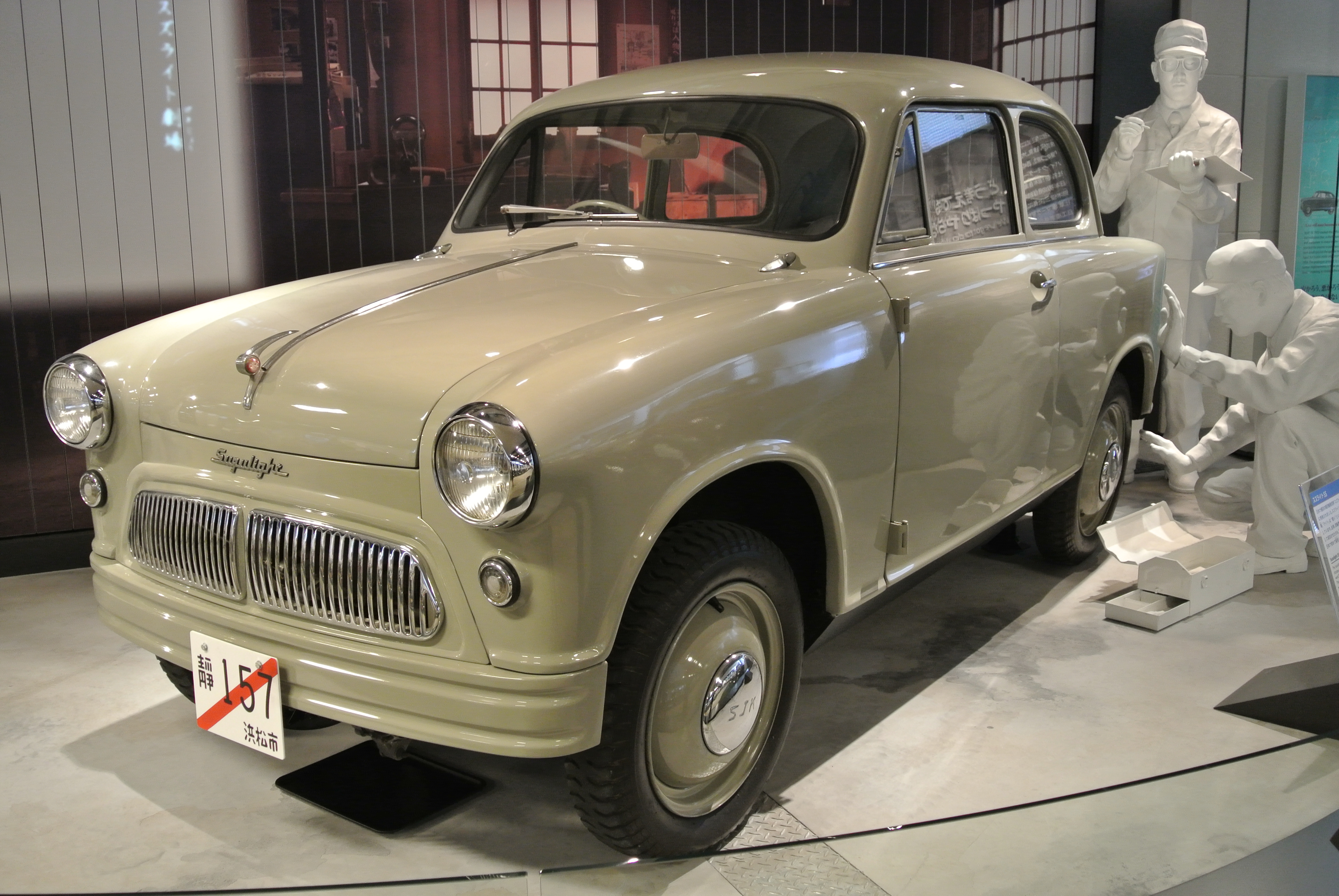
スズキ・スズライト（1955年）

- 1月、トヨタ（自工・自販）がトヨペット・クラウンを、日産自動車がダットサン・セダン（110型）を発売する。これによりトヨタは中型乗用車、日産は小型乗用車という住み分けが生まれる。この住み分けは1960年に日産が中型乗用車セドリックを発売し、一方のトヨタが小型乗用車トヨペット・コロナを強化して日産に対抗を始めるまでの短期間続く[W 121]。
- 4月、鈴木自動車が四輪自動車に進出し、スズキ・スズライトを発売する[W 122][注 94]。
- 5月11日、瀬戸内海で連絡船「紫雲丸」が車両渡船「第三宇高丸」に衝突し沈没する事故が起きる（紫雲丸事故）。紫雲丸に乗船していた多数の児童を含む168名が死亡する惨事となったことから、本州四国連絡橋の建設に向けた機運が高まる[220]。
- 5月18日、「国民車育成要綱（案）」が新聞上で報道発表され、通商産業省が自動車業界に非公式に提案していた国民車構想が公のものとなる[221][W 5][W 123]。
- 7月1日、日本楽器製造（後のヤマハ）からオートバイの製造販売業が分離される形で、ヤマハ発動機が設立される。
- 7月29日、自動車損害賠償保障法が公布され、同年8月5日に施行される。これにより公道で自動車を運転する者には自動車損害賠償責任保険への加入が義務付けられる。
- 11月、第1回全日本オートバイ耐久ロードレース（通称「浅間火山レース」）が開催される。日本製の二輪自動車の性能向上を目的としたもので、1959年までに全3回開催された。
- 11月、増田屋斎藤貿易（後の増田屋コーポレーション）が無線操縦玩具を開発し、ラジコンバスを発売する[o 1][注 95]。（世界初のラジオコントロールカー）
- 12月、小松製作所の河合良成が国民車構想に沿った小型乗用車の生産を準備していること、フェリー・ポルシェに基本設計を依頼すること、トヨタ自販を通じて販売するため交渉を行っていることを発表する（実現はしなかった）[W 123][W 124]。

1956年（昭和31年）
- 4月から12月にかけ、朝日新聞社がトヨペット・クラウンを用いてロンドン・東京5万キロドライブというイベントを実施し、新聞上連載を行う[222][W 125]。結果としてこの企画は同車の良いPRとなる[222][W 125]。
- 5月、ラルフ・J・ワトキンスを団長とする世界銀行の調査団が来日し、日本の道路事情について調査活動を始める[W 5][注 96]。8月、調査を終えた一行は「名古屋・神戸高速道路調査報告書」（通称「ワトキンス・レポート」）を建設省に提出[W 5]。報告書で酷評されたことを受け、日本国政府による道路への投資額が大幅に拡大されることになる。
- 6月、東洋工業がシェルモールド法による鋳物の量産体制を日本の他社に先駆けて確立する[222][W 126][W 127]。

1957年（昭和32年）

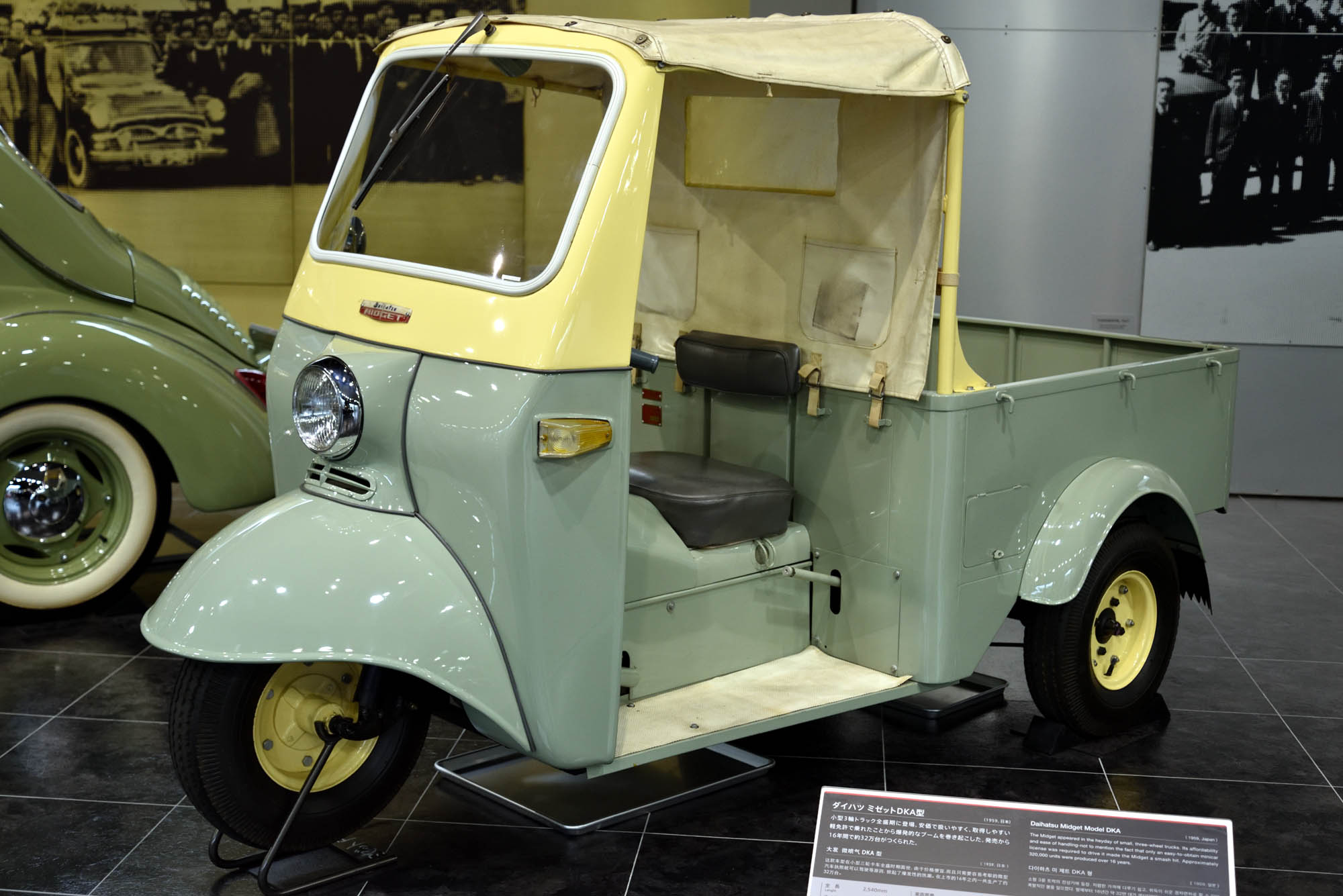
ダイハツ・ミゼット（1957年）

- 4月、オオタ自動車工業と日本内燃機製造が合併して「日本自動車工業」（後の東急くろがね工業）になる[223][注 97]。
- 5月、岡村製作所がミカサ・サービスカー・マークIを発表し、同年中に発売する[W 128]。（日本で製造された初のトルクコンバータ付オートマチック車）
- 8月、ダイハツ工業がミゼット（軽三輪）を発売する[W 57][注 98]。三輪と四輪のトラックが大型化していったことに着目して、既存のトラックより小回りが利き二輪自動車より荷物を積める個人商店向きの安価な貨物自動車として開発された[224]。テレビコマーシャルを効果的に使用する拡販戦略も成功し、1972年に販売終了となるまでに累計31万台が販売された[224]。
- 8月21日から9月18日にかけて、オーストラリア1周ラリーが開催され、トヨタ自工がトヨペット・クラウンで参戦する[225][226][注 99]
- 10月31日、トヨタが米国に米国トヨタ販売を設立する[W 129]。

1958年（昭和33年）

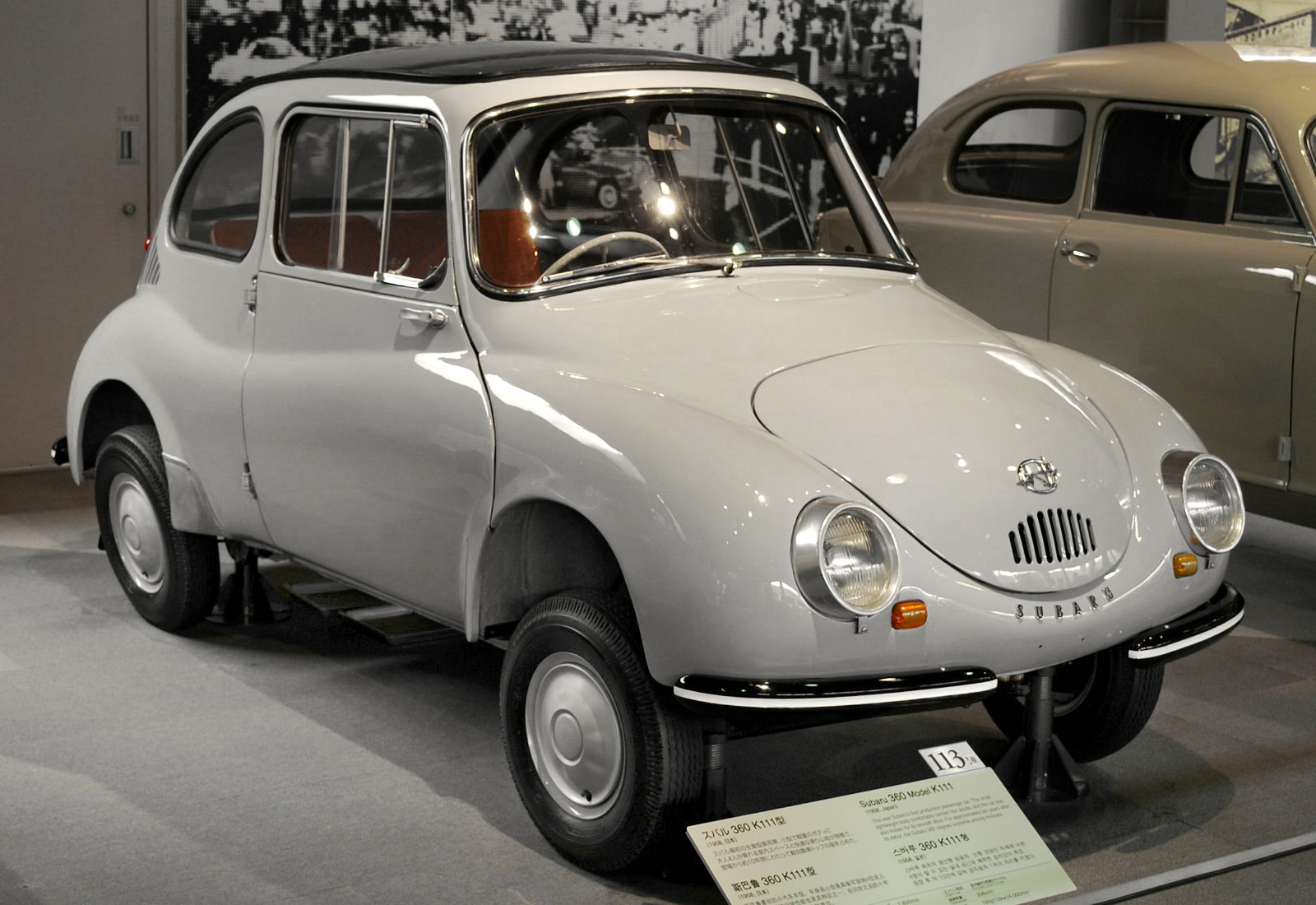
スバル・360（1958年）

- 1月、ロサンゼルスで開催された輸入自動車ショーにトヨタと日産自動車が出品し、多くの現地ディーラーから販売の申し出を得る[227]。このことで手応えを得た両社は同年半ばから対米輸出を始める[W 130]。
- 3月9日、関門トンネル（関門国道トンネル）が開通する。これにより本州と九州が初めて道路で結ばれる。
  - 同月、郵政省が関門トンネル開通記念切手を発行する。（自動車を図案に取り入れた日本初の切手[o 1]）
- 5月、富士重工業（後のSUBARU）が自動車事業に進出し、スバル・360を発売する[W 131][W 132]。360は当時考えられていた軽自動車の水準をはるかに超えたもので[W 133]、「国民車構想」（大衆車）の要件をもほぼ全て満たしていたことで[W 125][注 100]、それまで軽視されていた軽自動車規格をひとつのカテゴリーとして成立させることに寄与する[228][W 133]。同車は軽自動車（乗用車）としては最初のヒット作ともなり、1970年に生産終了となるまでに累計39万台が生産された[228][W 134]。
- 8月、ホンダがスーパーカブを発売する[W 135]。ロングセラーとなり、世界で最も売れた二輪自動車になる。
- 11月、ダイハツ工業がベスタを発売する[W 57][注 101]。

1959年（昭和34年）
- 1月1日、愛知県の「挙母市」（ころも-し）が「豊田市」（とよた-し）に改称される[W 136]。同時に、トヨタ自工の本社工場が所在する一帯は「トヨタ町」（とよた-ちょう）になる[W 136]。
- 1月、富士精密工業がプリンス・グロリアを発売する。（日本で開発された初の3ナンバー車）
- 5月、トヨタ自工のブラジル現地法人「トヨタ・ド・ブラジル」（1958年1月設立）が、ランドクルーザーのノックダウン生産（ブラジル国産化率60%）を開始する[W 112]。
- 5月26日、東京が1964年のオリンピック開催都市に選ばれる。これにより国際運転免許証を携えて来日した観光客の円滑な受け入れ体制の整備が必要となったことで、運輸省など関係官庁の意向が働き、1963年に日本自動車連盟（JAF）が創設されることになる[229]。
- 6月、「日野ヂーゼル工業」が「日野自動車」に社名変更する[230]。
- 6月8日、日本自動車販売協会連合会（JADA。通称「自販連」）が設立される[231]。
- 6月、ホンダ（ホンダ・レーシング）がマン島TTレースに初参戦する[W 137]。ロードレース世界選手権にも初参戦を果たし、翌年から全戦フルエントリーを始める。
- 8月、日産自動車がセダン（210型）の後継車ブルーバード（310型）を発売する。同車は「初めてのオーナードライバーズカー」と評されることになる[W 121]。
  - 同時期にトヨタ（自工・自販）が販売していた小型乗用車トヨペット・コロナとの間の熾烈な販売合戦は両車両の頭文字から「BC戦争」と呼ばれ[232]、当初はブルーバードが圧勝する[W 121][W 138]。
- 10月、トヨタ（自工・自販）がクラウン（初代）にディーゼルエンジン（C型）搭載車を追加する[W 139]。（日本初のディーゼルエンジン搭載の市販乗用車）

1960年（昭和35年）
- 3月、日産自動車とオースチンが技術提携を解消する[W 140]。
- 4月、新三菱重工業が三菱・500を発売する[W 141][注 102]。
- 5月、東洋工業が同社にとって初の乗用車となるマツダ・R360クーペを発売する[233][W 142]。（軽四輪自動車としては初のオートマチック車）
- 6月25日、道路交通法（通称「道交法」）が公布され、同年12月20日に施行される（既存の道路交通取締法は廃止される）。
- 11月30日、川崎航空機工業と目黒製作所が業務提携を結ぶ[W 118][W 143]。
- 12月、「民生デイゼル工業」が「日産ディーゼル工業」に社名変更する[234]。

1961年（昭和36年）

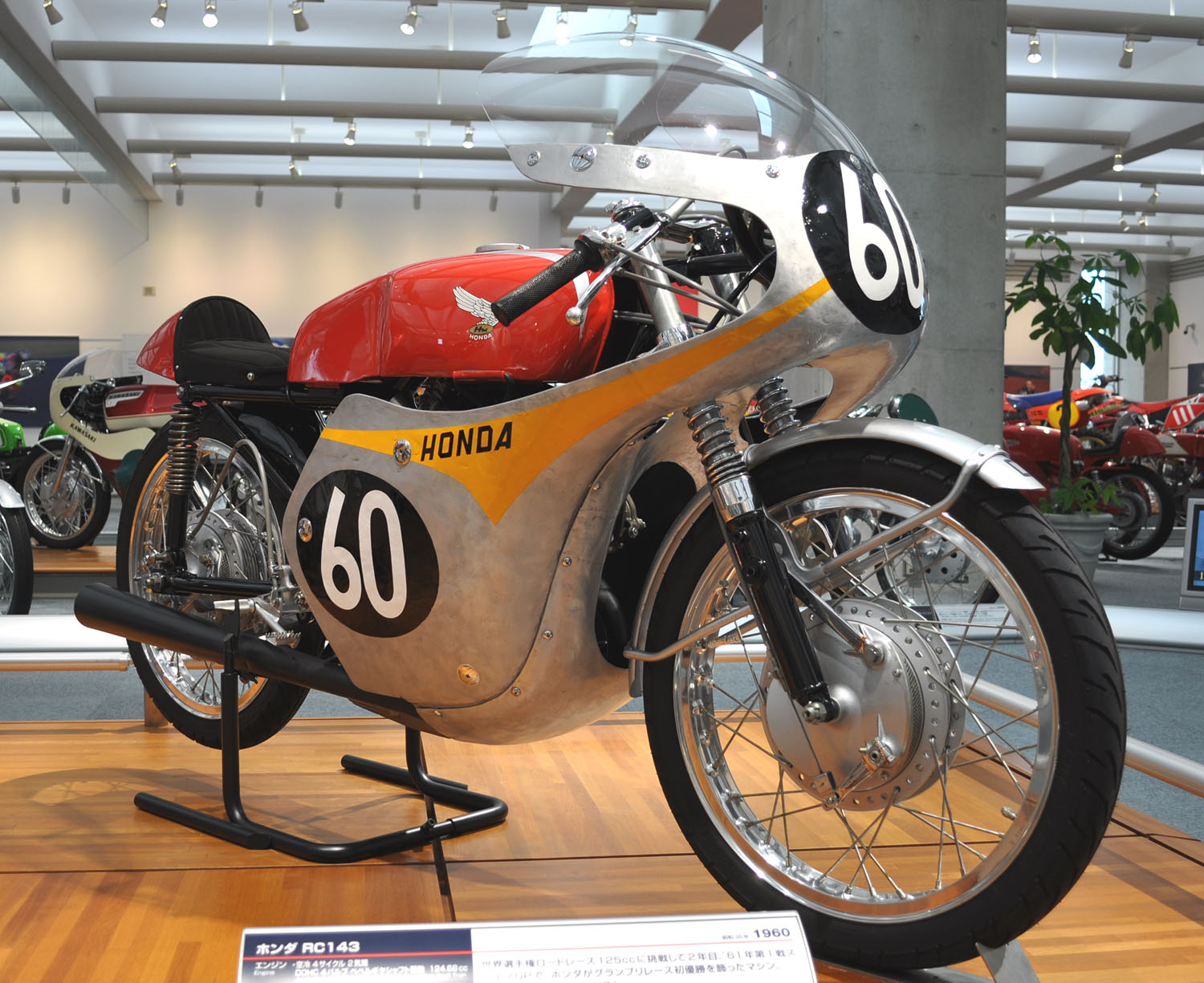
ホンダ・RC143（1961年）

- 2月、「富士精密工業」が「プリンス自動車工業」に社名変更する[234]。
- 4月、日野自動車がコンテッサ900を発売する[W 36][注 103]。
- 4月、61式戦車が制式採用される。（日本で独自開発された初の主力戦車[注 104]）
- 4月、二輪のスペイングランプリ（モンジュイック）の125 ccクラスで、ホンダ・RC143（英語版）が初優勝を遂げる[W 144]。（日本製車両による二輪世界選手権中のグランプリレース初優勝）
- 5月14日、ロードレース世界選手権（250 ㏄）の西ドイツグランプリ（ホッケンハイム）で、高橋国光（ホンダ）が初優勝を遂げる。（日本人としては初の｛二輪｝グランプリ優勝）
- 5月、建設中の名神高速道路で3 kmの直線走行テストが行われ、日産自動車（ブルーバード、セドリック）、トヨタ自工（コロナ、クラウン）、プリンス自動車（スカイライン）などが参加する[235][注 105]。日本製の車両はいずれも時速100 km程度から異常振動を起こすという結果になり、各社は対策を検討することになる[235]。
- 8月15日、一級国道14号のバイパス道路として前年に開通した京葉道路（一之江出入口─船橋IC間）が自動車専用道路に指定される。（日本初の自動車専用道路）
- ホンダが同年のロードレース世界選手権の250 ㏄クラスと125 ㏄クラスでコンストラクターズ（製造者）タイトルを獲得する。（日本製車両による製造者部門の二輪世界選手権タイトル初獲得）

1962年（昭和37年）

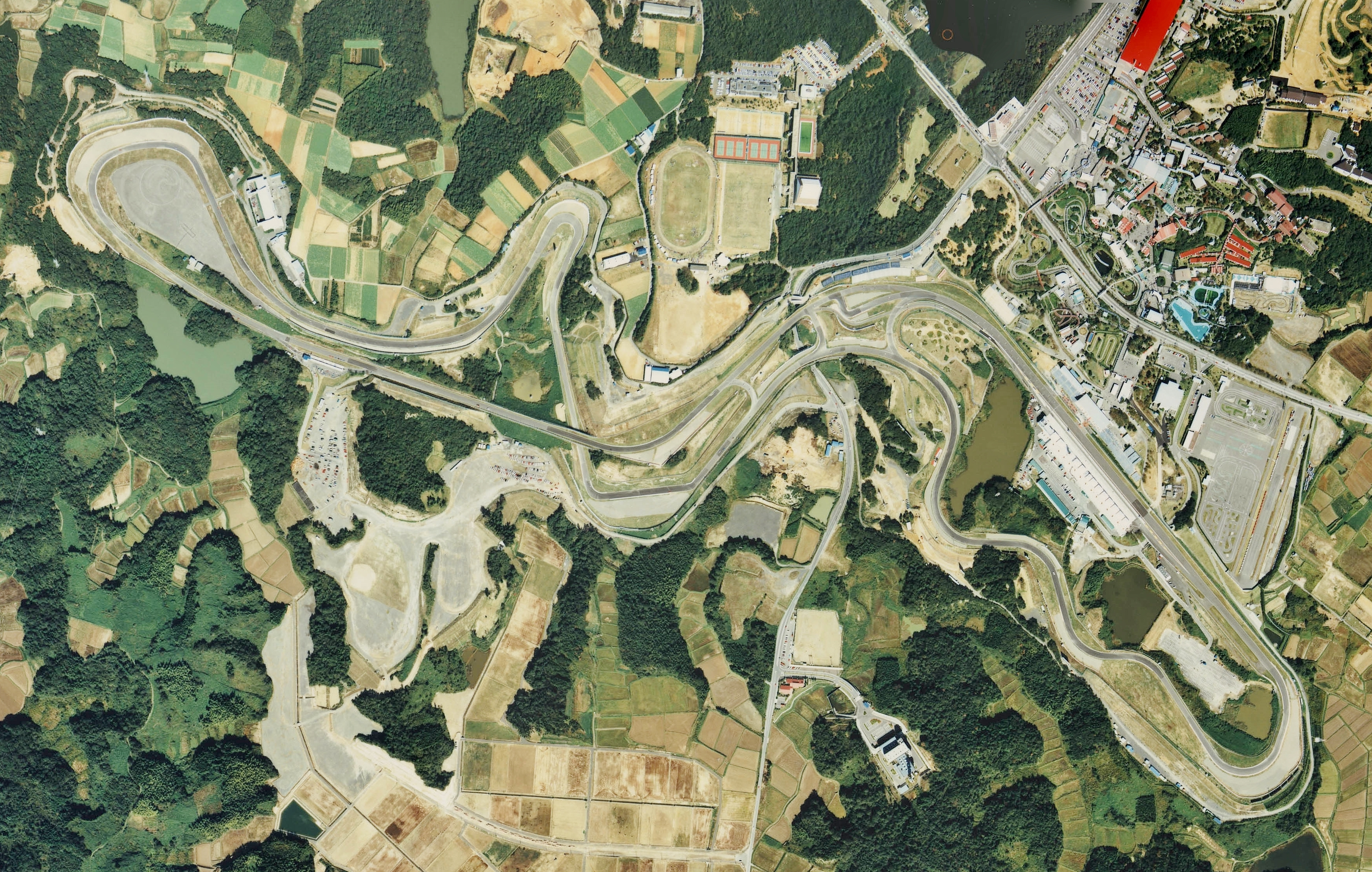
鈴鹿サーキット（三重県鈴鹿市）

- 1月、東急くろがね工業が自動車の製造を中止し、翌2月に倒産して会社更生法の手続きに入る[236]。1969年に「東急機関工業」に社名変更して発足した新会社も自動車生産は行わず、自動車用エンジン製造専業となる[237]（後の日産工機）。
- 4月、いすゞ自動車がベレルを発売する[W 139][W 145][注 106]。
- 4月、プリンス自動車がスカイラインクーペを発売する[238]。（日本初のスペシャルティカー[注 107]）
- 4月11日、日産自動車がサファリラリーに初参戦する。
- 6月、自動車の保管場所の確保等に関する法律（通称「車庫法」）が制定され、自動車の保有者は自動車の保管場所を確保すること（道路を保管場所にしないこと）が義務づけられる。
- 9月20日、鈴鹿サーキットが開業する。（日本初の全舗装されたサーキット）
- 11月10日、全国乗用自動車連合会（後の全国ハイヤー・タクシー連合会）が発足する[W 26]。
- 11月、大同海運（後のジャパンライン）により沿海自動車運搬専用船「東朝丸」が建造される[198][注 108]。（世界初の自動車専用RO-RO船）
- 11月、鈴鹿サーキットで第1回全日本ロードレース選手権が開催される[239]。
- 12月、首都高速道路の京橋─芝浦間（約4.5 km）が開通する[W 148]。（日本初の都市高速道路）
- 12月、大阪のタクシー事業者がLPG自動車を導入する[239][W 26][W 149]。（日本初のLPGタクシー）

1963年（昭和38年）
- 2月28日、日本自動車連盟（JAF）が発足する[231][W 150]。それまで日本における代表自動車クラブ（ACN）だった日本自動車協会（JAA）はJAFと合併し、JAFがACNの地位を引き継ぐ[229]。
- 3月、通商産業省による特定産業振興臨時措置法案（通称「特振法案」）が国会に提出される[240]。自動車分野では日産自動車とトヨタ以外のメーカーは小型乗用車を作れなくなるものだったため反発を買い、法案は翌年までに3度提出されるがいずれも廃案になる[240]。
- 4月、ダイハツ工業がコンパーノを発売する[W 57][注 109]。
- 5月、四輪自動車初の日本グランプリが鈴鹿サーキットで開催される（1963年日本グランプリ）[W 151][注 110]。
- 6月、トヨタ自工の全工場で「カンバン方式」が採用される[241][W 84]。
- 7月、名神高速道路の栗東─尼崎間（約71.7 km）が開通する。（日本初の都市間高速道路）
- 8月1日、日本自動車連盟（JAF）にスポーツ委員会が設置される[229][注 111]。
- 8月、ホンダが四輪自動車に進出し、T360を発売する。
- 9月、東洋工業がマツダ・キャロル360（初代）のマイナーチェンジを行い、4ドアモデルを追加する[W 152]。（軽自動車として初の4ドア車[注 112]）

1964年（昭和39年）

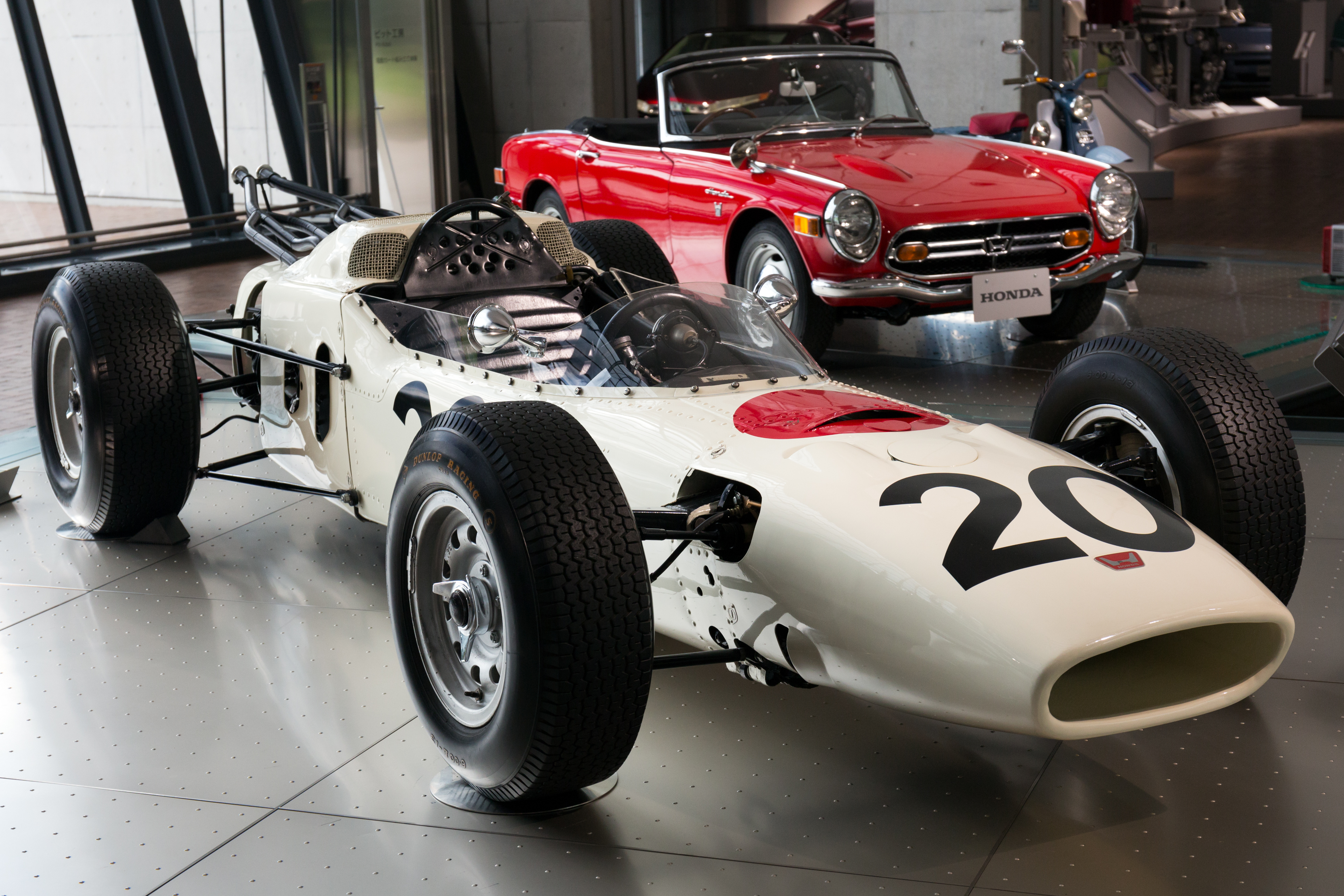
ホンダ・RA271（1964年）

- 3月、ホンダが同社初の乗用車S600を発売する[243]。翌年から同社にとって初となる四輪自動車の海外輸出をS600で始める[243]。
- 4月20日、トヨタ（自工・自販）がクラウンエイトを発売する。（日本で開発された初のV型8気筒エンジン搭載乗用車／日本初のクルーズコントロール搭載車）
- 4月28日、日本が経済協力開発機構（OECD）に加盟する。これを契機に日本の資本自由化が段階的に進む。
- 6月、分割されていた三菱の3社（三菱日本重工業、新三菱重工業、三菱造船）が合併し、分割前の旧社名と同じ「三菱重工業株式会社」（2代目）として発足する。
- 8月、四輪のドイツグランプリ（ニュルブルクリンク）でホンダ（ホンダF1、車両はRA271）がF1に初参戦する。

1965年（昭和40年）

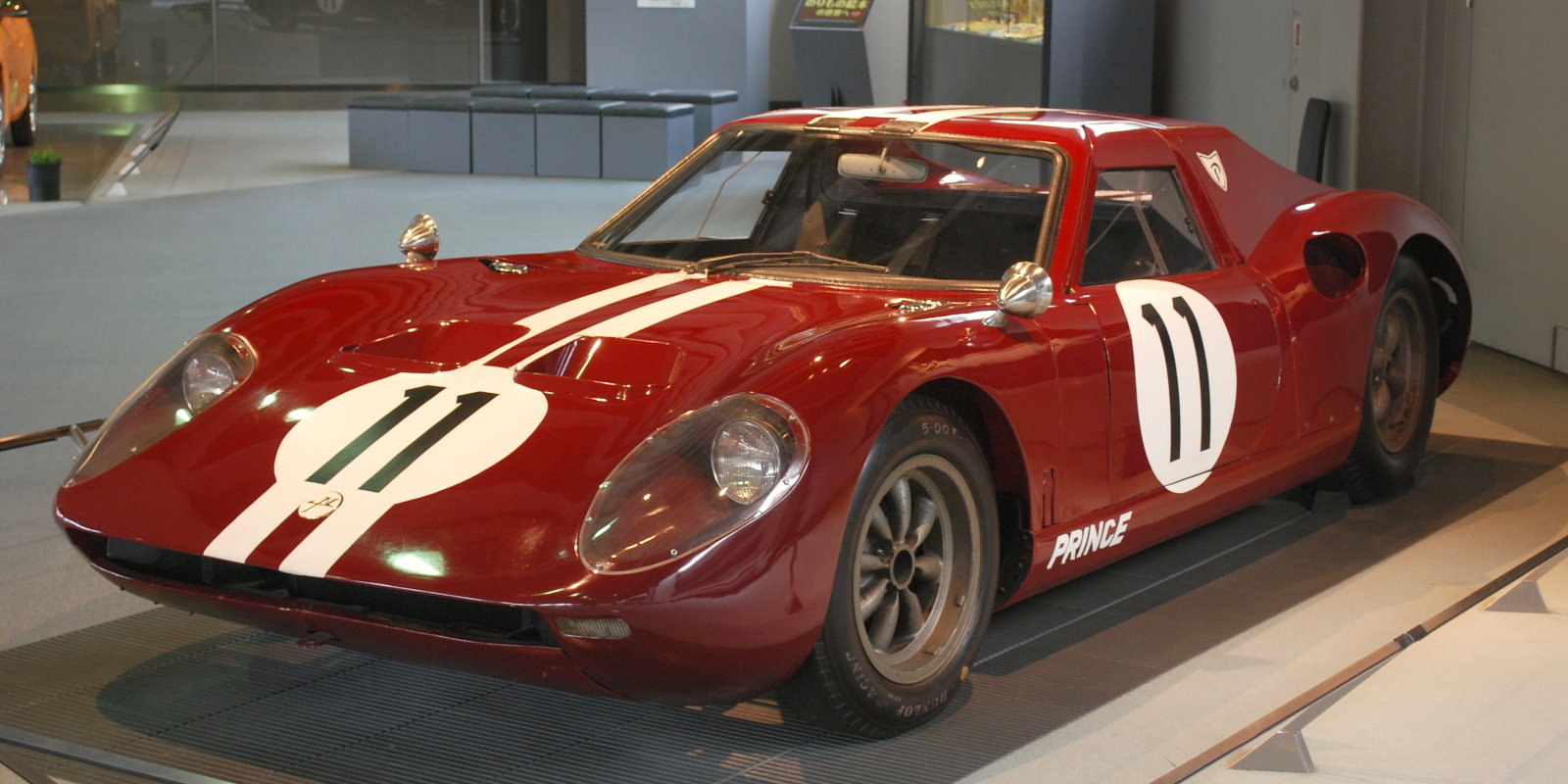
プリンス・R380（1965年）

- 6月1日、道路交通法が改正公布され、同年9月1日に施行される。この改正により、それまで比較的容易に取得できた自動三輪車運転免許は普通自動車免許に統合された（二種免許も同様）[244]。その結果、1950年代終盤をピークとして販売台数が落ちていたオート三輪の需要はさらに低下し、市場から姿を消していくこととなる[244]。
- 6月、プリンス自動車がR380（R380-I）を完成させる。（日本で製造された初のプロトタイプレーシングカー）
- 10月1日、日本への完成乗用車の輸入が自由化される[W 153][W 154]。
- 10月24日、四輪のメキシコグランプリでホンダ・RA272が初優勝を遂げる。（日本製車両による四輪世界選手権中のグランプリレース初優勝）
- 10月25日、日立造船桜島工場により追浜丸が建造される。（世界初の外航自動車運搬RO-RO船）
- 12月29日、石油ガス税法が公布され、翌年から施行される。同法により石油ガス税が創設される（道路特定財源）。
- この年の頃からスロットカー（スロットレーシング）がブームになるが、ブームは数年で終息する[o 1]。

### マイカーの普及と交通戦争（1966年～）
日産・サニー、トヨタ・カローラの発売を契機としてマイカーの普及が進み、1966年時点で国内で230万台弱だった乗用車保有台数はその後の10年で1,700万台超まで増加する。それは同時に交通事故死者数の増加（交通戦争）、大気汚染や騒音等の公害をもたらし、車による社会問題が注目を集めることになる。
1966年（昭和41年）
- 4月に日産・サニー（ダットサン・サニー）、11月にトヨタ・カローラが発売され、この年は後にマイカー元年と呼ばれるようになる[W 156]。
- 5月、富士スピードウェイで開催された第3回日本グランプリで、プリンス・R380が日本車として初めて日本グランプリで優勝する。
- 5月、富士重工業がスバル・1000を発売する[注 114]。
- 6月、第1回鈴鹿1000kmレースが開催される。（日本初の長距離サーキットレース）
- 8月1日、日産自動車とプリンス自動車工業が合併する（実質的には日産による吸収合併）。
- 10月、トヨタ（自工・自販）と日野自動車が業務提携を結ぶ[W 157]。これを契機に日野自動車は乗用車事業からは撤退する[W 37]。
- 12月1日、大阪府池田市のダイハツ工業本社が所在する一帯が「ダイハツ町」（だいはつ-ちょう）に改称される。
- 12月、いすゞ自動車と富士重工業が業務提携を結ぶ（1968年5月に解消）[W 41]。
- （時期不明）住友ゴム工業（ダンロップ）がラジアルタイヤを発売する。（日本製としては初のラジアルタイヤ[注 115]）

1967年（昭和42年）
- 2月、日産自動車がプリンスロイヤルを御料車として宮内庁に納入する。（初の国産の御料車／日本で開発された初のリムジン）
- 3月、ホンダがN360を発売する[注 116]。31馬力という既存の軽自動車を大きく上回る最高出力を有し、小型乗用車並の高速走行性能を持っていたことから発売当初から人気となる[245][246][注 117]。他社も追随したことから1970年代初めにかけて軽自動車の「馬力競走」が起こることとなる[246]。
- 4月、自動車工業会と日本小型自動車工業会が合併し、日本自動車工業会（JAMA）が発足する[245]。
- 4月、ダイハツ工業がコンパーノに「1000GTインジェクション」を追加する[W 158]。（日本車としては初の機械式燃料噴射装置搭載市販車）
- 5月16日、トヨタ（自工・自販）が2000GTを発売する。同車はしばしば「日本初のスーパーカー」と呼ばれることになる[W 159][W 160]（日本初の4輪ダブルウィッシュボーン式サスペンション採用市販車／日本初の4輪ディスクブレーキ採用市販車／日本初のリトラクタブル・ヘッドライト採用車[W 161]）
- 5月30日、東洋工業がマツダ・コスモスポーツを発売する[W 162][W 163]。（日本初のロータリーエンジン搭載量産車[注 118]）
- 6月、日本における自動車（四輪乗用車・商用車、二輪、三輪）の保有台数が1,000万台を超える[248]。
- 11月、トヨタ（自工・自販）がセンチュリー（初代）を発売する。以降、フルモデルチェンジなしで1997年まで30年間に渡って販売が継続される。
- 11月、トヨタ（自工・自販）とダイハツ工業が業務提携を結ぶ[W 164][W 111]。
- 12月、ホープ自動車がホープスター・ON360（ON型4WD）を発売する。（軽自動車初の四輪駆動車）

1968年（昭和43年）

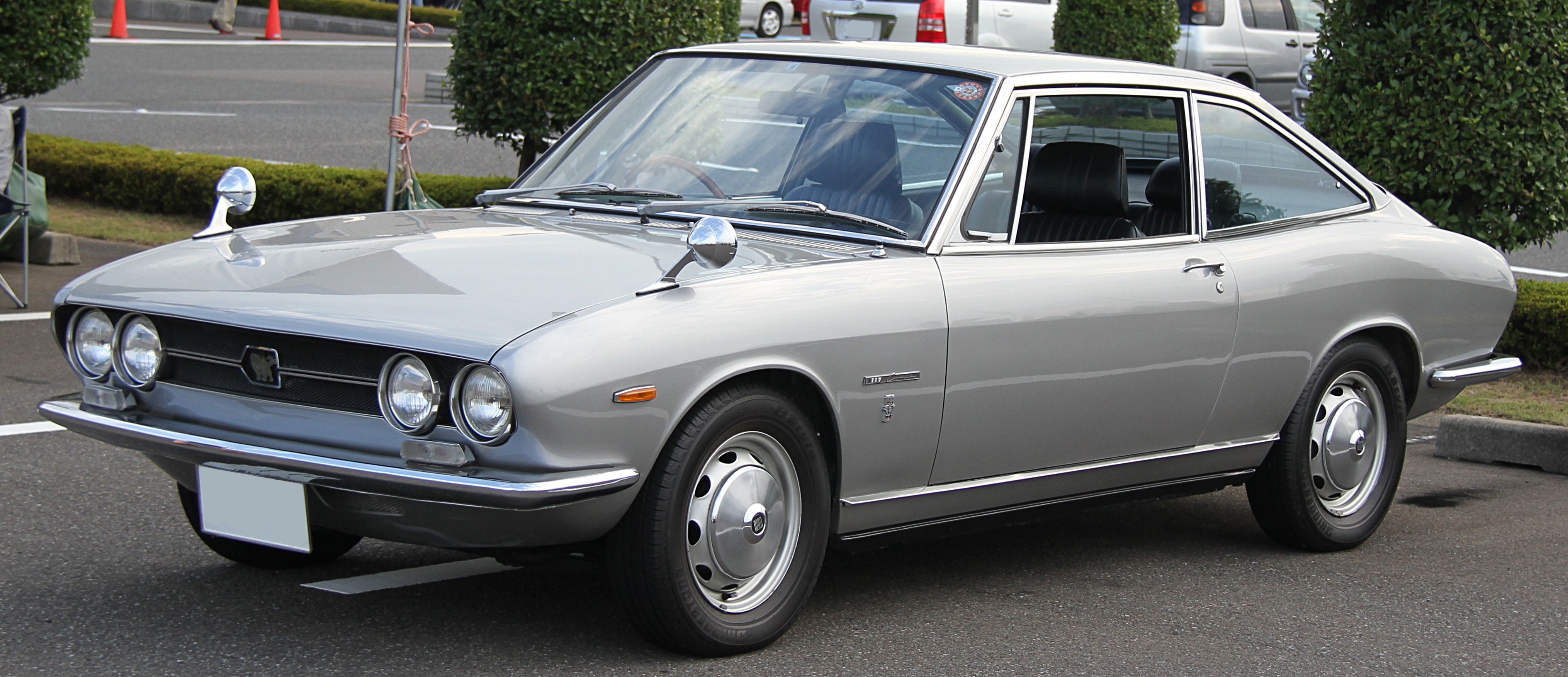
いすゞ・117クーペ（1968年）

- 6月、いすゞ自動車と三菱重工業が業務提携を結ぶ（1969年5月に解消）[W 41]。
- 7月、自動車取得税が創設される（2009年3月までは道路特定財源、2019年に廃止）[W 165]。
- 10月、日産自動車と富士重工業が業務提携を結ぶ（2000年4月に解消）[W 83]。
- 12月、いすゞ自動車が117クーペを発売する。当時の量販車としては長寿モデルとなり、1981年まで12年間に渡って生産された[249]。
- 12月19日、南極地域観測隊の第9次越冬隊極点調査旅行隊の雪上車KD60型（KD604、KD605、KD606の3台。小松製作所製）が南極点に到達する[W 166][W 167][W 168][W 169]。
- 日本の国民総生産（GNP）が世界第2位になる。

1969年（昭和44年）
- 日産自動車が2月にスカイラインの上級グレードであるスカイラインGT-Rを発売し、11月にフェアレディZ（ゼット）を発売する。後にどちらも同社を代表する高性能車とみなされるようになっていく[232][W 170][W 171]。
- 4月1日、川崎重工業が川崎車輛と川崎航空機工業を吸収合併する[W 42]。
- 7月15日、日産自動車とのタイアップにより製作された映画『栄光への5000キロ』が劇場公開される。
- トヨタ・カローラがトヨタ・コロナから車名別の国内乗用車販売台数の年間1位の座を奪い[W 156]、以降、2001年まで33年に渡って年間販売台数1位の座を守る[W 172][W 67]。

1970年（昭和45年）

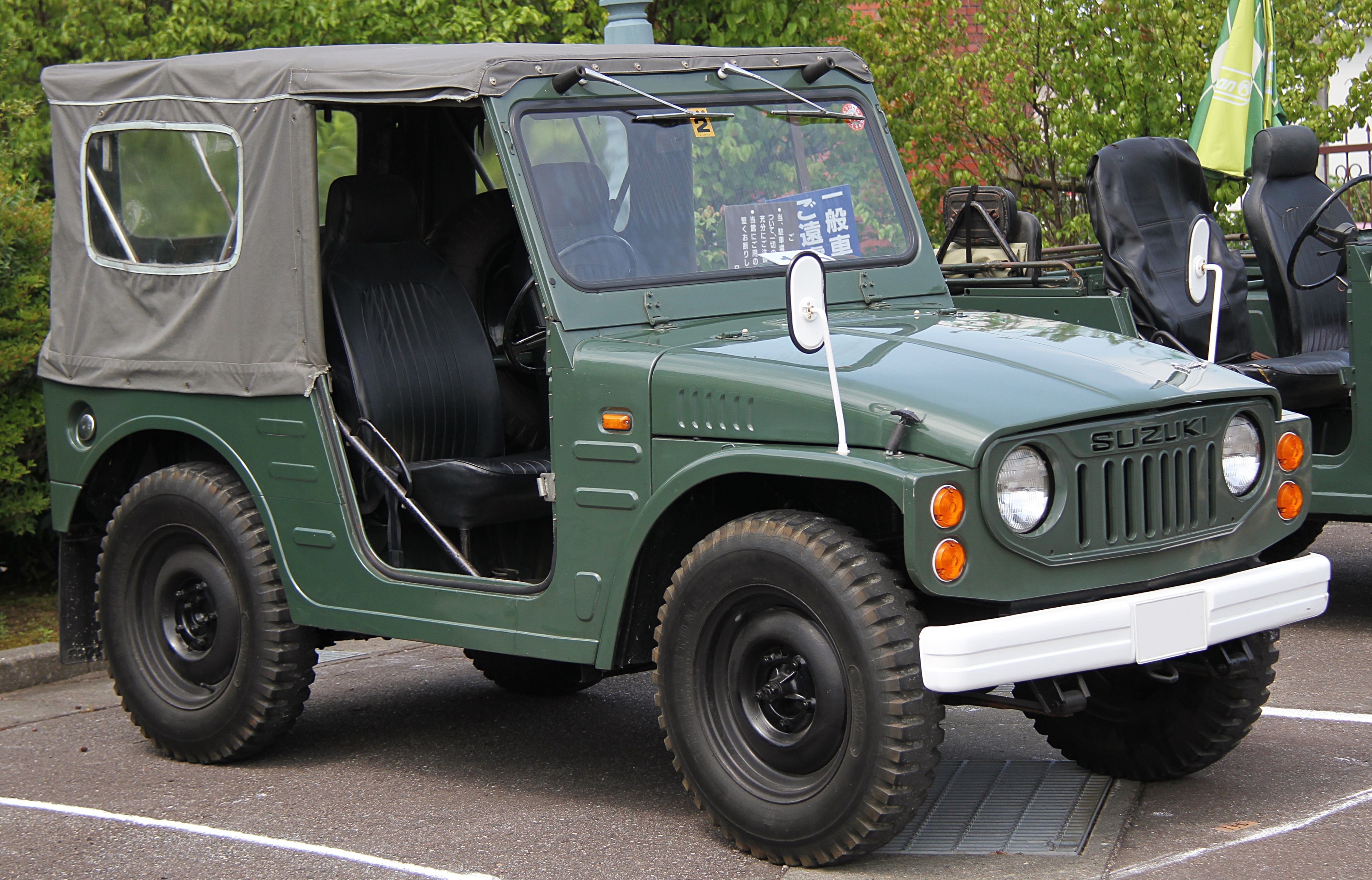
スズキ・ジムニー（1970年）

- 2月、三菱重工業がクライスラーと合弁事業契約を締結する[W 173][注 119]。
- 3月、いすゞ自動車と日産自動車が業務提携を結ぶ（1971年7月に解消）[W 41][W 51]。
- 4月、三菱重工業の全額出資により三菱自動車工業が設立され、同年6月に三菱重工業の自動車部門は三菱自動車に譲渡される[250][W 174]。
- 4月、鈴木自動車がスズキ・ジムニー（初代）を発売する[251]。自動車製造事業から撤退したホープ自動車から4WD車ON360（1967年発売）の製造権を譲り受け再設計したもので、軽自動車ながらオフロード走行が可能で、小回りも利くことから人気となる[251][W 175]。
- 7月9日、川崎重工業神戸工場により第十とよた丸が建造される[W 176][W 177]。（日本初の外航自動車専用運搬船）
- 7月18日、東京都で光化学スモッグによる被害が初めて報告され、環状七号線沿いにある学校での被害であったため自動車の排気ガスも原因として槍玉にあがる[W 125]。
- 6月、交通安全対策基本法が制定される。
- 9月、玩具メーカーのトミー（後のタカラトミー）が自動車玩具（ミニカー）の「トミカ」を発売し、ロングセラーとなる。
- 10月、トヨタ自工の本社工場が生産ロボットの第1号を導入する[252]。
- 日本における交通事故による死者数が16,765人となり、統計が始まった1948年以降で最多となる（この年をピークに翌年からは下降を続ける）[W 178][W 179]。

1971年（昭和46年）
- 4月、自動車の資本自由化がされる[253][W 51]。これにより自動車メーカーは海外のメーカーと資本提携を結べるようになった[253]。
- 5月、自動車重量税法が制定され、自動車重量税が創設される（2010年までは道路特定財源）。
- 7月、いすゞ自動車がゼネラルモーターズと全面的に提携して、ゼネラルモーターズの関連会社となる[W 41][W 51][注 120]。
- 7月、映画『栄光のル・マン』が日本で劇場公開されヒットを記録する。日本国内でル・マン24時間レースへの関心が高まり、1973年には日本人ドライバー、日本のチーム（シグマ）、日本製車両（シグマ・MC73）がいずれも初めて同レースに参戦した（1973年のル・マン24時間レース）。
- 9月、三菱自動車が第三者割当増資を行い、クライスラーが三菱自動車の株式15%を取得する[W 173]。1972年から三菱・クライスラーシリーズを短期間販売する。
- 10月、ブリヂストンがレース用スリックタイヤのRA-300を開発し、翌年4月から市販を始める[254][255]。（日本製としては初のスリックタイヤ[注 121]）

1972年（昭和47年）
- 1月、富士重工業がスバル・レオーネのエステートバンに4WD仕様を追加する。（｛オフロード車以外では｝世界初の四輪駆動量産車）
- 4月17日から20日まで、国立京都国際会館において、国際自動車連盟（FIA）の総会が日本で初めて開催される[255][注 122]。
- 5月15日、沖縄の施政権が米国から日本に返還される（沖縄返還）。1978年までは道路交通はアメリカ施政下にあった時と同じ右側通行が維持される。
- 8月、環境庁の諮問機関である中央公害対策審議会が「自動車排出ガスの長期設定方策」を提出し、その後の環境政策の指針となる[W 181]。
- 10月、ホンダが米国のマスキー法などの排出ガス規制に対応したCivic CVCCエンジンを発表[W 182][W 183]。翌年12月にシビックに同エンジンを積んだモデルを追加する。
- 日本における乗用車の保有台数が1,000万台を超える[W 155]。

### オイルショックと排ガス規制（1973年～）

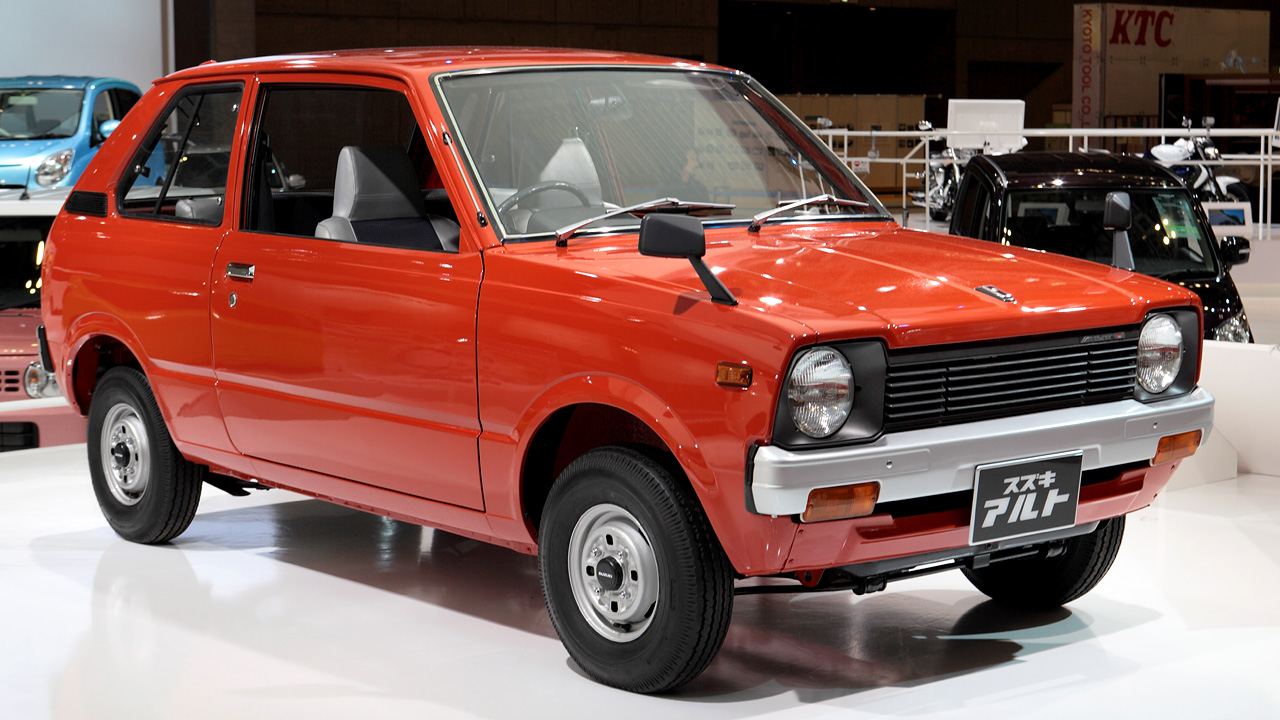
スズキ・アルト（1979年）

第1次オイルショック（1973年）により、日本はインフレ（狂乱物価）と不況が共存する状態（スタグフレーション）となり、自動車製造会社はその対応を余儀なくされる。自動車排出ガスへの規制を盛り込んだ大気汚染防止法の制定（1968年）、公害国会（1970年）、環境庁発足（1971年）を経て、1972年に環境庁は日本でもマスキー法に準じた排出ガス規制を行うよう勧告し、1978年には世界で最も厳しいと言われる排出ガス規制が制定されるに至る（排出ガス規制）。この排ガス規制の強化により、1960年代に各社が投入したスポーツモデルは次々に姿を消していくことになる。
1973年（昭和48年）
- 10月に勃発した第四次中東戦争に伴い石油輸出国機構（OPEC）の加盟6カ国は原油価格を一方的に大幅に値上げ（公示価格で70%）することを表明し、第1次オイルショック（en:1973 oil crisis）が始まる。12月から乗用車販売は大幅な落ち込みを見せる[W 51]。
- 10月1日、自動車検査登録制度の適用範囲が拡大され、軽自動車（軽四輪、軽三輪）も「車検」の対象となる[257]。
- 時期不明、トヨタの大野耐一がトヨタ生産方式について社内向けの冊子『トヨタ生産方式』にまとめる。
- 自動車工場の生産工程に産業用ロボットが導入され始め、スポット溶接用の溶接ロボットが導入される[W 186][W 187]。

1974年（昭和49年）
- 1月、環境庁は「自動車排出ガスの量の許容限度」を告示し、世界一厳しいと言われることになる排出ガス規制を行うことを決定する[W 181]。
- 4月、武蔵工業大学の古濱庄一研究室が武蔵1号を完成させ、同車は東京都道環状8号線でデモ走行を行う[W 188]。（日本で製造された初の水素自動車）
- 10月、東洋工業の経営実態の調査を進めていた住友銀行は同社のメインバンクとして事態を看過できなくなり、同行の行員を派遣し会社再建を進める（マツダ再建の始まり）。

1975年（昭和50年）
- 1月、漫画『サーキットの狼』（池沢さとし）の連載が始まる[注 123]。翌年頃から起きるスーパーカーブームの火付け役となり、男子小学生の間でスーパーカー消しゴムが流行する（ブームは1978年頃に終息）[258][W 190][W 191]。

1976年（昭和51年）
- 1月、軽自動車の規格が改定され、排気量が550 ㏄以下に拡大され、全長と全幅の制限もそれぞれ3.20 m以下、1.40 m以下に拡張される。
- 10月、日本初のF1レースが富士スピードウェイで開催される（1976年F1世界選手権イン・ジャパン）[W 192]。

1977年（昭和52年）
- 7月31日、片山敬済がこの年のロードレース世界選手権（350 ccクラス）における年間ランキング首位を確定させ、日本人として初の二輪自動車の世界チャンピオンとなる[注 124]。
- 9月、日野自動車がスケルトン RSを発売する[259]。（日本初のスケルトン構造を採用したバス）
- 12月、東洋工業を再建中の住友銀行の意向により同社社長の松田耕平が代表権のない会長に退き、同社の同族経営が終わる。
- 時期不明、機械技術研究所（産業技術総合研究所の前身のひとつ）の津川定之らが知能自動車を開発し、時速30 kmでテストコースを走行させることに成功する[W 193][W 194]。（世界初の画像認識方式による自動運転｛自律走行｝車[注 125]）

1978年（昭和53年）
- 4月、日本に輸入される完成車に課される関税が0%になる[W 195][W 196]。
- 5月20日、道路交通法の改正が公布され、同年12月1日から施行される。社会問題化していた暴走族を念頭に、共同危険行為の禁止規定が創設される。
- 7月30日、米国統治下では右側通行だった沖縄県の道路が、車は左、人は右を通るよう変更される。この変更の事前周知のため、沖縄県では730運動が実施された。
- 11月、富山県小矢部市で日本自動車博物館が設立される[注 126]。（自動車をテーマにしたものとして日本初の博物館）
- 運転免許を保有する日本の女性の数が初めて1,000万人を超える[W 125]。

1979年（昭和54年）
- 第2次オイルショック（en:1979 oil crisis）が始まる。燃費の良い日本製小型車の対米輸出が促進されるが、これは米国メーカーを刺激することにつながる[260][W 51]。
- 1月、ヤマハ発動機が二輪自動車の生産台数で首位となったことが契機となり、二輪自動車の分野でホンダとヤマハの間でHY戦争（YH戦争）と呼ばれる販売合戦が始まり、1983年頃まで続く。
- 5月、鈴木自動車がスズキ・アルト（初代）を発売する。低価格（定価47万円）であったことに加えて、多くの家庭がセカンドカーを持つという時代背景にも合致し、大ヒットを記録する[261][W 122]。同車は女性ドライバーの増加にも寄与したとされる[注 127]。この車両のヒットにより、1980年代は軽自動車は軽ボンネットバン（軽ボンバン）が主流を占めることになる[262][注 128]。
- 6月、日産自動車がセドリック（5代目）とグロリア（6代目）を発売する[260]。2,800 ccエンジン搭載モデルでは、電子制御式燃料噴射装置（ECCS）を採用し、三元触媒の使用を可能にする[260]。（世界初のデジタル制御によるエンジン集中制御システム／日本初の総合的なエンジン制御システム）
- 10月、日産自動車がセドリック（5代目）にターボチャージャー搭載モデル（L20ETエンジン）を追加する[264][W 161][注 129]。（日本車としては初のターボチャージャー搭載市販車）
- 11月、フォードが東洋工業の株式の25%を取得し、資本提携を締結する[W 197][W 198][注 130]。
- 12月、ホンダがブリティッシュ・レイランド（後のローバー・グループ）と資本提携を締結し、ホンダがBL社の株式20%を、BL社がホンダの英国法人の株式20%を取得する（1994年に解消[注 131]）[W 199]。
- 時期不明、東京電機大学の藤中正治が2台の自転車を組み合わせたソーラー電気自動車を製作する[W 200]。（日本で製造された初の乗車可能なソーラーカー）
- 米国で自動車アセスメント（NCAP）が始まる。
- 日本における乗用車の保有台数が2,000万台を超える[W 155]。

### 米国現地生産の始まりとバブル景気（1980年～）
日本の自動車生産台数が国別で世界1位となり（1980年）、日本は名実ともに押しも押されもせぬ自動車大国となる。一方、米国向けの旺盛な自動車輸出は日米貿易摩擦の一因とみなされ、日本の自動車製造会社は米国現地生産に進出することが不可避となり、1980年代の内に各社が米国で工場を操業開始することになる。国内では好みの多様化や女性ドライバーの増加を反映して従来の「少品種大量生産」から「多品種少量生産」に移行し、好調な業績やバブル景気（バブル時代）を背景に個性的な車両や大馬力の高性能車両が様々に作られた。バブル景気の影響により、1980年代後半は高級セダンが人気となり、ハイソカー（1984年以降）、シーマ現象（1989年）などのブームが起こる。
1980年（昭和55年）

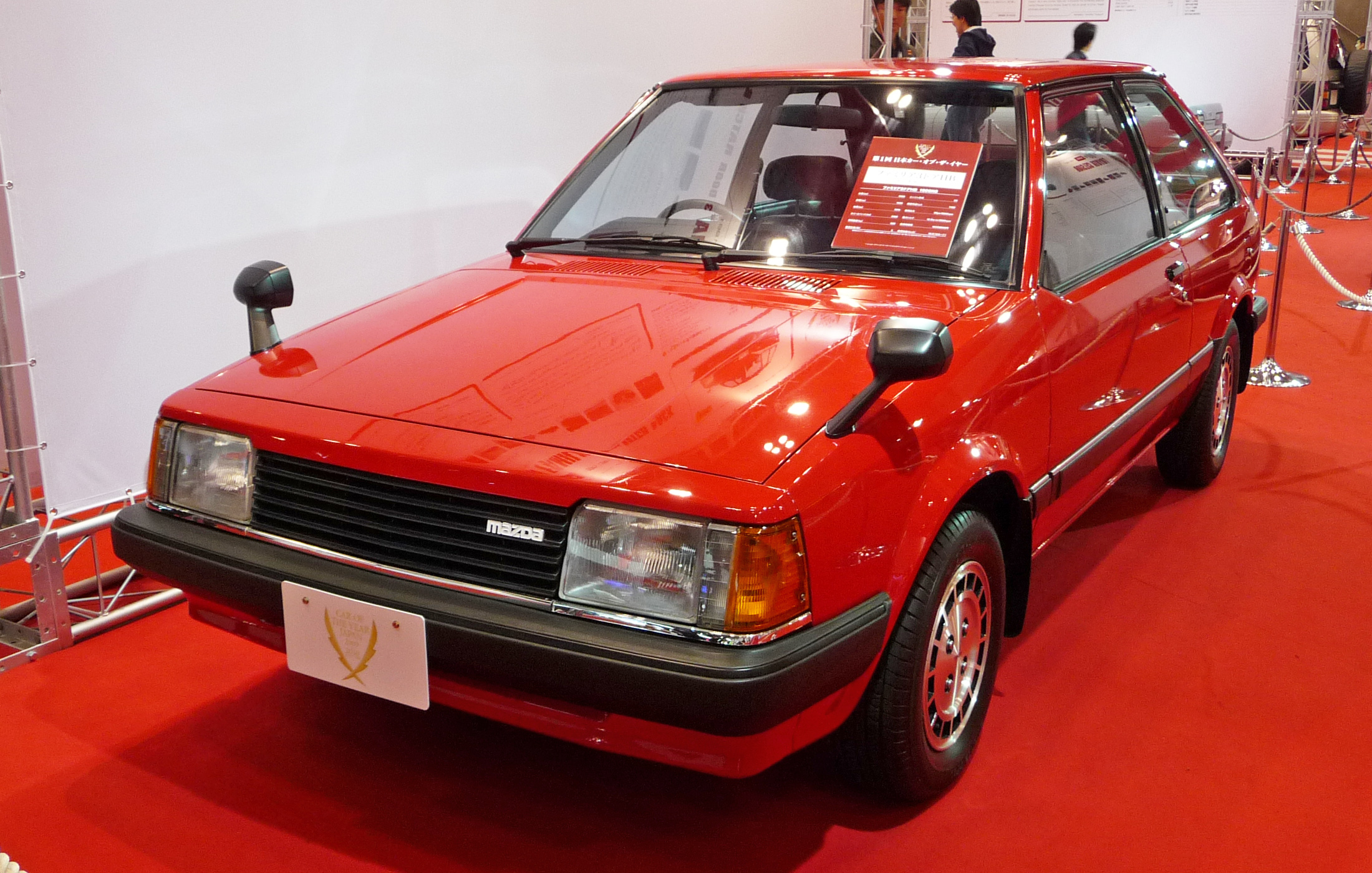
マツダ・ファミリア（1980年）

- 6月、東洋工業がマツダ・ファミリア（5代目）を発売し、FFのハッチバックという新機軸やスタイルが受け入れられてヒットを記録し[265][W 203][W 204]、この年に始まった第1回日本カー・オブ・ザ・イヤーを受賞する[W 205][W 206]。
- 12月、日産自動車とフォルクスワーゲンが業務提携の合意をする（1991年に解消）[W 195]。
- 12月、日産自動車とアルファロメオが合弁会社「アルファロメオ・日産自動車」（Alfa Romeo Nissan Autoveicoli, ARNA）を設立する（1986年に合弁解消）[W 195]。
- 12月、玩具メーカーのタカラ（後のタカラトミー）がチョロQを発売する[o 1]。
- 日本における自動車の生産台数が初めて年間1,000万台を超える（1,104万台）[266][W 5]。同時に、国別の生産台数で世界1位となる[266][W 5][W 67]。

1981年（昭和56年）
- 3月、欧州共同体（EC）委員会により日本製乗用車の輸入監視制度が導入され、ヨーロッパへの完成車輸出にも自主規制が始まる（1999年に撤廃）[W 207]。
- 5月、アメリカ合衆国通商代表ビル・ブロック（英語版）との協議により通商産業省は自動車の対米輸出を7.7%削減することを表明し、日本の自動車メーカーは翌年から対米輸出の自主規制枠を毎年設定する（1993年に撤廃）[W 196][W 201]。
- 7月、日産自動車が輸出ブランドを「NISSAN」に統一する方針を発表し[W 208]、「DATSUN」を廃止する。
- 8月、鈴木自動車がゼネラルモーターズと資本業務提携を結び、ゼネラルモーターズが鈴木自動車の発行済み株式の約5.3%を取得する[W 209]。
- 9月22日、ホンダがエレクトロ・ジャイロケータを搭載したアコード（2代目）を発売する[W 210][W 211][W 212]。（世界初の民生用カーナビゲーション）
- 11月、富士重工業がスバル・レオーネ（2代目）に4WDオートマチック仕様を追加する。（日本初のオートマチックトランスミッション搭載四輪駆動車）

1982年（昭和57年）
- 4月、三菱自動車がパジェロを発売する。翌年からパリ-ダカール・ラリー（通称「パリダカ」）に参戦を始めて活躍し、同社を代表する車種として知られるようになっていく。
- 4月、鈴木自動車がインドのマルチ・ウドヨグ（後のマルチ・スズキ・インディア）とインドにおけるスズキ四輪自動車の合弁生産について基本合意し、同年10月に正式に契約を締結する。翌1983年12月からインドで四輪自動車の生産を始める。
- 7月、トヨタ自動車工業（トヨタ自工）とトヨタ自動車販売（トヨタ自販）が合併し、「トヨタ自動車株式会社」が発足する。
- 8月、日産自動車がプレーリーを発売する[267]。ワンボックスの機能を持った小型乗用車という新しいジャンルの商品（後のミニバン）だったが商用車のようなスタイルは受け入れられず、商業的には失敗する[267][W 213]。
- 11月25日、ホンダがプレリュード（2代目）を発売し、一部グレードにアンチロック・ブレーキ・システム（ABS）をオプション設定する。（日本車としては初のABS搭載市販車）
- 11月、ホンダ（ホンダ・オブ・アメリカ）がアメリカ合衆国・オハイオ州メアリズビルの工場で四輪自動車（アコード）の製造を開始する[W 214][注 134]。（日本の自動車メーカーとして初の米国現地生産）

1983年（昭和58年）
- 3月、「車体外後写鏡」についての規制が緩和され、フェンダーミラーの装着義務がなくなり、ドアミラーが許可される。同年5月に発売された日産・パルサーエクサを第1号として、日本国内で販売される乗用車は以降はドアミラー装着車が主流となっていく。
- トヨタ・カローラが日本車としては初めて累計生産台数1,000万台を達成する[W 156]。

1984年（昭和59年）
- 2月、トヨタ自動車とゼネラルモーターズの合弁で、アメリカ合衆国内にニュー・ユナイテッド・モーター・マニュファクチャリング（NUMMI）が設立され、同年12月から生産を開始する（2010年4月に終了）[W 217][W 218][W 201]。
- 3月、日産ディーゼル工業がスペースドリームを発売する[268]。（日本で開発された初の2階建てバス）
- 5月、「東洋工業株式会社」が「マツダ株式会社」に社名変更する。

1985年（昭和60年）
- 5月、いすゞ自動車がジェミニ（2代目）を発売する[269]。同社としては117クーペ以来となる完全独自設計の乗用車で[注 135]、広告戦略にも力が入れられ、「街の遊撃手」と題されたカースタントを用いたテレビCMが話題となる[270][W 51][注 136]。
- 8月、日産自動車がスカイライン（7代目）を発売し、上級グレードでは四輪操舵システム（電気制御式）HICASを搭載する[269]。（世界初の四輪操舵／全輪操舵を採用した市販乗用車）
- 9月1日、道路交通法の改正により、運転席、助手席に乗車する際のシートベルト着用が義務づけられる（当初は高速自動車道と自動車専用道のみ義務化）。
- 9月22日のプラザ合意以降、急激な円高となり、翌年秋までにドルの価値はほぼ半減し、輸出産業が大きな打撃を受ける[W 125]。

1986年（昭和61年）
- 3月、北米市場においてホンダが高級車ブランド「アキュラ」の展開を始める[271]。
- 5月、いすゞ自動車と富士重工業が米国で共同生産を行う基本協定に調印する[W 51]。
- 7月、英国日産自動車製造（NMUK）がサンダーランド工場の操業を始め、ブルーバード（日本名「オースター」）の生産を始める[272]。（日本の自動車メーカーとして初のヨーロッパ現地生産）
- ホンダ・RA166Eエンジンを搭載したFW11を擁するウィリアムズが同年のF1世界選手権でコンストラクターズ（製造者）タイトルを獲得する。（日本製エンジン搭載車による製造者部門の四輪世界選手権タイトル初獲得）

1987年（昭和62年）
- 1月、日産自動車がBe-1を発売する[273][274]。「パイクカー」と呼ばれることになるジャンルを開拓し、その後の自動車の外観のデザインに影響を与えることになる[275]。
- 2月、富士重工業がスバル・ジャスティにECVT（電子制御式CVT）搭載モデルを追加する[W 220][W 221][W 222]。（世界初のCVT搭載市販乗用車）
- 4月、ホンダがプレリュード（3代目）を発売し、四輪操舵システム（機械制御式）を搭載したグレードを設定する[276]。（世界初の舵角応動型四輪操舵を採用した市販乗用車）
- 4月、フジテレビジョンによるF1の全戦放送（録画放送）が始まる（『F1グランプリ』）。日本国内でF1を中心としてモータースポーツの人気が高まり（F1ブーム）、バブル景気を背景に自動車関連企業のモータースポーツへの参入、国内企業によるモータースポーツへのスポンサー活動、サーキット建設が活発化する（バブル崩壊により1991年頃に沈静化）。
- 6月、ホンダがレジェンド（初代）のマイナーチェンジを行い、運転席にSRSエアバッグ（タカタ製）をオプション設定する[W 223][W 224][注 137]。（日本車としては初のエアバッグ搭載市販車）
- 9月、三菱自動車工業がダイムラー・ベンツと業務提携を結ぶ[277]。これにより、ダイムラー・ベンツ社の自動車の日本国内販売を三菱自動車が請け負うことや、三菱自動車製品をドイツのダイムラー・ベンツ社で生産することが取り決められる[277]。
- 11月、鈴鹿サーキットとしては初のF1日本グランプリが開催される[注 138]。この年から日本でのF1開催が定着し、毎年開催されるようになる[注 139]。

1988年（昭和63年）
- 1月、日産自動車がシーマを発売する[278]。デザイン性の高い外観と高い動力性能が支持され、3ナンバー車ブームのきっかけとなり[278]、このブームは「シーマ現象」と呼ばれた。
- 3月、大野耐一の著書『トヨタ生産方式―脱規模の経営をめざして―』（日本語版は1978年刊）の英語版『Toyota Production System: Beyond Large-Scale Production』が刊行され、その後も様々な言語に翻訳されて世界中に影響を与え[W 77]、自動車産業における生産管理手法に産業を超えて注目が集まるようになっていく[注 140]。
- 4月10日、瀬戸大橋が開通する。これにより本州と四国が初めて道路で結ばれる。
- 4月、米国で生産されたホンダ・アコードクーペが日本に輸入され販売が始まる[279]。（日本メーカーの海外生産車が輸入販売された初の事例）

1989年（昭和64年／平成元年）

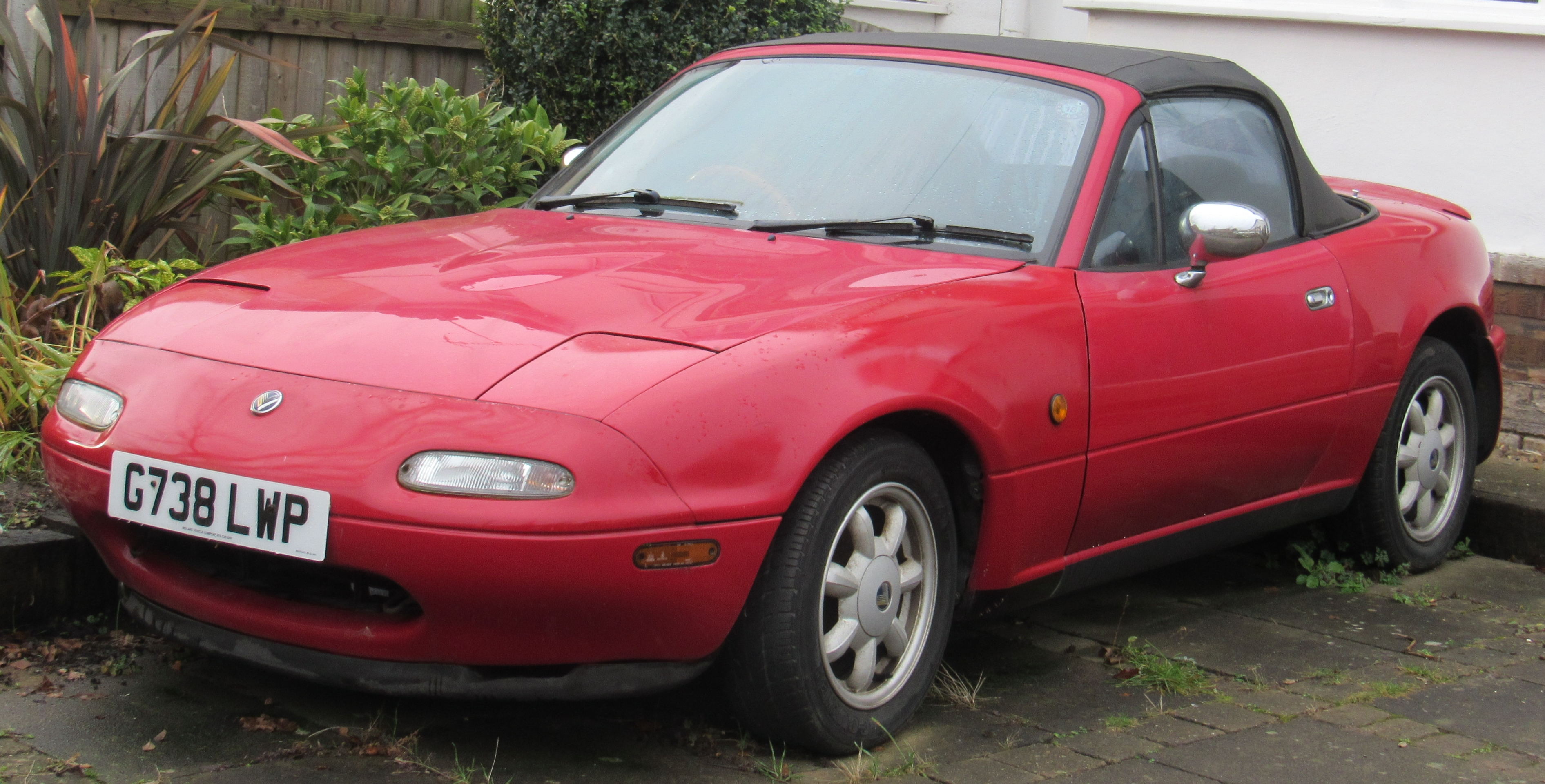
マツダ・MX-5 / ユーノス・ロードスター（1989年）

- 4月1日、消費税法が施行され、それまで自動車に課されていた物品税は廃止され、消費税に一本化される。
- 5月、マツダがMX-5を発売する（日本では「ユーノス・ロードスター」の名称で同年8月に発売）[W 226]。オープンタイプの2シータースポーツカーとしては異例のヒットを記録し[注 141]、トヨタ・MR-S（1999年）、ホンダ・S2000（1999年）といった似たコンセプトの車両の登場を促すことになる[W 229][W 230][W 226]。
- 7月、日産自動車がフェアレディZ（4代目）を発売し、VG30DETTエンジンを搭載した上位グレードの車種は日本の自動車メーカーの市販車として初めてエンジン出力が280馬力に達する。
  - 運輸省からの要請に日本自動車工業会が応じ、日本で販売される四輪自動車の280馬力自主規制が始まる（2004年に撤廃）[W 231][W 232][W 233]。
- 9月、北米市場においてトヨタ自動車が高級車ブランド「レクサス」の展開を始める[W 234]。同月にレクサス・LS400とES250を発売する[W 234]。
- 10月、本田宗一郎（ホンダ創業者）が日本人としては初めて米国の自動車殿堂入りする[280]。
- 11月、北米市場において日産自動車が高級車ブランド「インフィニティ」の展開を始める。同月にインフィニティ・Q45とM30を発売する。

1990年（平成2年）
- 1月、軽自動車の規格が改定され、排気量が660 ㏄以下に拡大され、全長の制限も3.30 m以下に拡張される。
- 3月、日本無線がGPSカーナビゲーションシステム（GPSカーナビ）を開発する[W 235]。（世界初の車載用GPSカーナビ）
- 3月、警察庁、郵政省、建設省により、道路交通情報通信システム連絡協議会（VICS連絡協議会）が発足する。
- 3月、トヨタ自動車がセラを発売する。（日本で開発された車両として初の跳ね上げ式ドア搭載車）
- 3月27日、大蔵省銀行局長が「土地関連融資の抑制について」を通達し、不動産向け融資の総量規制を行う。これを引き金として日本経済は急激な景気後退に見舞われる（バブル崩壊）。
- 4月、マツダがユーノスコスモ（4代目コスモ）を発売し、オプションとしてGPSカーナビ（三菱電機製）を設定する[W 236][W 237]。（世界初の3ローター式ロータリーエンジン搭載市販車／世界初のGPSカーナビ搭載市販車）
- 6月、パイオニアがGPSカーナビ「カロッツェリアAVIC-1」を発売する[W 237]。（世界初の車載用GPSカーナビ商品）
- 7月、通商産業省が「自動車燃費検討委員会」を設置する[281]。
- 9月、ホンダがNSXを発売する。（世界初のオールアルミモノコック市販車）
- 10月、「鈴木自動車工業株式会社」が「スズキ株式会社」に社名変更する[282]。
- 日本国内における自動車の生産台数がこの年1,348万6796台となり、ピークを記録する[W 197]。

1991年（平成3年）
- 5月にホンダがビートを発売し、同年11月にスズキがカプチーノを、翌年10月にマツダがオートザムAZ-1を発売し、3台のイニシャルから「ABCトリオ」と呼ばれ人気を博す[W 238]。
- 6月、マツダ（マツダスピード、車両は787B）がル・マン24時間レースで総合優勝を遂げる[W 239]。（日本製車両による世界三大レース初優勝）
- 7月、EC副委員長と通商産業大臣の声明により、1993年以降ECへの輸出は年間123万台とすることが決まる。
- 11月、普通自動車の運転免許にオートマチック限定免許が創設される[W 239]。
- バブル崩壊の影響により新車需要が落ち込む。

### バブル崩壊後（1992年～）
バブル崩壊を機に日本では購入者の嗜好が大きく変化し、バブル期に人気を博したセダンや大型車が低迷していく一方、RVやツーリングワゴンといった車種が人気となり、車両サイズでもコンパクトカーや軽自動車が売上を伸ばす。また、バブル期に当時の風潮とは逆の方向で企画された軽トールワゴン（軽ハイトワゴン）やミニバンがこの時期に発売されて予想外のヒットを記録し、ジャンルとして浸透していくことになる。
1992年（平成4年）

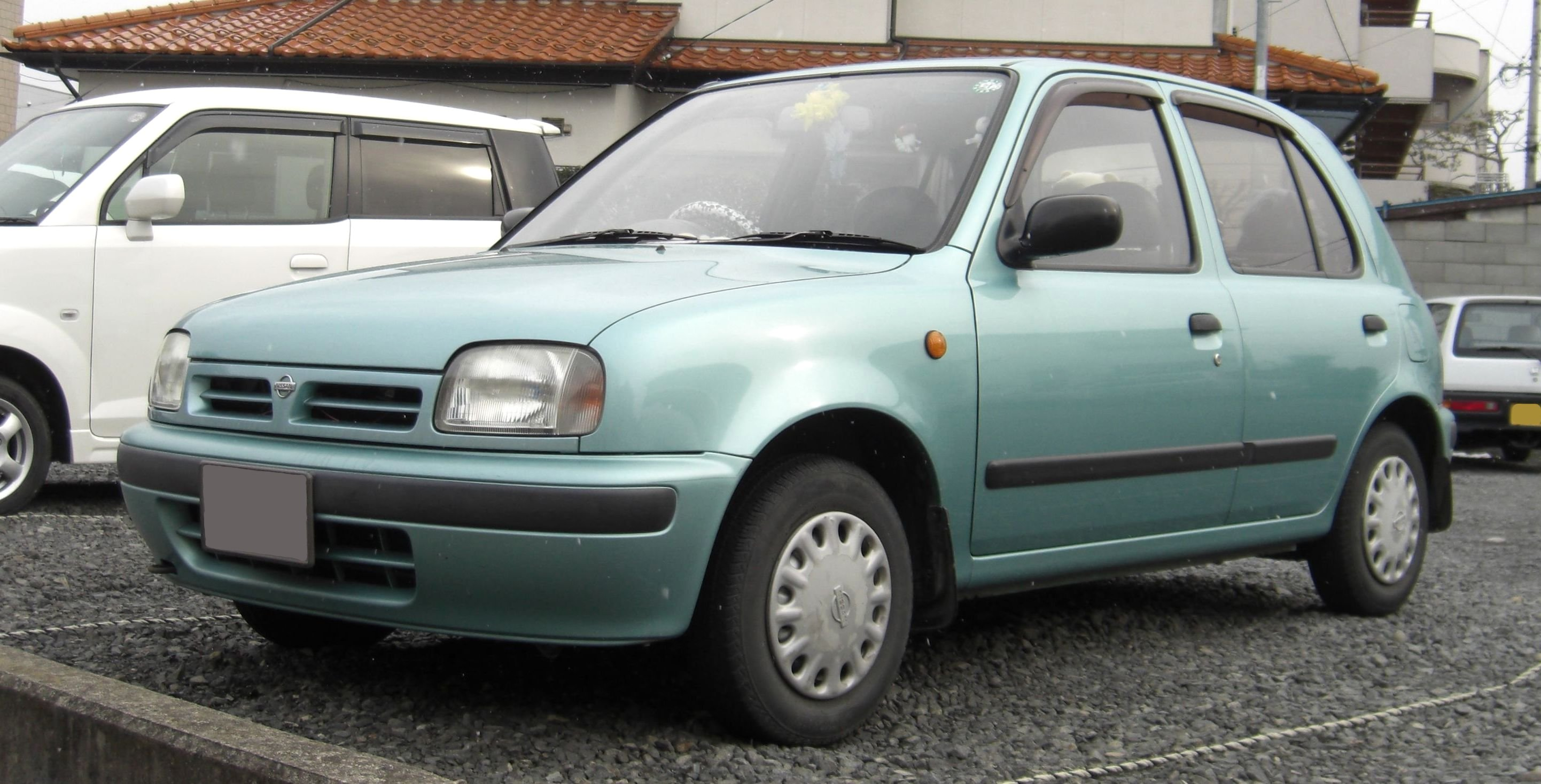
日産・マーチ（1992年）

- 1月、日産自動車がマーチ（2代目）を発売する。初代と同じく実用的な小型車というコンセプトの車だが、経済性と堅実な使いやすさが支持され、1990年代を通じて堅調なヒットを記録する[W 242][W 243][W 185]。
- 6月3日、「自動車から排出される窒素酸化物及び粒子状物質の特定地域における総量の削減等に関する特別措置法」（通称「自動車NOx・PM法」）が公布され、当初は関東地方と関西地方の大都市圏のみを対象に同年12月から施行される。
- 6月、リオ・デ・ジャネイロで環境と開発に関する国際連合会議（UNCED、通称「地球サミット」）が開催され、気候変動枠組条約が採択され、日本も署名する（1994年3月に発効）。
- 8月、トヨタ自動車がセルシオ（初代）のマイナーチェンジを行い、音声ガイド機能付きGPSカーナビ（アイシン・エィ・ダブリュ製）をオプション設定する[W 244][W 236]。（世界初の音声ガイド付きGPSカーナビ搭載市販車[注 142]）
- 11月、日産自動車のマイクラ（マーチ、2代目）がヨーロッパ・カー・オブ・ザ・イヤーを受賞する[注 143]。（日本車としては初のヨーロッパ・カー・オブ・ザ・イヤー受賞）

1993年（平成5年）

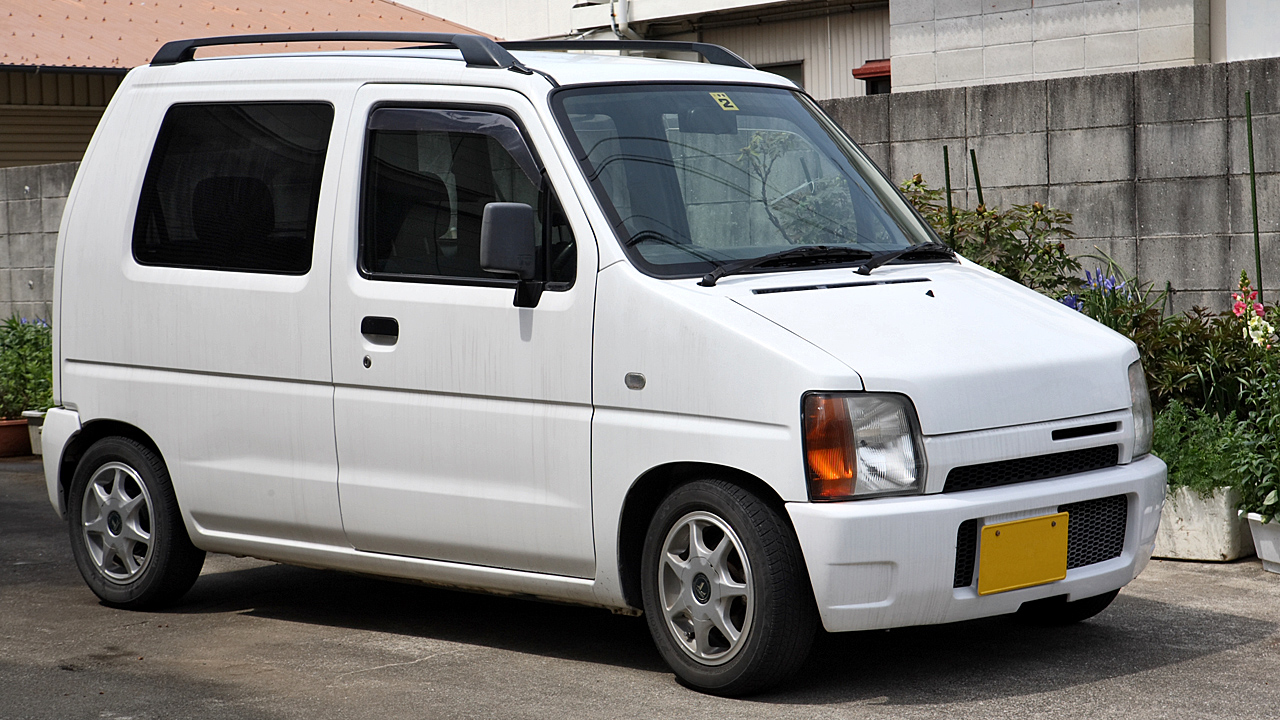
スズキ・ワゴンR（1993年）

- 4月、スズキ、日商岩井（後の双日）、長安汽車の3社が中国における乗用車の生産販売に関する合弁契約に調印し、5月に長安鈴木が設立される[W 245]。
- 9月、スズキがワゴンR（初代）を発売する。限られたサイズの軽自動車でありながら高さを確保することで室内空間を確保するというコンセプトが受けてヒットを記録し、以降、同様の軽自動車（軽トールワゴン）が他社からも発売されるようになる[249][W 122]。
- いすゞ自動車が小型乗用車の自社開発と製造を中止する[W 37][W 246][W 247]。
- トヨタ自動車（トヨタ・カストロール・チーム、車両はセリカ GT-Four）が同年の世界ラリー選手権（WRC）でマニュファクチャラーズ（製造者）タイトルを獲得する。（日本製車両による製造者部門の四輪世界選手権タイトル初獲得）
  - 以降、1999年にかけてトヨタ自動車、富士重工業、三菱自動車の日本メーカー3社が同選手権を席巻し、7年連続で日本メーカーがマニュファクチャラーズタイトルを獲得する[注 144]。こうした活躍により、ホモロゲーションモデルのスバル・インプレッサ、三菱・ランサーエボリューションも世界的な知名度と人気を得ることになる[W 248]。

1994年（平成6年）

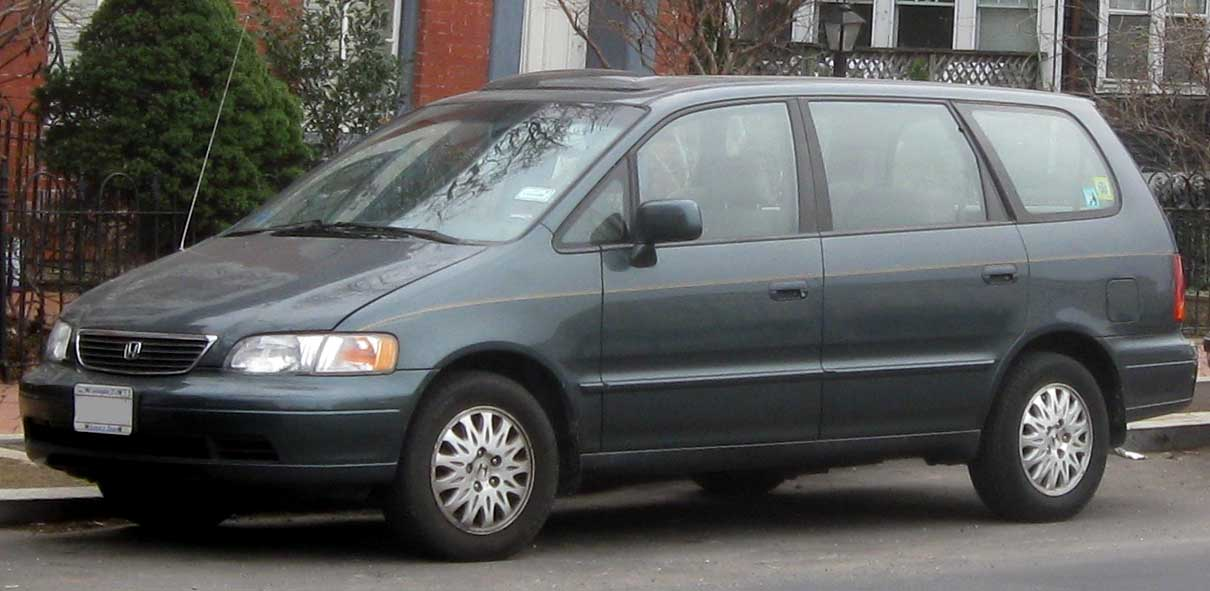
ホンダ・オデッセイ（1994年）

- 1月、道路・交通・車両インテリジェント化推進協議会（VERTIS）が設立され、高度道路交通システム（ITS）の実現に向けた取り組みが始まる。
- 5月10日、道路交通法が改正・施行される。優良運転者の制度（ゴールド免許）が創設された。
- 10月、ホンダがオデッセイ（初代）を発売する。ミニバンとしては後発だったが、日本国内では同社にとっても予想外のヒットとなり[W 213]、以降、同社は車両開発路線を大きく変更することになる[283]。

1995年（平成7年）
- 4月、光岡自動車のゼロワンが運輸省による型式認定を取得し、光岡自動車は国内10番目の自動車メーカーとして認可される[W 249]。
- 5月、長安鈴木がスズキ・アルトの生産を開始する[W 245]。（日本の自動車メーカーとして初の中国現地生産）

1996年（平成8年）
- 5月、フォードがマツダ株の持ち株比率を25%から33.4%に引き上げ、マツダを事実上の傘下に置く[W 197][W 250][注 145]。
- 5月、東京都内の幹線道路周辺に住む住民が自動車メーカーなどを相手どって民事訴訟を起こし、東京大気汚染訴訟が始まる（2002年に原告の訴えを認める第一審判決、2007年に和解成立）。
- 6月、ヘンリー・ウォレスがマツダの社長に就任する[W 197][W 250]。（日本の自動車製造会社で初の外国人経営者）
- 日本版の自動車アセスメント（JNCAP）が始まる。

### 合従連衡と環境技術（1997年～）
1998年にダイムラー・ベンツとクライスラーが合併し、世界的な業界再編の機運が高まる。日本国内では年間の生産台数400万台が目安のように語られ（400万台クラブ）、合従連衡の動きが盛んになる。
1997年（平成9年）

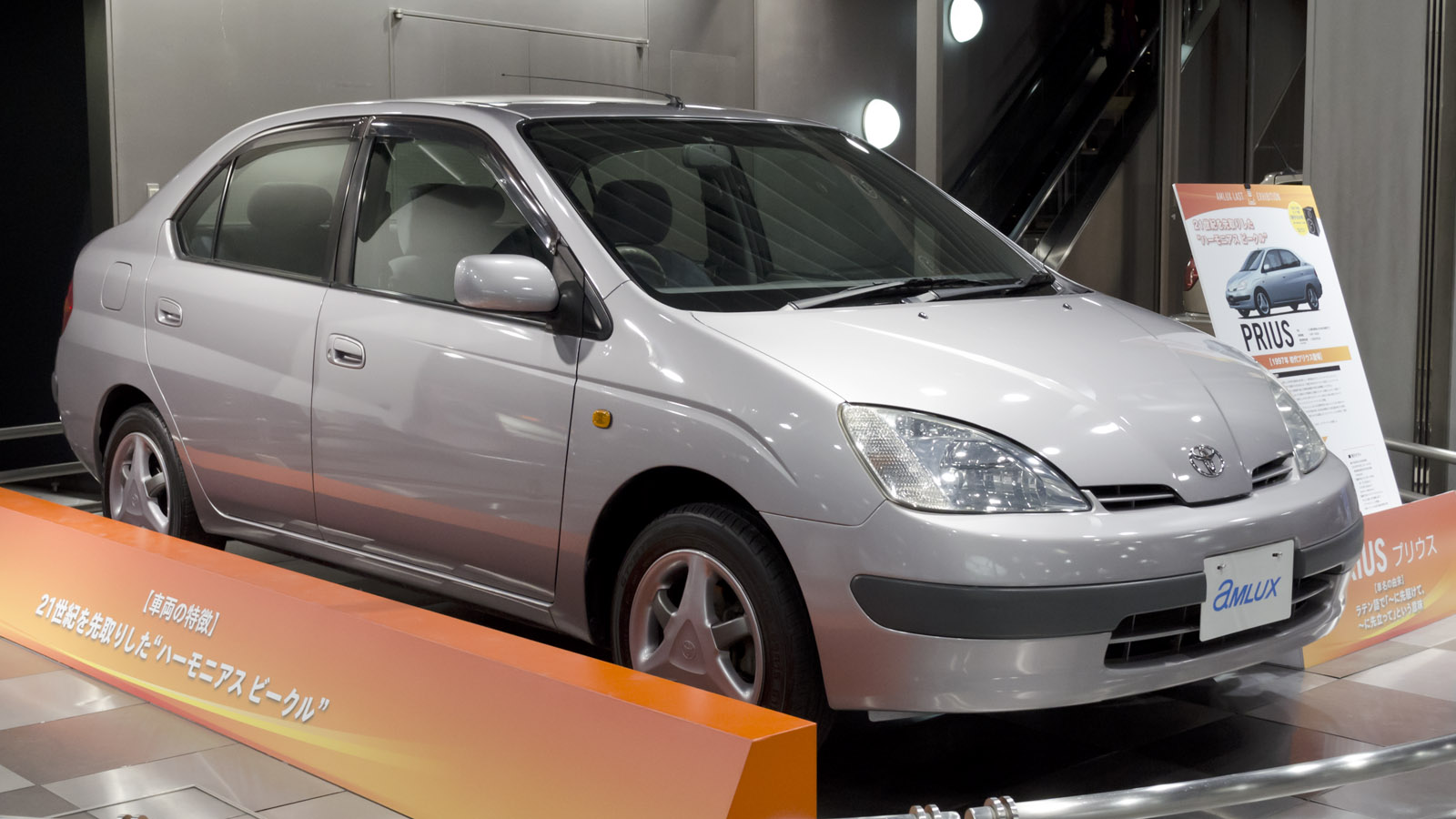
トヨタ・プリウス（1997年）

- 4月、トヨタ自動車がセンチュリー（2代目）を発売する[W 253]。（日本車として初の｛唯一の｝V12エンジンを搭載した市販乗用車）
- 12月、京都で第3回気候変動枠組条約締約国会議（COP3）が開催され、先進国に温室効果ガスの削減目標を設定した京都議定書が採択される（2005年2月16日発効）。
- 12月、トヨタ自動車がプリウスを発売する[W 254][W 255]。（世界初の市販ハイブリッド専用車）
- トヨタ・カローラの累計販売台数が2,265万台に達し、それまで歴代1位だったフォルクスワーゲン・タイプ1（ビートル）を抜き、単一車種の販売台数として歴代1位となる[W 256][W 156][注 146]。

1998年（平成12年）
- 9月、トヨタ自動車がダイハツ工業への出資比率を34.5%から51.2%に高め、ダイハツ工業はトヨタ自動車の連結子会社となる[W 258]。
- 1月、軽自動車の規格が改定され、全長と全幅の制限がそれぞれ3.40 m以下、1.48 m以下に拡張される。
- 11月、ダイムラー・ベンツとクライスラーが合併しダイムラークライスラーが誕生する。これにより、自動車業界の資本関係の世界的な再編が始まり、影響を受けた日本の自動車業界でも再編が進むこととなる[W 258]。

1999年（平成11年）
- 3月、経営危機に陥った日産自動車がルノーと資本提携（ルノー・日産アライアンス）を結び、同年5月にルノーが日産自動車の株式36.8%を取得し、日産自動車はルノー傘下で更生を図ることとなる[W 259]。
  - 同年6月、ルノーから派遣されたカルロス・ゴーンが日産自動車の最高執行責任者（COO）に就任し[W 259][注 147]、同年10月から日産リバイバルプランを進め、2003年6月に日産自動車は当初の予定から前倒しで負債を完済した。
- 12月、スズキと富士重工業が株式の持ち合いで合意する[W 260]。翌年9月、正式に提携する[W 83]。

2000年（平成12年）
- 1月、日産自動車のエクステラ（初代）が北米カー・オブ・ザ・イヤー（トラック部門）を受賞する。（日本車としては初の北米カー・オブ・ザ・イヤー受賞）
- 2月9日、郵政省が20世紀デザイン切手シリーズ（第6集）を発行し、その中で「国産乗用車量産始まる」がテーマのひとつに選ばれる。（自動車をメインテーマにした日本初の切手[o 1]）
- 3月、日産自動車が保有していた富士重工業の株式全てをゼネラルモーターズに売却し（同年4月までに売却完了）[W 261]、同年4月に富士重工業との業務提携を解消する[W 83]。
- 4月、道路交通法の改正により、幼児が乗車する際のシートベルトとしてチャイルドシートの使用が義務づけられる。
- 7月6日、運輸省の監査で三菱自動車の乗用車部門とトラック・バス部門による大規模なリコール隠しが発覚する（三菱リコール隠し）。
- 7月28日、三菱自動車がダイムラークライスラーからの出資を受けると共に、同社と乗用車事業における包括的提携契約を締結する[W 262]。
- 12月22日、東京都は「都民の健康と安全を確保する環境に関する条例」（通称「環境確保条例」）を公布し、翌年4月1日から施行する[W 263]（日本初のディーゼル車規制条例）。これにより都の環境規制に適合しないディーゼル自動車は指定地域の運行が禁止され、同様の条例は他の地方自治体でも制定されるようになる。

2001年（平成13年）
- 1月6日、中央省庁再編の実施に伴い、運輸省は建設省などと統合され国土交通省が設置される。
- 3月、慶應義塾大学の清水浩研究室を中心とした産学共同グループにより開発された電気自動車KAZが発表される[W 264][W 265]。2004年に製作された後継車エリーカは公道で走行可能な電気自動車として世界最高速度（時速370.3 km）を記録する。
- 4月、トヨタ自動車が日野自動車への出資比率を50.1%に高め、日野自動車はトヨタ自動車の連結子会社となる[W 266][W 258]。
- 10月1日、群馬県太田市の富士重工業群馬製作所本工場が所在する一帯が「スバル町」（すばる-ちょう）に改称される。
- 11月30日、全国の高速道路で電子料金収受システム（ETC）の一般利用が始まる。

2002年（平成14年）
- 1月、日産自動車のアルティマ（3代目）が北米カー・オブ・ザ・イヤーを受賞する。（日本車としては初の北米カー・オブ・ザ・イヤー｛乗用車部門｝受賞）
- 5月、スズキがマルチ･ウドヨグ社の過半数株式を取得し、完全子会社化する。
- 9月、いすゞ自動車が日本国内におけるSUVの製造・販売から撤退し、トラック・バス専業メーカーとなる（日本国外ではSUVの現地生産と販売を継続）[W 37][W 247]。
- 10月、ホンダがアコード（7代目）に車速制御、車間距離保持、車線維持の機能から構成される高速道路運転支援システム（HiDS）をオプション設定する[W 267]。
- 12月、トヨタ自動車がFCHV、ホンダがFCXのリース販売を始める[W 268]。（日本初の燃料電池式市販車）
- ホンダ・フィット（初代）が車名別の国内乗用車販売台数で年間1位となり、1969年から2001年まで33年間に渡って年間1位だったトヨタ・カローラは2位となる[W 269][W 270][W 271]。

2003年（平成15年）
- 1月、三菱自動車がトラック・バス事業を分社化し、三菱ふそうトラック・バス株式会社が設立される。その後、三菱自動車は同社株式の売却を進め、ダイムラークライスラーが三菱ふそうトラック・バスの筆頭株主となる[注 148]。
- 2月、トヨタ自動車がハリアー（2代目）にプリクラッシュセーフティシステムをオプション設定する[W 273]。（世界初のプリクラッシュセーフティシステム搭載市販車[注 149]）
- 6月、ホンダがインスパイア（4代目）に衝突被害軽減ブレーキをオプション設定する[W 275][W 273]。（世界初の衝突被害軽減ブレーキ搭載市販車）

2004年（平成18年）
- 3月、三菱ふそうの2度目のリコール隠しが発覚する[W 276][W 277][注 150]。
- 4月、道路交通法の改正（11月1日施行）により、運転中の携帯電話の使用に罰則が設けられる。
- 7月、日本自動車工業会が自動車メーカーの280馬力自主規制を撤廃することを発表する[W 278][W 279]。
- 9月、北海道の十勝地方において第1回ラリージャパンが開催される。
- 10月、いすゞ自動車と日野自動車が両社のバス製造事業を統合した合弁会社ジェイ・バスを設立する。

2005年（平成17年）
- 3月、三菱自動車が保有する三菱ふそうトラック・バスの残りの株式全てをダイムラークライスラーに売却し、三菱自動車と三菱ふそうトラック・バスとの間に資本関係はなくなる。
- 8月30日、トヨタ自動車がそれまで日本国外のみで展開していた「レクサス」ブランドの日本国内での展開を開始する[W 280][W 281]。
- 10月5日、ゼネラルモーターズが業績悪化に伴い、保有する富士重工業の株式全て（発行済株式の20%）を売却する[W 282]。
  - 同日、トヨタ自動車が富士重工業の発行済株式の8.7%を取得し、同社の筆頭株主となる[W 283][W 284][W 258]。トヨタ自動車は富士重工業の米国工場にカムリの生産を委託すると共に、同社とスポーツモデルの共同開発を進める（後のトヨタ・86とスバル・BRZ）など、協業を始める[W 285][W 258]。
- 11月、ダイムラークライスラーが三菱自動車との資本提携を解消し、保有する三菱自動車株をゴールドマン・サックスに売却する[W 286][W 287][W 288]。
- 日本の自動車メーカーによる国外での生産台数が初めて年間1,000万台を超える。

2006年（平成20年）

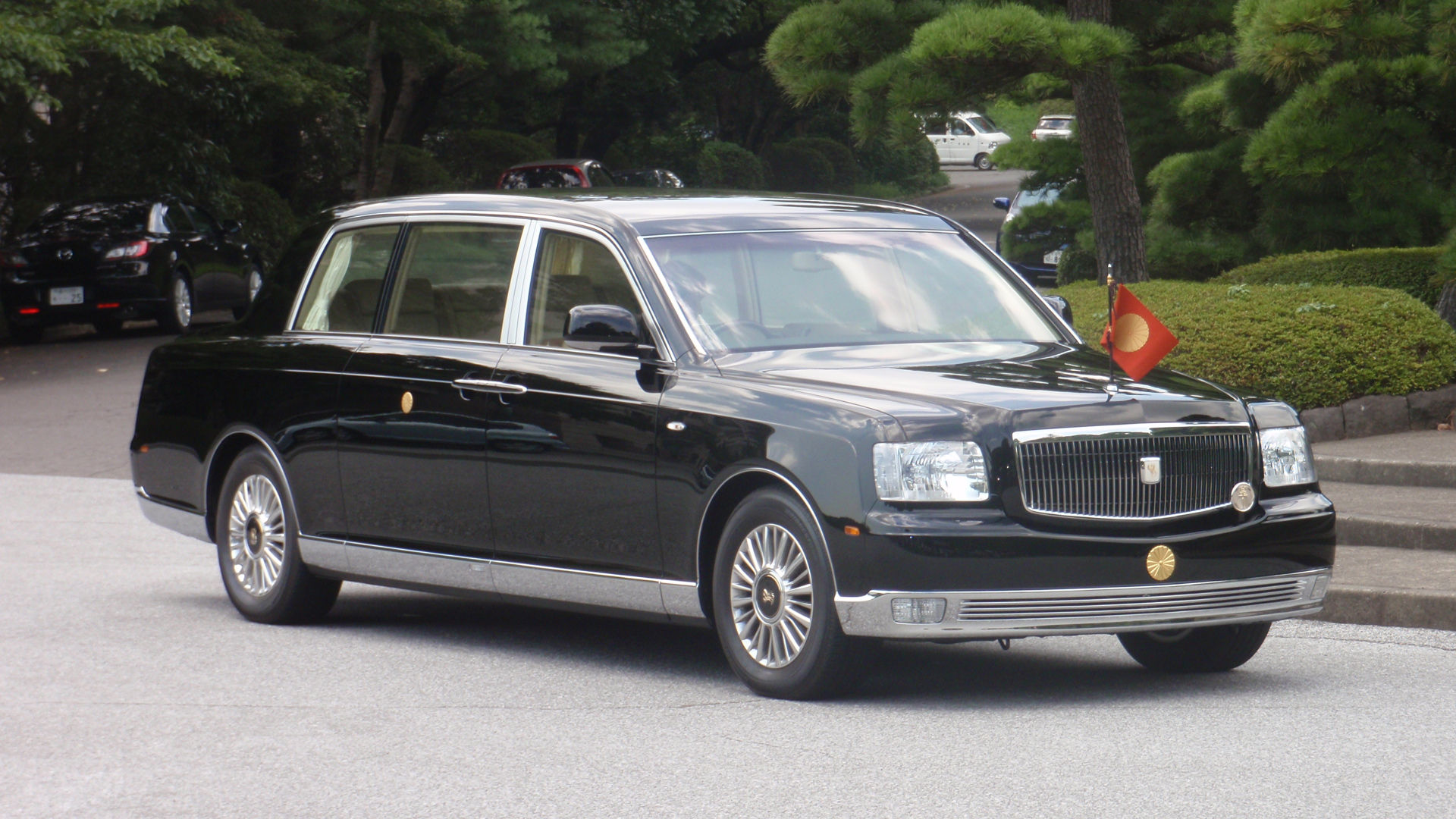
トヨタ・センチュリーロイヤル（2006年）

- 3月、ゼネラルモーターズが保有するスズキの株式の大部分を売却し、保有率を20.4%から3%に変更する[W 209]。
- 4月、いすゞ自動車とゼネラルモーターズが資本提携を解消する[W 289]。
- 7月、トヨタ自動車がセンチュリーロイヤルを御料車として宮内庁に納入する。
- 11月、いすゞ自動車とトヨタ自動車が資本提携を結ぶ（2018年8月に解消）。トヨタ自動車がいすゞ自動車の発行済株式の8.7%を取得し、ディーゼルエンジンの共同開発を進める[W 258]。

2007年（平成19年）
- 2月、日産自動車のエクストレイルFCV（燃料電池車）が神奈川都市交通に貸与され、ハイヤーとして実証運行が始まる。
- 4月、トヨタ自動車のレクサス・LS460（4代目LS）が世界・カー・オブ・ザ・イヤーを受賞する。（日本車としては初の世界・カー・オブ・ザ・イヤー受賞）
- 10月、日産自動車が日産・エルグランド（2代目）のマイナーチェンジを行い、アラウンドビューモニターをオプション設定する[W 290]。（世界初の360度モニター機能搭載市販車）
- 日本の自動車メーカーによる国外での生産台数が国内での生産台数を上回る[W 196]。

### 世界金融危機以降（2008年～）
※世界金融危機の時期で区切るかは定説や通説はなく、この記事では便宜上、区切りを設けている。
2008年（平成20年）
- 1月、小松製作所が鉱山用ダンプトラックの無人運行システム（AHS）を市場に投入する。
- 6月1日、道路交通法の改正により、後部席に乗車する際のシートベルト着用が義務づけられる。
- 9月15日のリーマン・ブラザーズの経営破綻を契機に世界金融危機が発生する（リーマン・ショック）。
- 11月、ゼネラルモーターズが保有するスズキの株式（3%）を全て売却し、1981年から続いていた資本提携を解消する[W 291]。
- 世界のメーカー別新車販売台数でトヨタ自動車が初めて年間1位になる[W 292]。前年まで77年に渡って年間1位だったゼネラルモーターズはその座を明け渡した[W 292][注 151]。

2009年（平成21年）
- 米国で4月にクライスラー、6月にゼネラルモーターズが相次いで経営破綻する。
- 7月、三菱自動車がi-MiEVを法人向けに発売し、翌年4月からは個人向けにも販売を始める[W 253]。（リチウムイオン二次電池を用いた車両としては世界初の市販電気自動車）
- 8月から9月にかけ米国でトヨタ自動車の車両の運転席フロアマットをめぐって安全性を疑問視する声が高まり、翌年にかけて大規模なリコールや集団訴訟に発展する（トヨタ自動車の大規模リコール）。
- 12月、スズキとフォルクスワーゲンAGが包括提携し、フォルクスワーゲンAGがスズキの発行済み株式の19.9%を取得することで合意する[W 293][W 294][W 295]。

2010年（平成22年）
- 2月、「日産ディーゼル工業」が「UDトラックス」に社名変更する。
- 4月、トヨタ自動車とゼネラルモーターズの合弁工場NUMMIが閉鎖される[注 152]。
- 5月、トヨタ自動車とテスラモーターズ（後のテスラ）が資本業務提携を締結し、電気自動車の共同開発で合意する（2017年に解消）[W 296][W 297]。トヨタ自動車はGMとの合弁工場だったNUMMI跡地の一部をテスラに売却する[W 296][W 297][W 298]。
- 12月、日産自動車がリーフ（初代）を発売する[W 299]。

2011年（平成23年）
- 9月12日、スズキがフォルクスワーゲンAGに対して資本提携解消の申し入れを行うが、フォルクスワーゲンAG側に拒否される[W 300][W 301][W 302][注 153]。本件は国際商業会議所の国際仲裁裁判所で仲裁手続きが進められ[W 303]、2015年8月にスズキの主張が大筋で認められ、フォルクスワーゲンAGはスズキ株を売却するよう命じられることとなる[W 304][W 305]。

2012年（平成24年）
- 6月、マツダがRX-8の生産を終了する。これによりコスモスポーツ（1967年）から45年に渡って続いていたロータリーエンジン車の継続生産が途切れる[W 306]。

2013年（平成25年）
- 11月、フォルクスワーゲン・ゴルフ（7代目）が輸入車としては初めて日本カー・オブ・ザ・イヤーに選出される[W 156]。
- トヨタ自動車グループ全体（ダイハツ工業と日野自動車を含む）の全世界の年間生産台数と年間販売台数がともに1,000万台を超える[W 307][W 308]。

2014年（平成26年）

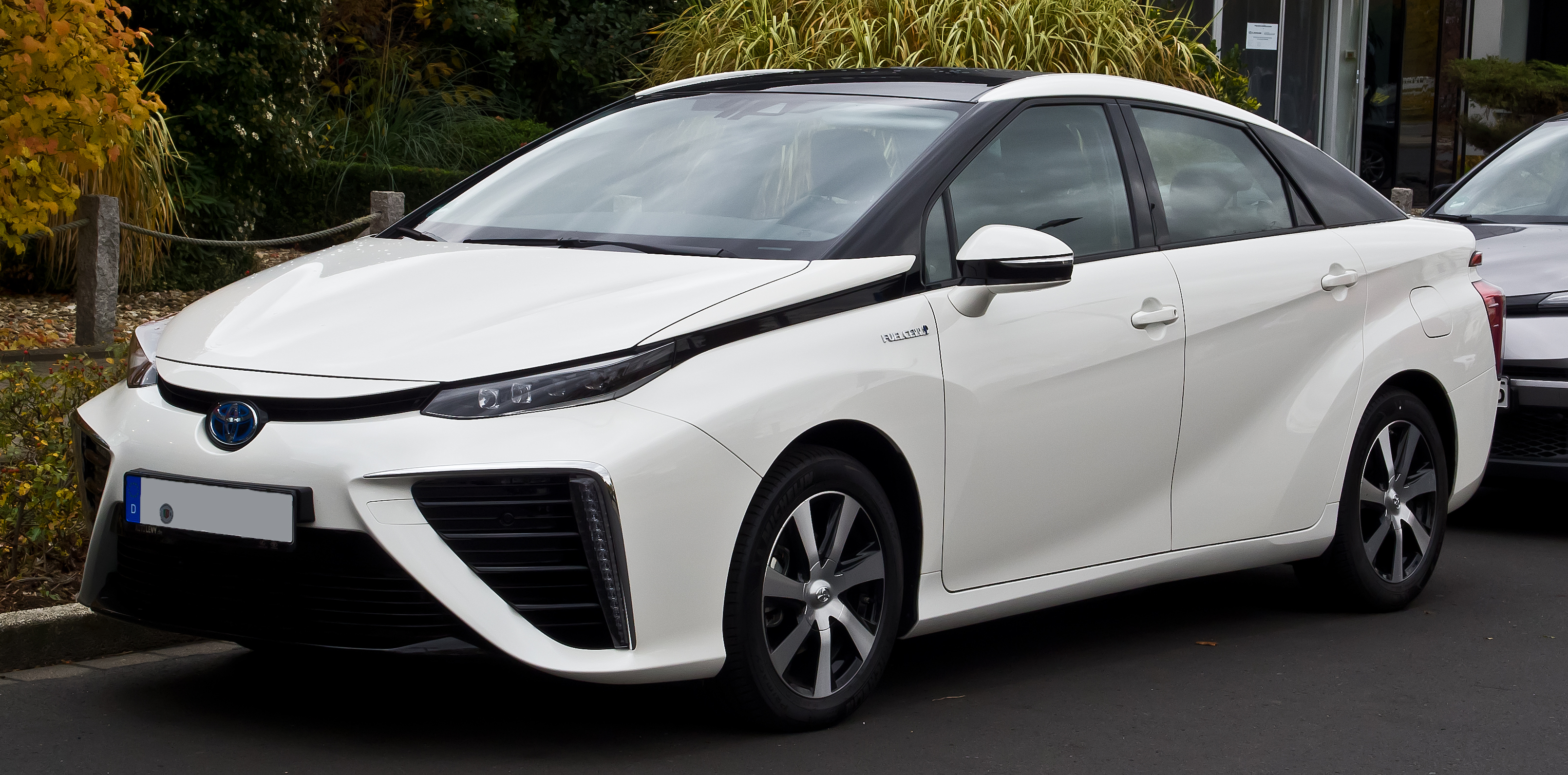
トヨタ・MIRAI（2014年）

- 11月、大型トラックと大型バスで自動ブレーキの装着が義務化される[W 273][注 154]。
- 12月、トヨタ自動車がMIRAI（初代）を発売する。（セダンとしては世界初の燃料電池自動車量販車）
- ゲーム『グランツーリスモ』シリーズ、映画『ワイルド・スピード』シリーズの影響により、米国で1980年代から1990年代の日本車（旧車）の人気が高まり、この年を境に1980年代の日本車の輸出が活発化する[W 310][W 311][注 155]。

2015年（平成27年）
- 11月、フォードがわずかに保有していたマツダの株式（2.1%）を売却し、1979年以来続いていた両社の資本関係が完全に解消される[W 251][注 156]。
- 11月30日から12月12日にかけて、パリで第21回気候変動枠組条約締約国会議（COP21）が開催され、ポスト京都議定書の効力が切れる2020年以降の温室効果ガス排出削減についてのパリ協定が採択される（翌年4月22日発効）。

2016年（平成28年）
- 1月、トヨタ自動車がダイハツ工業に全額出資して同年8月付で完全子会社にすることを発表する[W 314]。
- 3月、国土交通省により貸し切りバスにドライブレコーダーを設置することが義務化される[注 157]。翌2017年に発生した東名高速夫婦死亡事故の影響もあり、あおり運転対策を目的として自家用車にもドライブレコーダーの設置が進む。
- 4月、三菱自動車の燃費偽装が発覚する[W 315][W 316]。
  - 同年5月、日産自動車が三菱自動車の発行済株式の34%を取得して筆頭株主となり、三菱自動車はルノー・日産アライアンスに加わる（ルノー・日産・三菱アライアンス）。
- 8月、スズキと富士重工業が株式の持ち合いを解消し、お互いの保有株式を全て売却する[W 317][W 318]。
- 8月24日、日産自動車がセレナ（5代目）を発売し、プロパイロットをオプション設定する。（日本車としては初の自動運転車レベル2｛部分自動運転｝認定市販車）
- 16式機動戦闘車が制式採用される。（日本で独自開発された初の装輪戦車[注 158]）

2017年（平成29年）
- 4月1日、「富士重工業株式会社」が「株式会社SUBARU」に社名変更する。
- 8月、マツダとトヨタ自動車が資本提携に合意し、同年10月に株式の持合いを始める[W 319]。
- 10月、ホンダ・スーパーカブシリーズの累計製造台数が1億台に達する[W 135]。

2018年（平成30年）
- 8月、いすゞ自動車とトヨタ自動車が資本提携を解消する[W 320]（2021年に提携を再開）。
- 10月24日、トヨタ自動車がレクサス・ES（7代目）を発売する。（世界初のデジタルアウターミラー採用量販車[注 159]）
- 11月、カルロス・ゴーンが金融商品取引法違反の容疑で逮捕され、日産自動車と三菱自動車の会長職から解任される[注 160]。

2019年（平成31年／令和元年）
- 2月、トヨタ自動車がSUBARUへの出資比率を20.0%に高め、同社を持分法適用会社（関連会社）にする。SUBARUもトヨタ自動車の株式3.17%を取得し、株式を持ち合う。
- 8月、スズキとトヨタ自動車が資本提携に合意し、トヨタ自動車はスズキの株式4.94%を、スズキはトヨタ自動車の株式0.2%を持ち合う[W 323][W 324]。
- 10月、オートノマス・ビークル・コンピューティング・コンソーシアム（AVCC）が設立される[W 325]。
- 12月、いすゞ自動車がボルボ・グループと提携の覚書を交わし、ボルボが保有するUDトラックス株を全て取得することで合意する[W 326]。翌年10月、正式に提携契約を結ぶ[W 327]。

### 新型コロナウイルス感染症の流行（2020年～）
※新型コロナの時期で区切るかは定説や通説はなく、この記事では便宜上、区切りを設けている。
2020年（令和2年）
- 前年12月から始まった新型コロナウイルス感染症（COVID-19）の世界的拡大に伴い、日本の自動車メーカー各社は年明けから工場の操業停止を余儀なくされ、自動車の生産台数は大きく落ち込む[W 328]。
- 9月、島根県江津市でA1市街地グランプリが開催される。（日本初の公道コースを用いた四輪自動車レース）

2021年（令和3年）
- 3月5日、ホンダがレジェンド（5代目）にHonda SENSING Elite搭載車を追加する[W 329][W 330]。（日本車としては初の自動運転車レベル3｛条件付自動運転｝認定市販車）
- 3月24日、いすゞ自動車とトヨタ自動車が再び資本提携することで合意する[W 331][W 332]。
  - 同年4月、いすゞ自動車、トヨタ自動車、日野自動車の3社が、商用車における協業を推進するための新会社として、Commercial Japan Partnership Technologies（CJPT）を設立する[W 333]。同年7月、スズキ、ダイハツ工業も参画する[W 334][注 161]。
- 5月、オリンピック・バーチャルシリーズ（OVS）が初開催され、競技種目のひとつとして『グランツーリスモSPORT』が選ばれる[W 337][W 338]。
- 7月14日、欧州委員会が欧州グリーンディール政策の一環として、乗用車、小型商用車（バン）の二酸化炭素排出基準に関する規則改正を発表する[W 339][W 340]。この規則改正により、欧州連合加盟国域内で販売される新車について、二酸化炭素の排出量を2021年比で2030年までに55%削減、2035年までに100%削減という目標が設定される[W 340]。
- 10月1日、川崎重工業がモーターサイクル&エンジン事業を分社化し、「カワサキモータース株式会社」が設立される[W 341][W 342]。

2022年（令和4年）
- 3月4日、日野自動車によるエンジン不正問題が発覚する（日野自動車エンジン不正問題）[W 343][W 344]。
- 10月9日、岸田文雄首相がF1日本グランプリに来場する[W 345]。（現職の内閣総理大臣による初の自動車レース公式訪問[W 346]）

2023年（令和5年）
- 5月30日、日野自動車と三菱ふそうトラック・バスが2024年末までを目途に経営統合するということで、親会社のトヨタ自動車、ダイムラー・トラックを含めた4社が基本合意したことを発表する[W 347]。
- 12月20日、4月にダイハツが公表していた認証申請の不正行為について、第三者委員会が同社の不正を確認した調査結果を公表した[W 348]。これにより、同社の全車種（他社へのOEM車両も含む）が出荷停止となった[W 348]。（ダイハツ工業認証試験不正問題）

2024年（令和6年）
- 6月3日、トヨタ自動車、本田技研工業、マツダ、スズキ、ヤマハ発動機の5社は、新車に対する認証試験で不正な申請が行われていたことを公表。後日、国土交通省が各社へ立ち入り調査を行った。
- 12月23日、本田技研工業、日産自動車の2社が、経営統合に向けた基本合意書を締結したと発表する[W 349]。日産自動車傘下の三菱自動車工業を含めた3社で、協業について協議を進める覚書が締結される[W 350]。

### 記載ルール
なるべく特筆性のある事柄に絞って記載している。そのため、以下のルールを設けている。
- 自動車会社として創業した場合を除いて、各社の創業については記載せず、自動車事業に参入した時点から記載している。
- 試作車は試作車そのものや試作したこと自体に特筆性がある場合を除いて記載しない。
- 自動車会社の名称の変遷についてはなるべく記載している。